# Ласточка (электропоезд)
ЭС1 / ЭС1П / ЭС2Г / ЭС2ГП / ЭС104 / ЭС105 (Электропоезд Сименс, 1-й / 2-й тип, городской, «Премиум» / Электропоезд Синара, 4-й / 5-й тип) — семейство пассажирских электропоездов с коммерческим названием «Ласточка» и «Финист». Создано на основе платформы Siemens Desiro для ОАО «Российские железные дороги» (ОАО «РЖД»). Электропоезда ЭС1, ЭС1П, ЭС105 — двухсистемные (постоянного тока 3 кВ и переменного тока 25 кВ), ЭС2Г, ЭС2ГП и ЭС104 — постоянного тока 3 кВ.
Электропоезда ЭС1 производились заводом Siemens в Крефельде (Германия), а ЭС1П, ЭС2Г и ЭС2ГП — заводом Уральские локомотивы в Верхней Пышме (Россия) по лицензии Siemens. Всего с 2011 по 2022 год выпущено порядка 260 составов «Ласточка» всех разновидностей. Большинство из них находится в пассажирской эксплуатации, значительная часть поездов используется как межрегиональные или пригородные экспрессы или городские поезда (ЭС2Г), часть составов эксплуатируется как пригородные.
В связи с уходом из России компании Siemens из-за санкций, введённых после вторжения России на Украину, производство электропоездов данной модели было приостановлено. С 2023 года группой Синара реализуется собственный новый проект — электропоезда ЭС104 и ЭС105.

## История создания и выпуска

### Проектирование и начало производства
В 2009 году ОАО «Российские железные дороги» заказало компании Siemens разработку пригородного двухсистемного электропоезда, адаптированного к условиям России. Новые поезда планировалось использовать в Сочи для пригородных пассажирских перевозок во время Зимних Олимпийских игр 2014 года, а затем — частично передать на другие линии для беспересадочного обслуживания маршрутов, имеющих участки как с переменным, так и постоянным током. Ранее компанией Siemens для российских железных дорог уже выпускались электропоезда ЭВС1/ЭВС2 «Сапсан» (Velaro RUS) для высокоскоростного сообщения. При проектировании нового электропоезда за основу была взята модель пятивагонных электропоездов Siemens Desiro ML. 29 декабря 2009 года ОАО «Российские железные дороги» подписало контракт с немецкой компанией Siemens на поставку 54 электропоездов Siemens Desiro RUS стоимостью 410 млн евро. Эти электропоезда получили обозначение серии ЭС1 (электропоезд Сименс, 1-й тип). В целом же линейка локализованных для России поездов Siemens Desiro RUS получила коммерческое название «Ласточка».
Необходимость появления двухсистемного поезда, оборудованного схемой автоматического перехода с одной системы на другую, была вызвана особенностями электрификации железнодорожных линий в регионе проведения Олимпийских игр: основная железнодорожная сеть, пролегающая на равнинных участках вдоль побережья Чёрного моря, электрифицирована постоянным током напряжением 3 кВ, в то время как строившийся горный участок Адлер — Красная Поляна ввиду крутизны уклонов было решено электрифицировать переменным током напряжением 25 кВ частоты 50 Гц. Также появление двухсистемных электропоездов позволяло организовать пригородное железнодорожное сообщение по маршрутам, включающим участки как постоянного, так и переменного тока без остановки на станции стыкования, включая маршрут Адлер — Краснодар со станцией стыкования Горячий Ключ.
Все технические решения, принятые компанией Siemens при проектировании нового электропоезда Desiro ML Rus, обсуждались с широким кругом специалистов профильных научно-исследовательских институтов и согласовывались с ОАО «РЖД». Многие решения в области конструкции проектируемого поезда специалисты компании Siemens позаимствовали у российских специалистов, занимавшихся организацией высокоскоростного сообщения в России, а также из опыта, приобретённого при создании высокоскоростных электропоездов Velaro RUS. В частности, базовая платформа электропоезда Desiro ML подверглась адаптации к новым условиям эксплуатации на сети с шириной колеи 1520 мм в условиях суровой русской зимы. Сложные топографические условия региона проведения Олимпийских игр предъявляли повышенные требования к системам автотормозного и тягового оборудования, в связи с чем электропоезда были спроектированы с учётом обеспечения безопасной эксплуатации в горном режиме на линии с руководящими уклонами до 40 ‰. Дизайн, исполнение кабины управления и пассажирского салона обсуждались непосредственно на базе макета головного вагона электропоезда.
В марте 2011 года ООО «Уральские локомотивы» (СП «Сименс АГ» и группы «Синара») и ООО «Аэроэкспресс» создали совместное предприятие для локализации производства электропоездов в России. Производство составов было организовано на заводе «Уральские локомотивы» в Верхней Пышме (Свердловская область), ранее выпускавшем электровозы серий 2ЭС6 и 2ЭС10. Производство было запущено в конце 2013 года. 7 октября 2011 года ОАО «РЖД» разместило заказ на поставку 1,2 тыс. вагонов электропоездов «Ласточка» в исполнении только для постоянного тока. Эти электропоезда получили обозначение серии ЭС2Г (2-й тип, городской), буква Г была выбрана для того, чтобы отличать эти поезда от модернизированных в Сибири ЭР2, получивших после модернизации обозначение серии ЭС2. Контракт подписали президент ОАО «РЖД» В. И. Якунин, президент, председатель правления Siemens Петер Лешер и президент ЗАО «Группа Синара» Дмитрий Пумпянский на Международном железнодорожном бизнес-форуме «Экспо 1520» в Щербинке.
Российские железные дороги также заключили с Siemens контракт на техническое обслуживание 54 электропоездов, которые РЖД заказали в 2009 и 2010 годах. Контракт вступил в силу в 2013 году и рассчитан на 40 лет. Сумма договора составляет более 500 млн евро. Документ был подписан В. Якуниным и П. Лешером.
В 2018 году на заводе «Уральские локомотивы» был разработан промежуточный моторный вагон, а также новая микропроцессорная система верхнего уровня управления. Это было использовано для создания семивагонного электропоезда ЭС2Г, который в середине мая 2018 года был отправлен на испытания на экспериментальное кольцо ВНИИЖТ (ЭК ВНИИЖТ) в городском округе Щербинка). В октябре того же года испытания завершились выдачей заводу сертификата соответствия поезда требованиям технического регламента Таможенного союза. В свою очередь, это позволило значительно расширить варианты составности поезда, и в декабре 2018 года этот же электропоезд был дополнен ещё тремя вагонами. Вариант электропоезда переменной составности изначально подготовлен для Московского центрального кольца (МЦК).
В том же году на заводе «Уральские локомотивы» были проведены опытно-конструкторские работы по созданию своего варианта двухсистемного поезда. Он был разработан на платформе «Ласточка-Премиум» для межрегиональных поездок на расстояние до 700 км. К маю была разработана конструкторская документация, а к сентябрю построены два опытных образца (ЭС1П-001 и ЭС1П-002). В ноябре этого же года электропоезд успешно прошёл все приёмочные и сертификационные испытания, а в декабре «Уральские локомотивы» получили сертификат на соответствие требованиям технического регламента Таможенного союза.
Проведены работы по внедрению на электропоездах «Ласточка» системы автоведения поезда. Такая возможность была предусмотрена ещё на стадии проектирования МЦК. С 2017 года ОАО «РЖД» проводит работы по внедрению автоматического режима ведения поездов (по состоянию на 2021 год на этом маршруте применяется режим GoA2, то есть полуавтоматическое управление). Характеристика уровней автономности поезда приведена ниже в таблице.
| Уровень автоматизации | Управление движением поезда | Торможение | Закрытие дверей | Управление в нестандартных ситуациях |
| GoA1                  | Машинист                    | Машинист   | Машинист        | Машинист                             |
| GoA2                  | Автоматика                  | Автоматика | Машинист        | Машинист                             |
| GoA3                  | Автоматика                  | Автоматика | Проводник       | Проводник                            |
| GoA4                  | Автоматика                  | Автоматика | Автоматика      | Автоматика                           |

Элементы технологии автоведения в ноябре 2019 года позволили сократить интервал следования поездов до четырёх минут при увеличении провозной способности МЦК на 20 %.
В 2019 году был построен ЭС2Г-113 со степенью автоматизации GoA3. По результатам испытаний специалисты ОАО «РЖД», АО «НИИАС» и ООО «Уральские локомотивы» внесли изменения в конструкторскую документацию, а в конце 2020 года был построен ЭС2Г-136, степень автоматизации которого возросла до уровня GoA3+. Этот уровень предполагает полностью автоматическое управление составом, когда машинист в кабине находится только для реагирования в случае возникновения нештатных ситуаций. Этот состав был направлен на испытания на ЭК ВНИИЖТ и на линию МЦК. 23 и 24 декабря 2021 года ЭС2Г-136, ставший первым в Европе поездом с сертифицированным машинным зрением, совершил показательные поездки по кольцу МЦК. При этом поезд двигался без пассажиров и в присутствии машиниста в кабине, но в автоматическом режиме. В первый из этих дней он прошёл два полных круга (по 54 км каждый) и выполнил 62 остановки. В подконтрольную эксплуатацию с пассажирами ЭС2Г-136 планируется ввести в 2022 году.
Создание аппаратуры и программного обеспечения было поручено ООО «НПО САУТ». Оно создало блок управления движением, а также контрольный монитор, который предполагается устанавливать как в кабине состава, так и в центре дистанционного контроля и управления.
По состоянию на конец 2021 года проводились работы по доведению степени автоматизации до уровня GoA4. В этом случае машинист в кабине отсутствует, а состав контролируется дистанционно машинистом-оператором. По техническому заданию ОАО «РЖД» подразумевается возможность управления составом в трёх режимах: ручном, дистанционном и автоматическом. Параллельно велись работы по созданию центра дистанционного контроля и управления.
Планировалось, что такой электропоезд будет произведен в 2022 году, а сертификацию завершит в 2023 году. Уже во второй половине 2022 года было заявлено о переносе сроков. Технологии, позволяющие достичь УА4, планировалось разработать к концу 2023 года. Электропоезд планировалось произвести в 2024—2025 годах.

### Выпуск
За всю историю электропоездов Desiro RUS созданы составы трёх основных версий, имеющие семь различных вариантов исполнения пассажирского салона:
- ЭС1 — электропоезд двухсистемного питания постоянным током 3 кВ и переменным током 25 кВ 50 Гц. Имеет три варианта салона:
  - пригородно-регионального исполнения 3 класса (составы ЭС1 с номерами 001—045, производства Siemens);
  - межрегионального исполнения повышенной комфортности 1 и 2 классов (составы ЭС1 с номерами 046—054, производства Siemens);
  - межрегионального исполнения повышенной комфортности, с салонами 1, 2 и 3 класса (составы ЭС1П, производства «Уральские локомотивы»);
- ЭС2Г[к 1] — электропоезд постоянного тока 3 кВ. Имеет три варианта салона:
  - пригородно-городского исполнения (составы ЭС2Г с номерами 001—044, 087—100, 102—105, 114—135, 137 и выше);
  - городского исполнения с уменьшенным числом сидячих мест и салонными поручнями (составы ЭС2Г с номерами 045—086, 101, 106—113, 136);
  - межрегионального исполнения повышенной комфортности, с салонами 1, 2 и 3 класса (составы ЭС2ГП);
- ЭС104 — электропоезд постоянного тока 3 кВ. На данный момент строится с одним вариантом салона:
  - пригородно-городского исполнения с тремя туалетами на пятивагонный состав (против двух в ЭС2Г).

Электропоезда ЭС1 строились с 2011 по 2014 год на заводе Siemens в городе Крефельде в Германии, всего было выпущено 54 состава. Изначально в Германии планировалось построить только первые 38 составов, а сборку остальных 16 осуществить в России на заводе «Уральские локомотивы». Однако от первоначальных планов наладки производства двухсистемных поездов ЭС1 российский завод отказался, и в итоге оставшиеся поезда также были построены в Крефельде. Первые 45 составов получили салон пригородно-регионального исполнения, а последние 9 — межрегионального исполнения повышенной комфортности для дальних маршрутов.
Электропоезда ЭС2Г, ЭС2ГП и ЭС1П строились на российском заводе «Уральские локомотивы» с 2013 по 2023 год. Их производство стартовало 11 ноября 2013 года. Первым поездом этого завода стал ЭС2Г-001; на конец 2014 года там же изготовлены ещё четыре поезда, также типа ЭС2Г (номера от 002 до 005), 62 % компонентов для них произведены в России. C 2015 года объём производства составов резко увеличился в связи с открытием в сентябре 2016 года движения городского поезда на Малом кольце МЖД. В 2017 году уровень локализации производства «Ласточек» составил свыше 80 %. По состоянию на июль 2023 года изготовлено 165 электропоездов серии ЭС2Г, 17 — серии ЭС2ГП и 47 — серии ЭС1П с салонами повышенной комфортности, имеющих отдельную от ЭС2Г и ЭС1 нумерацию. Председатель совета директоров компании «Синара — транспортные машины» Александр Мишарин заявил в кулуарах форума «Транспорт России» в ноябре 2022 года, что «Ласточка» станет почти полностью российского производства.
Электропоезда ЭС104 строятся на российском заводе «Уральские локомотивы» с 2023 года; по состоянию на ноябрь 2024 года известно о присвоении номеров от 001 до 039 включительно, первые тридцать из которых имеют пятивагонную составность, однако неизвестно о составности составов с номерами 031 и 032.. Первый состав (ЭС104-001) был официально представлен 10 июля 2023 года на выставке «Иннопром». В ноябре 2023 года завод «Уральские локомотивы» получил сертификат соответствия для состава типа ЭС104, после чего первые четыре состава были переданы на баланс Свердловской железной дороги. Предполагается, что составы будут курсировать на полигоне СвЖД, например из Екатеринбурга в Нижний Тагил. Электропоезд «Финист» стал дальнейшим развитием поездов «Ласточка» с использованием российских тягового привода, нового типа тележки и электронных компонентов. Головные вагоны получили новую более обтекаемую форму лобовой части кабины машиниста с наклонными буферными фонарями по бокам и закрывающимся носовым обтекателем автосцепки, частично схожую с лобовой электропоездов ЭГ2Тв «Иволга» модификаций 2.0 и 3.0. По сравнению с базовой пятивагонной, в будущем планируется обеспечить возможность уменьшения составности до четырёх вагонов. Согласно проекту поезда должны развивать скорость до 160 км/ч и могут иметь аккумуляторные батареи для обеспечения движения на неэлектрифицированных участках длиной до 120 км. При этом планируется выпускать часть поездов для линий постоянного тока 3 кВ (ЭС104), а часть — двухсистемные для постоянного 3 кВ, а также для переменного тока 25 кВ (ЭС105).
Данные по выпуску электропоездов ЭС1, ЭС1П, ЭС2Г, ЭС2ГП и ЭС104
по годам приведены ниже в таблице:
| Год выпуска | Количество электропоездов | Количество электропоездов | Количество электропоездов | Количество электропоездов | Количество электропоездов | Количество вагонов | Количество вагонов | Количество вагонов | Количество вагонов | Количество вагонов | Номера  | Номера   | Номера                    | Номера   | Номера            |
| Год выпуска | ЭС1                       | ЭС1П                      | ЭС2Г                      | ЭС2ГП                     | ЭС104                     | ЭС1                | ЭС1П               | ЭС2Г               | ЭС2ГП              | ЭС104              | ЭС1     | ЭС1П     | ЭС2Г                      | ЭС2ГП    | ЭС104             |
| ----------- | ------------------------- | ------------------------- | ------------------------- | ------------------------- | ------------------------- | ------------------ | ------------------ | ------------------ | ------------------ | ------------------ | ------- | -------- | ------------------------- | -------- | ----------------- |
| 2012        | 19                        | —                         | —                         | —                         | —                         | 95                 | —                  | —                  | —                  | —                  | 001—019 | —        | —                         | —        | —                 |
| 2013        | 26                        | —                         | —                         | —                         | —                         | 130                | —                  | —                  | —                  | —                  | 020—045 | —        | —                         | —        | —                 |
| 2014        | 9                         | —                         | 5                         | —                         | —                         | 45                 | —                  | 25                 | —                  | —                  | 046—054 | —        | 001—005                   | —        | —                 |
| 2015        | —                         | —                         | 18                        | —                         | —                         | —                  | —                  | 90                 | —                  | —                  | —       | —        | 006—023                   | —        | —                 |
| 2016        | —                         | —                         | 31                        | 1                         | —                         | —                  | —                  | 155                | 5                  | —                  | —       | —        | 024—054                   | 001      | —                 |
| 2017        | —                         | —                         | 32                        | —                         | —                         | —                  | —                  | 160                | —                  | —                  | —       | —        | 055—086                   | —        | —                 |
| 2018        | —                         | 2                         | 19                        | 14                        | —                         | —                  | 10                 | 100                | 70                 | —                  | —       | 001, 002 | 087—097, 102—105, 237—240 | 002—015  | —                 |
| 2019        | —                         | 14                        | 18                        | 2                         | —                         | —                  | 70                 | 132                | 10                 | —                  | —       | 003—016  | 098—101, 106—119          | 016, 017 | —                 |
| 2020        | —                         | 7                         | 21                        | —                         | —                         | —                  | 35                 | 161                | —                  | —                  | —       | 017—023  | 120—140                   | —        | —                 |
| 2021        | —                         | 14                        | 8                         | —                         | —                         | —                  | 100                | 60                 | —                  | —                  | —       | 024—037  | 141—148                   | —        | —                 |
| 2022        | —                         | 9                         | 13                        | —                         | —                         | —                  | 45                 | 65                 | —                  | —                  | —       | 038—046  | 149—161                   | —        | —                 |
| 2023        | —                         | 1                         | —                         | —                         | 13                        | —                  | 5                  | 7                  | —                  | 65                 | —       | 047      | —                         | —        | 001—012, 015      |
| 2024        | —                         | —                         | —                         | —                         | 24                        | —                  | —                  | —                  | —                  | 138                | —       | —        | —                         | —        | 013, 014, 016—039 |
| Всего       | 54                        | 47                        | 165                       | 39                        | 39                        | 270                | 265                | 955                | 85                 | 203                | 001—054 | 001—047  | 001—161 237—240           | 001—017  | 001—039           |

Опытные образцы (первые составы) всех серий
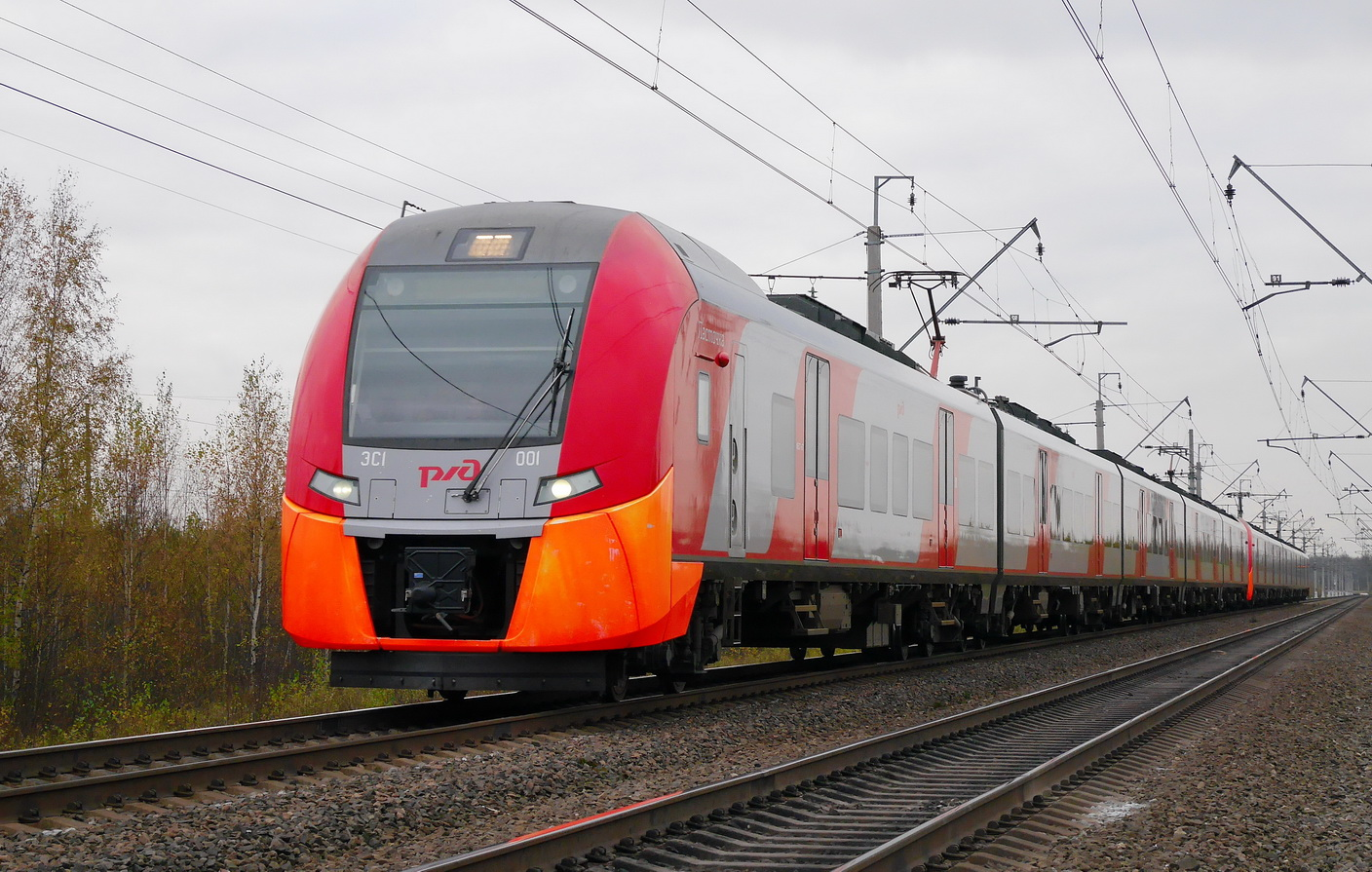
ЭС1-001 в спарке с другим ЭС1 в Ленинградской области
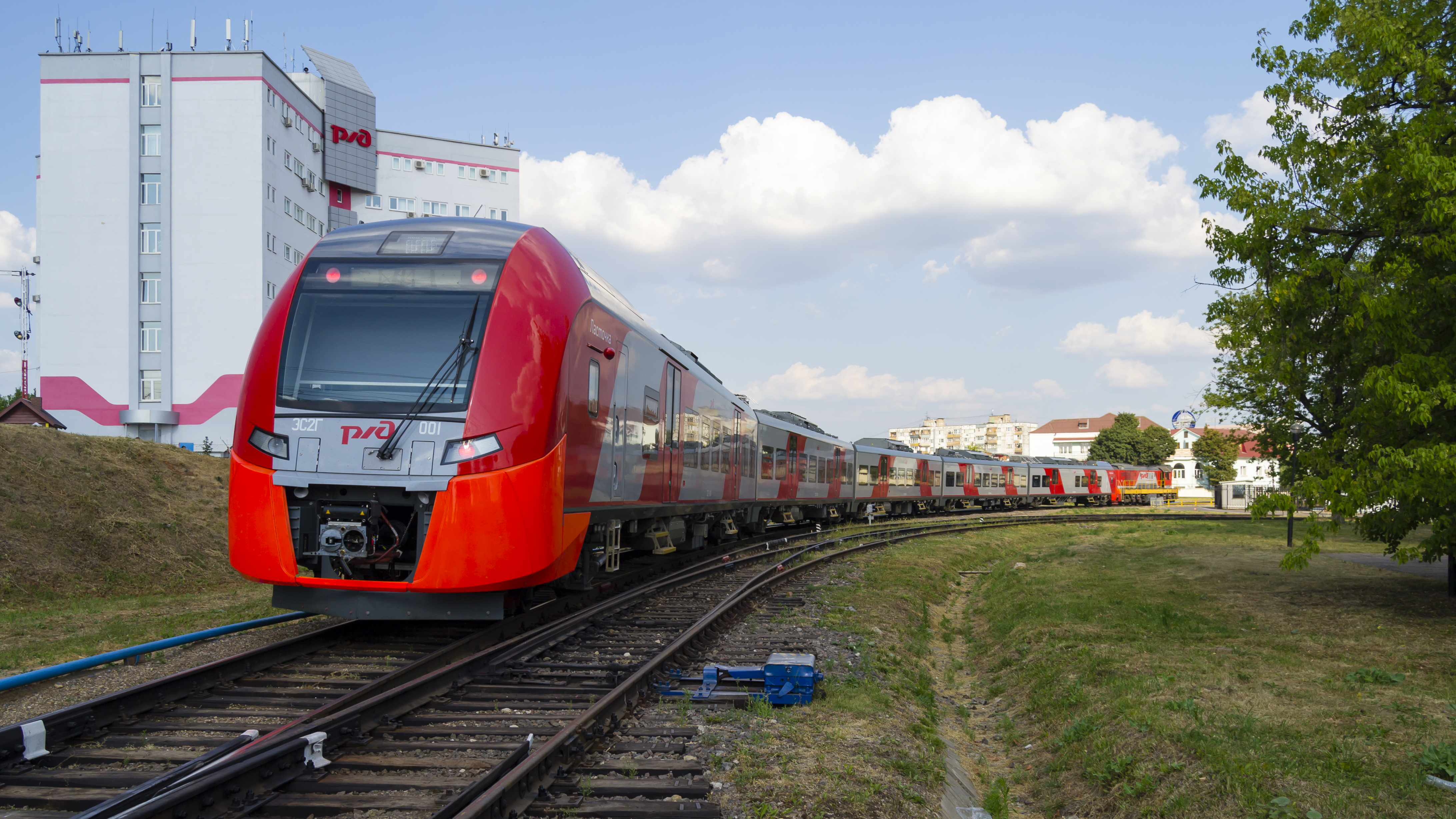
ЭС2Г-001 на кольце ВНИИЖТа в Щербинке
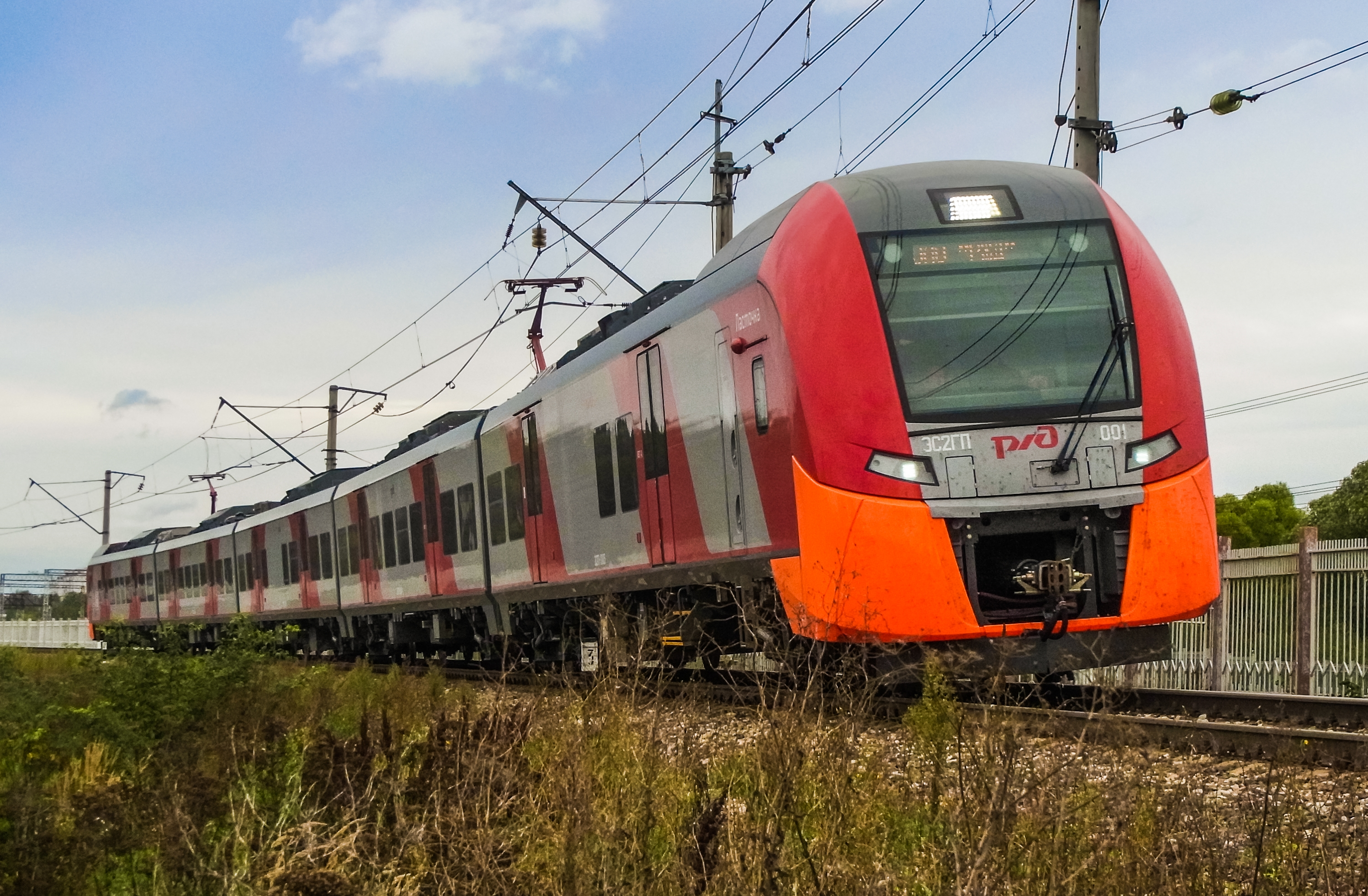
ЭС2ГП-001 на кольце ВНИИЖТа в Щербинке
ЭС1П-001 на кольце ВНИИЖТа в Щербинке
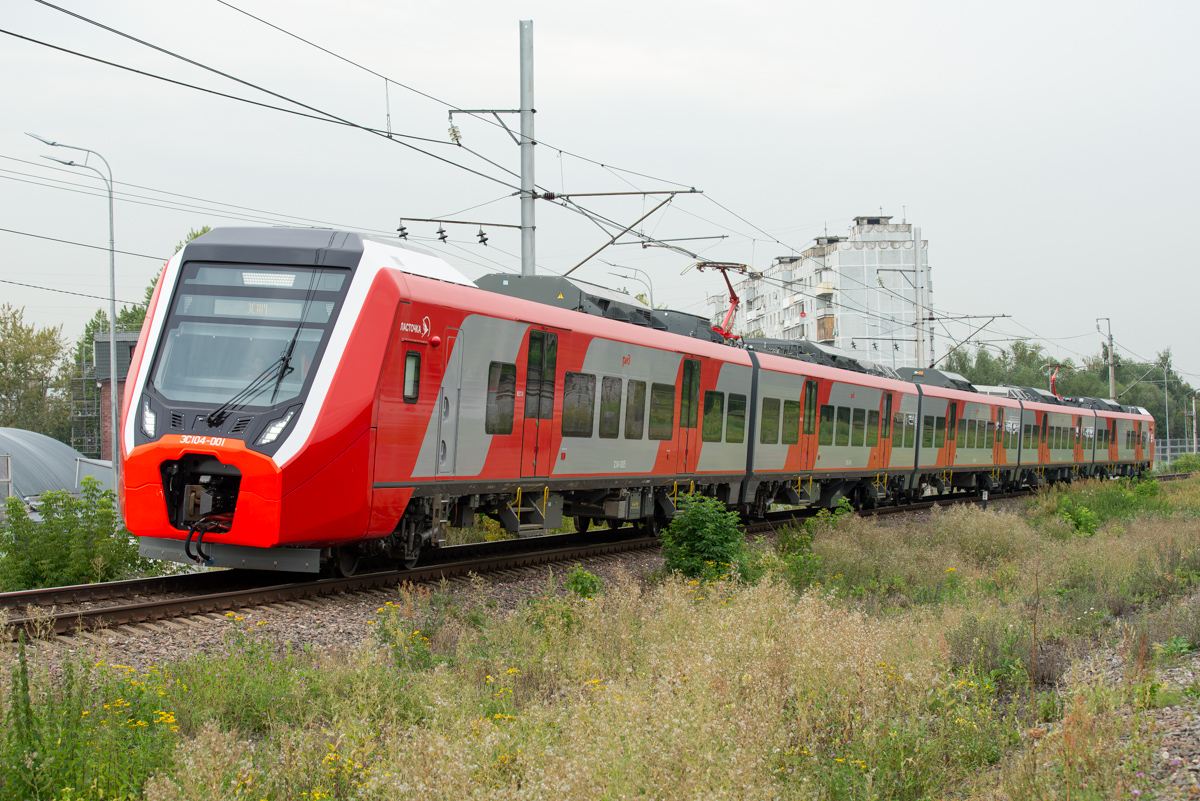
ЭС104-001 без кожуха (обтекателя) сцепного устройства на испытаниях, кольцо ВНИИЖТ, 2023 год

### Перспективы

#### Проект ЭС1М-Д «Меридиан»
В 2019 году компания «Уральские локомотивы» подписала с ОАО «РЖД» соглашение о возможности производства электропоездов «Ласточка» смешанной этажности с одноэтажными головными и двухэтажными промежуточными вагонами, разработав в том же году дизайн-проект такого поезда в исполнении межрегионального экспресса. Данный проект является локализованной для России вариацией поездов семейства Siemens Desiro HC (High Capacity, то есть высокой вместимости). На начало 2020 года эта тема перешла в стадию рабочего проектирования. Проектируемый поезд получил обозначение ЭС1М-Д «Меридиан».Начало их производства для ОАО «РЖД» было запланировано на 2022 год, позже построить первый состав было запланировано только в 2024 году.
Отличительной особенностью проектного поезда ЭС1М-Д в сравнении как с другими поездами Desiro HC, так и «Ласточками» Desiro ML RUS, является применение характерных для поездов дальнего сообщения одностворчатых дверей с более узкими проёмами по концам вагонов вместо двухстворчатых дверей, расположенных посередине половинок вагонов, при этом головные вагоны планируется снабдить только одной парой дверей сзади. Лобовая маска кабины машиниста получит обновлённый дизайн с закрывающейся автосцепкой, а крыша головных одноэтажных вагонов по сравнению с другими моделями Desiro HC будет выровнена по высоте с двухэтажными. Количество вагонов в составе поезда увеличено до семи по сравнению с выпускаемыми составами Desiro HC, имеющими от четырёх до шести вагонов. Согласно проекту поезда будут предназначены для эксплуатации на линиях как постоянного тока 3 кВ, так и переменного тока 25 кВ, и иметь аккумуляторные батареи для обеспечения движения на неэлектрифицированных участках длиной до 120 км. Конструкционная скорость поезда должна составлять 160 км/ч, при этом их ускорение меньше, чем у пригородных поездов (в среднем 0,4 м/с² до скорости 60 км/ч).
Проектом салона предусмотрена как обычная дневная компоновка только с сидячими местами 2 класса по схеме 2+2 в едином салоне, так и ночная компоновка как с сидячими местами, так и со спальными местами в одно-, двух- и четырёхместных купе, а также вагон-ресторан (либо бистро) с детской игровой зоной в обоих вариантах. В вагонах должно быть всё необходимое, включая системы кондиционирования, дезинфекции и доступа в Интернет, а в поездах ночной компоновки наряду с туалетами предусмотрены душевые комнаты. Количество мест может различаться в зависимости от компоновки: в поездах с салоном ночной компоновки планируется разместить 321 место, включая 173 сидячих и 148 спальных, а обычной дневной — 496 сидячих мест и 4 прислонных места для маломобильных пассажиров в колясках.
Электропоезда планируется использовать на дальних межрегиональных маршрутах протяжённостью до 1250 км, где на них планируется заменить в том числе и обычные «Ласточки». Одним из пилотных проектов, по планам, должна стать организация курсирования их между Москвой и Нижним Новгородом. В перспективе можно будет запустить двухуровневые поезда на всех направлениях на юг с большим пассажиропотоком. Ввод этих поездов в эксплуатацию планировался на 2022 год в случае начала их производства, однако впоследствии сроки были перенесены на два года.

#### Проект «Ласточка β»
Дальнейшее развитие электропоездов «Ласточка» для работы на городских и ближних пригородных маршрутах в крупных агломерациях. На этих поездах планировалось использовать новую более обтекаемую форму лобовой части кабины машиниста. Электропоезда в городском исполнении должны были снабжаться дверными проёмами увеличенной ширины в 1600 мм вместо обычных 1250 мм, а выдвижные ступени для выхода на низкие платформы у них не будут применяться, поскольку их эксплуатация планируется только в регионах, оборудованных высокими платформами. Пригородные поезда предусматривают возможность включения низкопольных вагонов с заниженными дверями для возможности бесступенчатого выхода на низкие платформы. Также планировалось увеличить ускорение поездов: у городских поездов его среднее значение при разгоне до 60 км/ч составило бы не менее 1 м/с², а у пригородных — 0,7 м/с². Ещё одним новшеством стала бы возможность формирования трёхвагонных составов за счёт иной компоновки оборудования. Поезда городского типа планировалось выпускать в составности от 3 до 11 вагонов только для линий постоянного тока, а поезда пригородного типа — от 3 до 12 вагонов в двухсистемном варианте.

#### Электропоезда ЭС104 / ЭС105 «Финист»

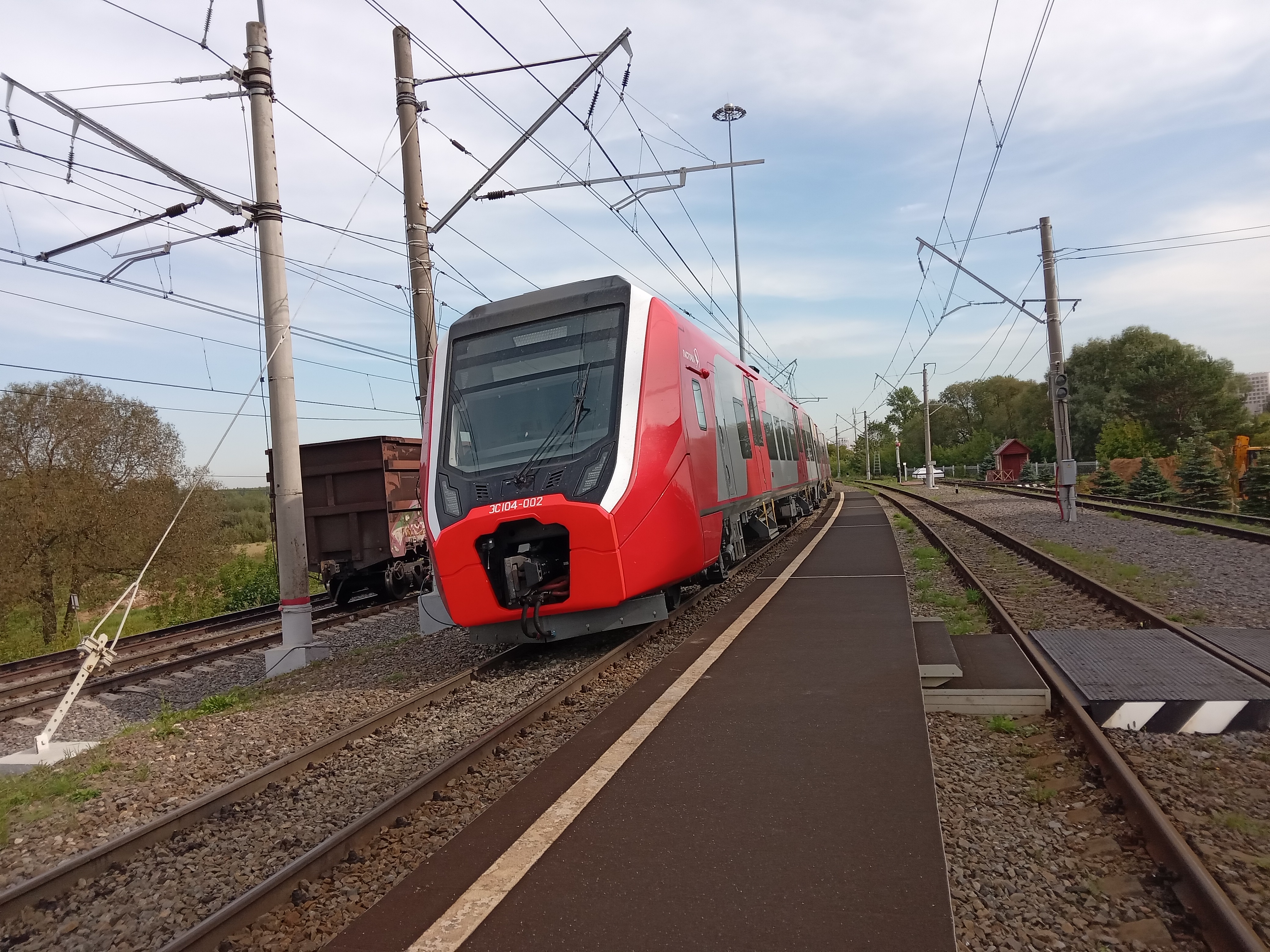
Электропоезд ЭС104-002 на испытаниях (экспериментальное кольцо ВНИИЖТ)

С 2023 года, после ухода компании Siemens с российского рынка, группой Синара реализуется собственный новый проект — электропоезд ЭС104 для линий постоянного тока (один из поездов проекта «Восток»), работы по которому начались до 2022 года (с использованием наработок Siemens). Новый электропоезд двухсистемного питания ЭС105 ожидается в 2024 году, а с 2025 года он должен получить дальнейшее развитие и стать гибридным (на батареях, с запасом хода около 125 км). В 2026 году должен появиться ЭС106 для МЦК. Предполагалось, что вся линейка будет выходить под общим прежним коммерческим названием «Ласточка», однако в декабре 2023 года ОАО «РЖД» запустили голосование по выбору нового коммерческого названия для серии ЭС104, в ходе которого было определено новое название «Финист». Новое название продолжает традицию по присвоению «птичьих» наименований скоростным поездам на сети Российских железных дорог. Финист, как и Феникс, только на русский манер, — это сказочная птица, символ вечного обновления и возрождения. Такой образ в точности повторяет судьбу «Ласточки», которая прошла перерождение из полностью зарубежного электропоезда в полностью российский.
28 декабря 2023 года первые четыре поезда ЭС104 «Финист» запущены в эксплуатацию на Свердловской железной дороге (СвЖД) в Екатеринбурге.
16 ноября 2024 года на испытательное кольцо ВНИИЖТ отправился первый двухсистемный «Финист» (ЭС105).
С начала мая 2025 года электропоезда ЭС104 вышли на пригородные маршруты Санкт-Петербурга и Ленинградской области.

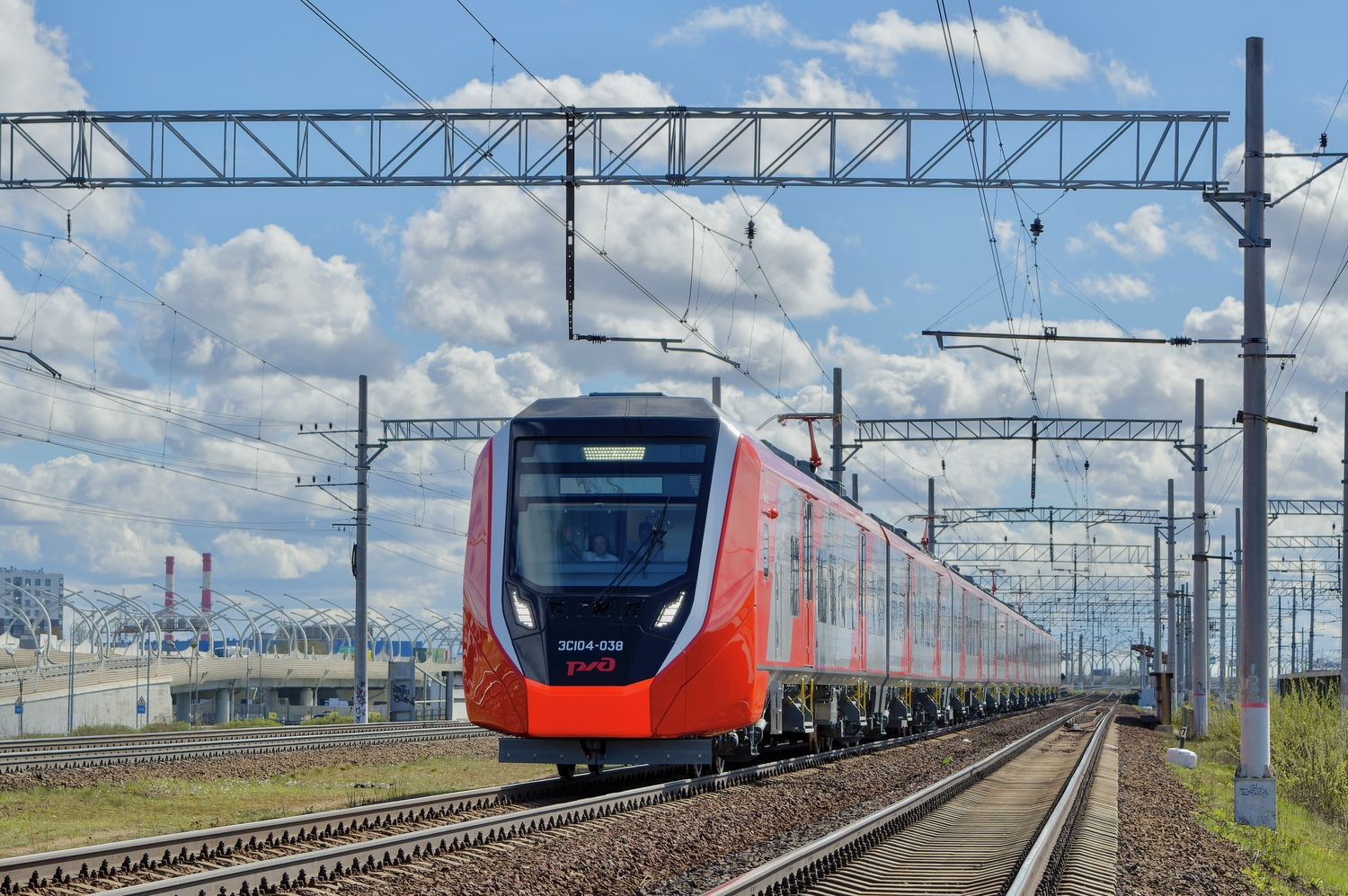
Электропоезд ЭС104-038 на перегоне Лигово – Броневая, 2025 год

## Общие сведения
Электропоезда ЭС1 / ЭС1П / ЭС2Г / ЭС2ГП семейства Desiro ML RUS спроектированы на основе платформы Desiro ML и соответствуют как требованиям технической спецификации по совместимости (TSI), так и российским нормативным документам. Поезда предназначены для региональных, пригородных и городских пассажирских перевозок на железнодорожных линиях колеи 1520 мм, оборудованных высокими или низкими платформами. Поезда серии «ЭС1» являются двухсистемными и могут эксплуатироваться на дорогах, электрифицированных как на постоянном токе 3 кВ, так и на переменном 25 кВ, что позволяет использовать их на маршрутах с участками, питающимися от разных систем энергоснабжения без остановок на станциях стыкования родов тока; поезда серии «ЭС2Г» — только на постоянном токе 3 кВ.
Эксплуатация поезда возможна при температуре окружающей среды от −40 °C до +40 °C без особых ограничений с учётом условий морского климата. Предельные рабочие температуры для оборудования систем безопасности, открыто расположенного снаружи вагона и без подогрева, составляют от −55 °C до +50 °C. Применённая на поездах современная система диагностики позволяет увеличить межремонтные пробеги. Упрощению обслуживания и ремонта и снижению стоимости данных работ способствует и блочно-модульная компоновка оборудования, позволяющая при устранении неисправности сократить время простоя за счёт замены отказавшего блока исправным.
Стоимость одного электропоезда ЭС1 на 2013 год составляла 12,8 млн евро.

### Составность

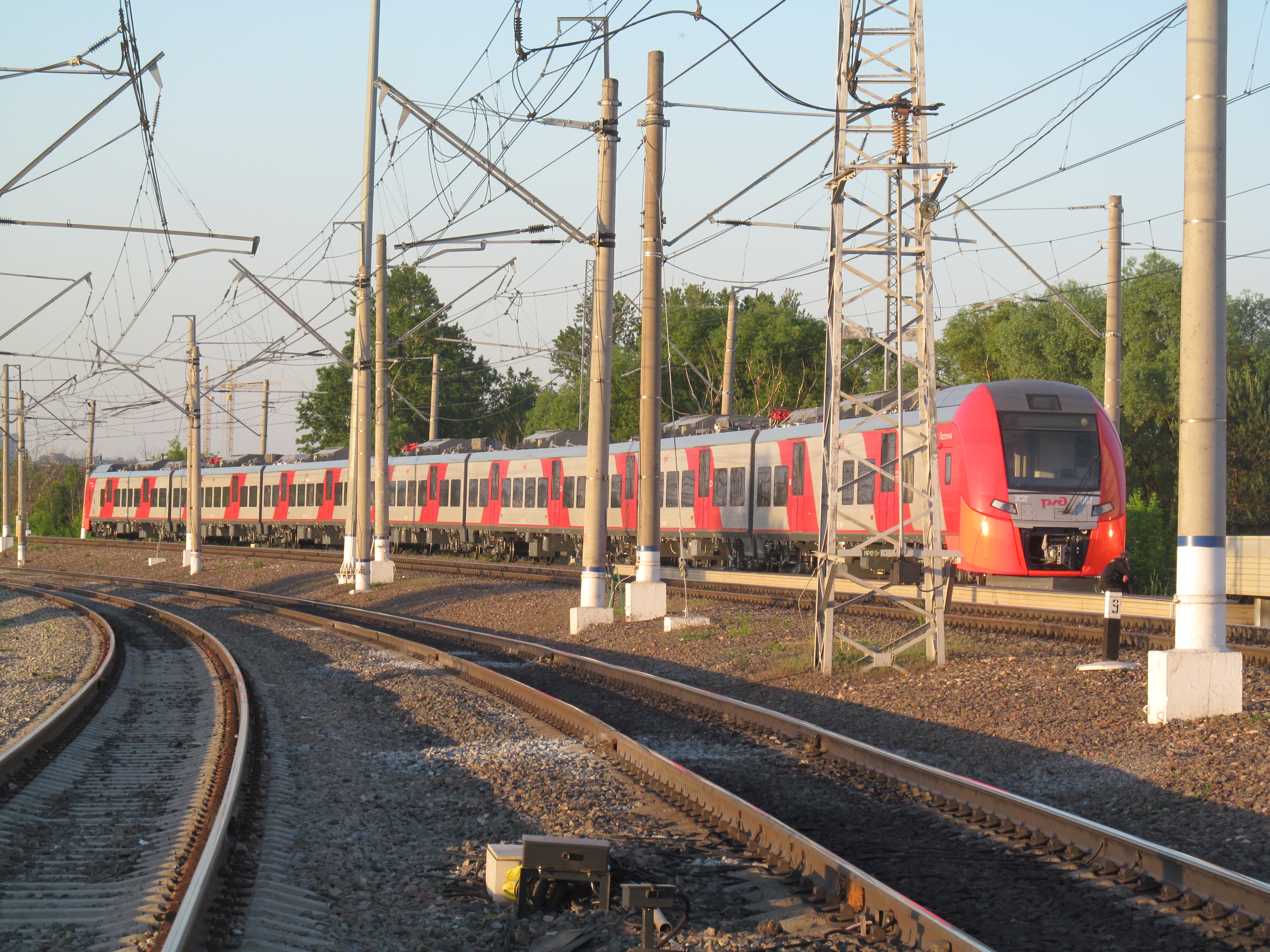
Семивагонный ЭС2Г-087 (первый электропоезд семейства «Ласточка» увеличенной составности) на испытаниях. ЭК ВНИИЖТ, Щербинка

Изначально электропоезда Desiro RUS, как и Desiro ML, имели при поставке пятивагонное исполнение, и формировались из вагонов трёх типов — моторных головных с кабиной управления (Мг), промежуточных прицепных с токоприёмником (ПпТ) и промежуточных прицепных без токоприёмника (Пп); схема компоновки Мг+ПпТ+Пп+ПпТ+Мг. При необходимости в такой состав может быть включён дополнительный шестой промежуточный прицепной вагон без токоприёмника, вцепляемый по соседству с другим таким же вагоном. Головные вагоны поезда являются моторными, с осевой формулой 20−20; промежуточные — прицепными, с осевой формулой 2—2. Токоприёмниками в такой схеме оснащаются второй и четвёртый вагоны. Поезда могут сцепляться в сдвоенные составы по системе многих единиц и управляться из одной кабины машиниста (то есть суммарно 10 (5+5) либо 11 (5+6), либо 12 (6+6) вагонов). При этом имеется возможность сцеплять двухсистемные поезда с поездами постоянного тока. Первая (тестовая) поездка такого сцепа состоялась в апреле 2020 года; тогда по маршруту Москва — Кострома проследовал ЭС1П, сцепленный с ЭС2ГП.
Существенным недостатком такой схемы являлось отсутствие промежуточных моторных вагонов, что сильно ограничивало возможность создания поездов увеличенной длины, когда сцеп двух составов по системе многих единиц являлся избыточным. В 2018 году на заводе «Уральские локомотивы» такой вагон (для ЭС2Г) был создан, а с ним завод разработал и новую микропроцессорную схему управления верхнего уровня, что в итоге дало возможность формировать поезда по 7, 10 и 12 вагонов (конкретные схемы компоновки неизвестны). Первый образец такого состава — семивагонный ЭС2Г-087 — в середине мая 2018 года был отправлен на испытания. На время проведения испытаний этот состав был сформирован по схеме Мг+ПпТ+Пп+ПпТ+Мп+ПпТ+Мг, то есть в стандартную пятивагонную схему добавилась секция ПпТ+Мп, где Мп — моторный промежуточный вагон (без токоприёмника). В декабре 2018 года составность того же ЭС2Г-087 была доведена до десятивагонной (с добавлением вагонов ПпТ, Мп, Пп). В общем случае после данных доработок ЭС2Г может работать в составности от 5 до 12 вагонов (в том числе по СМЕ). Вагоны одного поезда связаны между собой не автосцепками, а постоянными нерасцепляемыми жёсткими связями, позволившими исключить тамбуры и создать герметичные межвагонные суфле; таким образом, весь поезд представляет единую законченную функциональную единицу. Головные вагоны со стороны кабин имеют автосцепки Шарфенберга.
Для ЭС1П тоже появилось десятивагонное исполнение. В июне 2021 года завод «Уральские локомотивы» получил сертификат соответствия техническому регламенту Таможенного союза на такой состав. В данном случае также создан вагон Мп. Испытаниям был подвергнут ЭС1П-024.
Компоновка вагонов для ЭС104 изменилась. Появились два новых типа вагонов: головные вагоны (пятивагонного поезда) стали прицепными (Пг), а сцепленные с ними промежуточные вагоны с токоприёмниками — моторными (МпТ). Средний вагон остался прицепным без токоприёмника. Такой состав (например, ЭС104-001) имеет композицию Пг+МпТ+Пп+МпТ+Пг.

### Технические характеристики
Основные параметры пятивагонных электропоездов ЭС1 и ЭС2Г, а также некоторые параметры пятивагонных электропоездов ЭС104:
| Параметр                                          | Параметр                                          | Состав (5 вагонов)                       | Вагон                                    | Вагон                                    | Вагон                                    | Вагон                                    | Вагон                                    |
| ------------------------------------------------- | ------------------------------------------------- | ---------------------------------------- | ---------------------------------------- | ---------------------------------------- | ---------------------------------------- | ---------------------------------------- | ---------------------------------------- |
| Параметр                                          | Параметр                                          | Состав (5 вагонов)                       | 1 (Мг)                                   | 2 (ПпТ)                                  | 3 (Пп)                                   | 4 (ПпТ)                                  | 5 (Мг)                                   |
| Осевая формула                                    | Осевая формула                                    |                                          | 20—20                                    | 2—2                                      | 2—2                                      | 2—2                                      | 20—20                                    |
| Количество дверей                                 | Количество дверей                                 | 2×10                                     | 2×2                                      | 2×2                                      | 2×2                                      | 2×2                                      | 2×2                                      |
| Размеры                                           |                                                   |                                          |                                          |                                          |                                          |                                          |                                          |
| Основные размеры, мм                              | Длина по осям автосцепок                          | 126 462                                  | 26 031                                   | 24 800                                   | 24 800                                   | 24 800                                   | 26 031                                   |
| Основные размеры, мм                              | Ширина                                            | 3480                                     | 3480                                     | 3480                                     | 3480                                     | 3480                                     | 3480                                     |
| Основные размеры, мм                              | Высота основной крыши                             | 4400                                     | 4400                                     | 4400                                     | 4400                                     | 4400                                     | 4400                                     |
| Основные размеры, мм                              | Высота крышевых обтекателей                       | 4850                                     | 4850                                     | —                                        | —                                        | —                                        | 4850                                     |
| Основные размеры, мм                              | Высота пола                                       | 1400                                     | 1400                                     | 1400                                     | 1400                                     | 1400                                     | 1400                                     |
| Размеры ходовой части, мм                         | Полная колёсная база                              | —                                        | 20 600                                   | 20 600                                   | 20 600                                   | 20 600                                   | 20 600                                   |
| Размеры ходовой части, мм                         | Шкворневая база                                   | —                                        | 18 000                                   | 18 000                                   | 18 000                                   | 18 000                                   | 18 000                                   |
| Размеры ходовой части, мм                         | Колёсная база тележек                             | 2600                                     | 2600                                     | 2600                                     | 2600                                     | 2600                                     | 2600                                     |
| Размеры ходовой части, мм                         | Диаметр колёс                                     | 920—840                                  | 920—840                                  | 920—840                                  | 920—840                                  | 920—840                                  | 920—840                                  |
| Размеры ходовой части, мм                         | Ширина колеи                                      | 1520                                     | 1520                                     | 1520                                     | 1520                                     | 1520                                     | 1520                                     |
| Размеры ходовой части, мм                         | Минимальный радиус проходимых кривых              | 150*10³                                  | 150*10³                                  | 150*10³                                  | 150*10³                                  | 150*10³                                  | 150*10³                                  |
| Массово-весовые характеристики                    |                                                   |                                          |                                          |                                          |                                          |                                          |                                          |
| Масса тары, т                                     | ЭС1                                               | 264,0                                    | 56,6                                     | 52,5                                     | 45,8                                     | 52,5                                     | 56,6                                     |
| Масса тары, т                                     | ЭС2Г                                              | 260,2                                    | 56,6                                     | 50,6                                     | 45,8                                     | 50,6                                     | 56,6                                     |
| Масса тары, т                                     | ЭС1П                                              | 274,0                                    | 57,7                                     | 53,1                                     | 48,7                                     | 54,2                                     | 60,3                                     |
| Масса тары, т                                     | ЭС2ГП                                             | 270,2                                    | 57,7                                     | 51,2                                     | 48,7                                     | 52,3                                     | 60,3                                     |
| Масса тары, т                                     | ЭС104                                             | 266,5                                    | 54,5                                     | 56,2                                     | 45,3                                     | 56,3                                     | 54,2                                     |
| Максимальная нагрузка от оси на рельсы, кН (тс)   | Максимальная нагрузка от оси на рельсы, кН (тс)   | 200 (20.4)                               | 200 (20.4)                               | 200 (20.4)                               | 200 (20.4)                               | 200 (20.4)                               | 200 (20.4)                               |
| Пассажировместимость                              |                                                   |                                          |                                          |                                          |                                          |                                          |                                          |
| Число сидячих мест                                | ЭС1 пригородный                                   | 443                                      | 67                                       | 103                                      | 103                                      | 103                                      | 67                                       |
| Число сидячих мест                                | ЭС1 премиум                                       | 340                                      | 45                                       | 86                                       | 86                                       | 86                                       | 37                                       |
| Число сидячих мест                                | ЭС2Г пригородный                                  | 386                                      | 66                                       | 80                                       | 94                                       | 80                                       | 66                                       |
| Число сидячих мест                                | ЭС2Г пригородный                                  | 416                                      | 67                                       | 94                                       | 94                                       | 94                                       | 67                                       |
| Число сидячих мест                                | ЭС2Г городской                                    | 346                                      | 59                                       | 68                                       | 92                                       | 68                                       | 59                                       |
| Число сидячих мест                                | ЭС1П премиум                                      | 349                                      | 51                                       | 94                                       | 75                                       | 86                                       | 43                                       |
| Число сидячих мест                                | ЭС2ГП премиум                                     | 349                                      | 51                                       | 94                                       | 75                                       | 86                                       | 43                                       |
| Число сидячих мест                                | ЭС104 пригородный                                 | 411                                      | 62                                       | 98                                       | 92                                       | 98                                       | 61                                       |
| Число стоячих мест при плотности 3 чел/м²         | ЭС1 пригородный                                   | 379                                      | ?                                        | ?                                        | ?                                        | ?                                        | ?                                        |
| Число стоячих мест при плотности 3 чел/м²         | ЭС2Г пригородный                                  | 436                                      | ?                                        | ?                                        | ?                                        | ?                                        | ?                                        |
| Число стоячих мест при плотности 3 чел/м²         | ЭС2Г городской                                    | 476                                      | ?                                        | ?                                        | ?                                        | ?                                        | ?                                        |
| Число стоячих мест при плотности 8 чел/м²         | ЭС1 пригородный                                   | 1000                                     | ?                                        | ?                                        | ?                                        | ?                                        | ?                                        |
| Число стоячих мест при плотности 8 чел/м²         | ЭС2Г пригородный                                  | 1150                                     | ?                                        | ?                                        | ?                                        | ?                                        | ?                                        |
| Число стоячих мест при плотности 8 чел/м²         | ЭС2Г городской                                    | 1270                                     | ?                                        | ?                                        | ?                                        | ?                                        | ?                                        |
| Тягово-мощностные характеристики                  |                                                   |                                          |                                          |                                          |                                          |                                          |                                          |
| Напряжение и род тока                             | ЭС1                                               | 25 кВ 50 Гц переменный / 3 кВ постоянный | 25 кВ 50 Гц переменный / 3 кВ постоянный | 25 кВ 50 Гц переменный / 3 кВ постоянный | 25 кВ 50 Гц переменный / 3 кВ постоянный | 25 кВ 50 Гц переменный / 3 кВ постоянный | 25 кВ 50 Гц переменный / 3 кВ постоянный |
| Напряжение и род тока                             | ЭС1П                                              | 25 кВ 50 Гц переменный / 3 кВ постоянный | 25 кВ 50 Гц переменный / 3 кВ постоянный | 25 кВ 50 Гц переменный / 3 кВ постоянный | 25 кВ 50 Гц переменный / 3 кВ постоянный | 25 кВ 50 Гц переменный / 3 кВ постоянный | 25 кВ 50 Гц переменный / 3 кВ постоянный |
| Напряжение и род тока                             | ЭС2Г                                              | 3 кВ постоянный                          | 3 кВ постоянный                          | 3 кВ постоянный                          | 3 кВ постоянный                          | 3 кВ постоянный                          | 3 кВ постоянный                          |
| Напряжение и род тока                             | ЭС2ГП                                             | 3 кВ постоянный                          | 3 кВ постоянный                          | 3 кВ постоянный                          | 3 кВ постоянный                          | 3 кВ постоянный                          | 3 кВ постоянный                          |
| Напряжение и род тока                             | ЭС104                                             | 3 кВ постоянный                          | 3 кВ постоянный                          | 3 кВ постоянный                          | 3 кВ постоянный                          | 3 кВ постоянный                          | 3 кВ постоянный                          |
| Мощность двигателей, кВт                          | ЭС1                                               | 2550 (2×4×318,75)                        | 1275 (4×318,75)                          | —                                        | —                                        | —                                        | 1275 (4×318,75)                          |
| Мощность двигателей, кВт                          | ЭС2Г                                              | 2932 (2×4×366,5)                         | 1466 (4×366,5)                           | —                                        | —                                        | —                                        | 1466 (4×366,5)                           |
| Сила тяги при трогании с места, кН (тс)           | ЭС1                                               | 255 (26,0)                               | 127,5 (13,0)                             | —                                        | —                                        | —                                        | 127,5 (13,0)                             |
| Сила тяги при трогании с места, кН (тс)           | ЭС2Г                                              | 280 (28,6)                               | 140 (14,3)                               | —                                        | —                                        | —                                        | 140 (14,3)                               |
| Ускорение при трогании с места, м/с²              | Ускорение при трогании с места, м/с²              | 0,64                                     | 0,64                                     | 0,64                                     | 0,64                                     | 0,64                                     | 0,64                                     |
| Конструкционная скорость, км/ч                    | Конструкционная скорость, км/ч                    | 160                                      | 160                                      | 160                                      | 160                                      | 160                                      | 160                                      |
| Максимальная сила реостатного торможения, кН (тс) | Максимальная сила реостатного торможения, кН (тс) | 210 (21,4)                               | 105 (10,7)                               | —                                        | —                                        | —                                        | 105 (10,7)                               |

- Спарка электропоездов «ЭС1-045» и «ЭС1-040» на станции «Якорная Щель». Прибытие поезда, открытие и закрытие дверей и отправление
- Спарка электропоездов ЭС1-031 и 032 прибывает на станцию «Узуново» под переменным током. В момент проезда второго и четвёртого вагонов слышен звук работы трансформаторов
- Спарка электропоездов ЭС1-007 и 008 отправляется от станции «Обухово». Слышен гудок и звук разгона двигателей

### Нумерация и маркировка
Маркировка поездов Desiro RUS «Ласточка» включает тип поезда (ЭС1, ЭС1П, ЭС2Г, ЭС2ГП и ЭС104, где ЭС означает «Электропоезд Сименс», для ЭС104 — «Электропоезд Синара») и три цифры номера; как ЭС1, так и ЭС1П, ЭС2Г, ЭС2ГП и ЭС104 ведут счёт от № 001, то есть нумерация составов у каждой серии своя. Вагоны также нумеруются по распространённой в РЖД системе, где после номера состава следуют две цифры номера вагона. Поскольку композиция поездов «Ласточка» отличается от композиций предыдущих (советских и российских) электропоездов, появились и некоторые отличия от советско-российской системы по распределению номеров вагонов внутри состава. При этом распределение номеров вагонов в составе у электропоездов ЭС1, ЭС1П, ЭС2Г, ЭС2ГП и ЭС104 может различаться между собой, несмотря на схожесть их композиций.
У пятивагонных составов немецкой постройки (ЭС1) распределение номеров по составу имеет вид ХХХ01-ХХХ03-ХХХ05-ХХХ04-ХХХ02, где ХХХ — три цифры номера состава, то есть порядок нумерации идёт в зависимости от типа вагона: головные вагоны получают номера 01 и 02, промежуточные с токоприёмником — 03 и 04, промежуточный без токоприёмника — 05. У составов российского производства (ЭС1П, ЭС2Г и ЭС2ГП), для аналогичной композиции, номера вагонов присваиваются по их позиционному номеру в составе (то есть в порядке сцепления): ХХХ01-ХХХ02-ХХХ03-ХХХ04-ХХХ05, где ХХХ — три цифры номера состава, то есть головные вагоны получают номера 01 и 05, промежуточные с токоприёмником — 02 и 04, промежуточный без токоприёмника — 03. Что касается семивагонной составности, вагоны переданного на испытания первого образца такого состава (ЭС2Г-087, также российского производства) были пронумерованы следующим образом. Номера от ХХХ01 до ХХХ05 присвоены тем же типам вагонов, что и пятивагонных ЭС2Г, а вагоны новой секции получили номера в формате ХХХ06 (ПпТ) и ХХХ07 (Мп). При дополнении этого же экземпляра до десятивагонной составности добавились форматы ХХХ08 (ПпТ), ХХХ09 (Мп) и ХХХ10 (Пп).
Нумерация для ЭС104 в целом сходна с описанной выше для прошлых пятивагонных поездов «Ласточка» российской постройки: трёхзначные номера (XXX) поезда и пятизначные номера вагонов (от XXX01 до XXX05 согласно порядку сцепления в составе), однако если учесть, что моторные вагоны в ЭС104 стали промежуточными, а головные прицепными, схема распределения по типам вагонов такова: XXX01 (Пг), XXX02 (МпТ), XXX03 (Пп), XXX04 (МпТ), XXX05 (Пг). Таким образом, такая схема в то же время в целом соответствует применённой на серийных советских электропоездах (прицепные вагоны имеют нечётные номера, а моторные — чётные).

## Конструкция

### Механическая часть

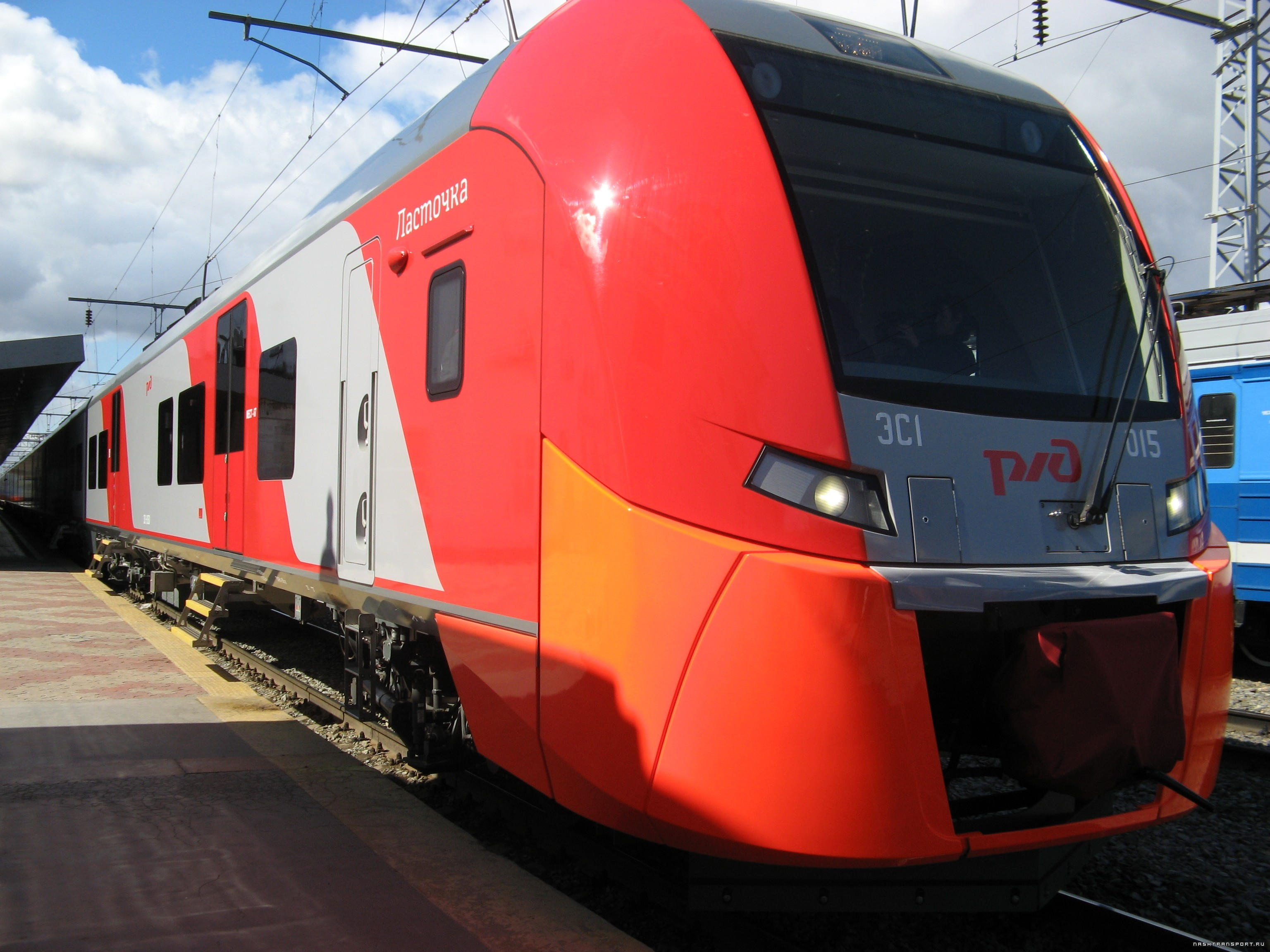
Лобовая часть головного вагона ЭС1 (примерно идентична ЭС2Г, ЭС2ГП и ЭС1П)

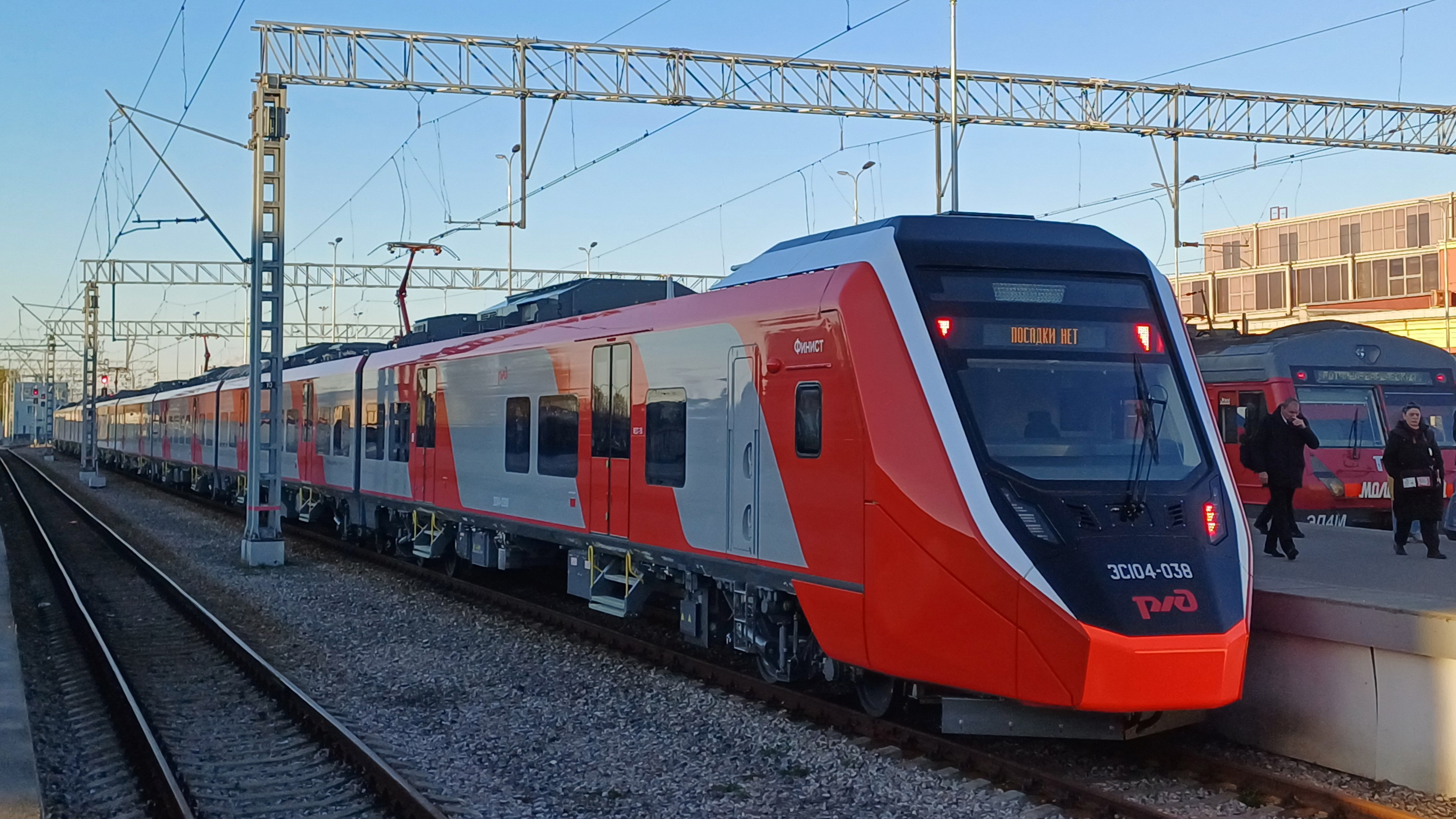
Лобовая часть головного вагона ЭС104 (идентична ЭС105)

#### Кузов
Кузова вагонов, как и в поезде Desiro ML, изготовлены из закрытых алюминиевых экструдированных профилей. Эта облегчённая конструкция дополнительно усилена в связи с увеличением габаритов по сравнению с Desiro ML и рассчитана на нагрузку при максимальной пассажировместимости. При проектировании монтажных объёмов была применена концепция поезда с высоким уровнем пола, реализованная в Desiro ML. Компоненты тягового привода и вспомогательное оборудование размещены на крыше или в подкузовном пространстве. Переходы между вагонами герметично изолированы от внешнего пространства резиновой гармошкой, что обеспечивает изоляцию от проникновения внутрь поезда холода, пыли и осадков.
С учётом того, что российские железные дороги имеют большие габариты приближения строений, чем в странах Европы, габариты вагонов поездов Desiro RUS были увеличены в сравнении с базовой платформой Desiro ML для наибольшей пассажировместимости. Благодаря увеличению габаритов и бестамбурному исполнению пассажирских вагонов удалось обеспечить пассажировместимость, которая при полном использовании пространства сравнима с пассажировместимостью двухэтажных вагонов, эксплуатирующихся в странах Европы. Ширина кузовов вагонов Desiro RUS была оптимально адаптирована к российскому габариту приближения строений, позволяя обеспечить минимальное расстояние между пассажирской платформой и вагоном, тем самым минимизируя риск падения пассажиров при входе и выходе из вагона на высокие платформы в щель между платформой и поездом. Длина головного вагона поезда составляет 26 м, длина прицепного — 24,8 м, ширина вагонов — 3,48 м, высота вагонов — 4,85 м. Общая длина состава составляет 126,46 м.

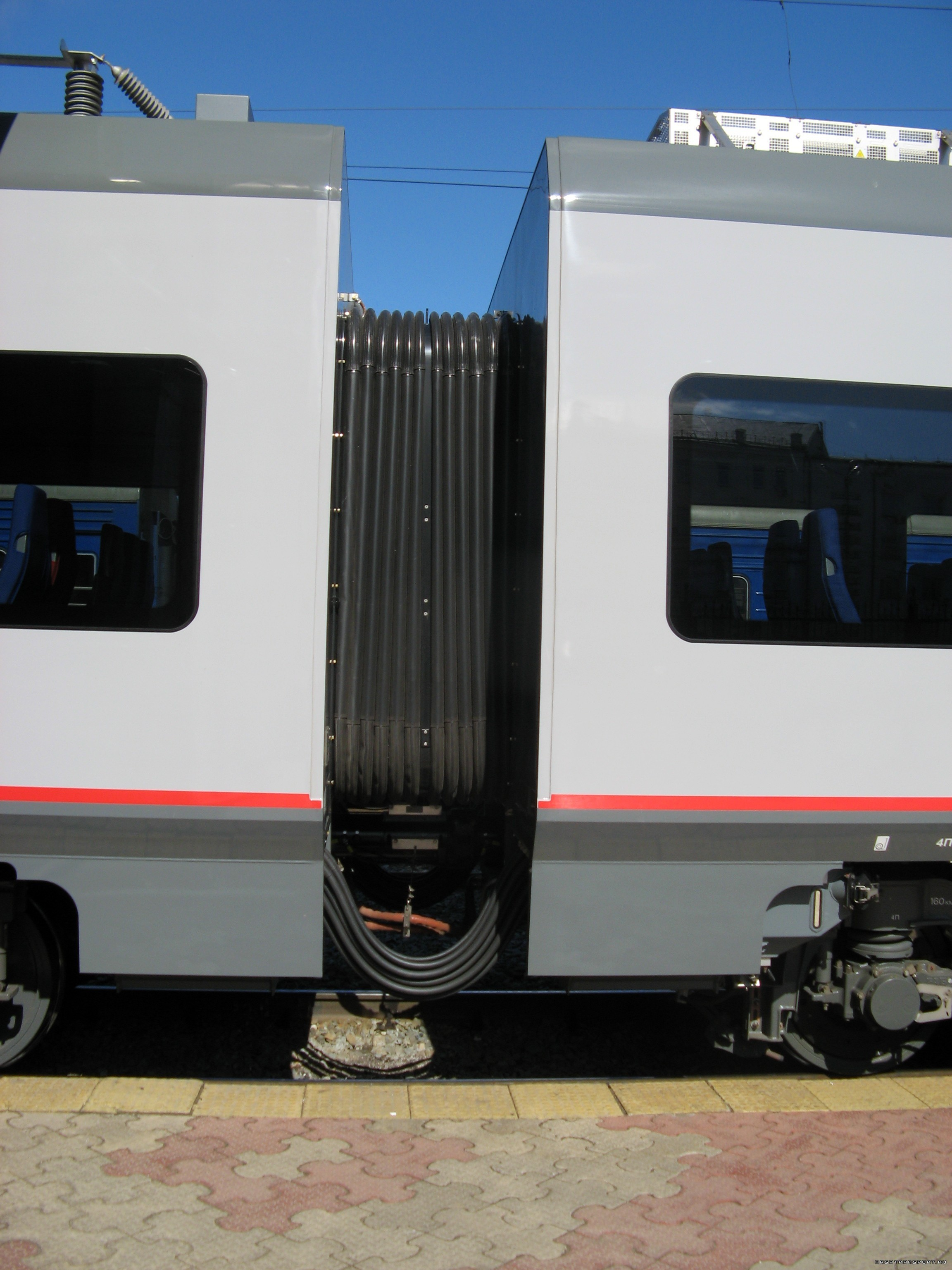
Межвагонное пространство между промежуточным и головным вагонами ЭС1

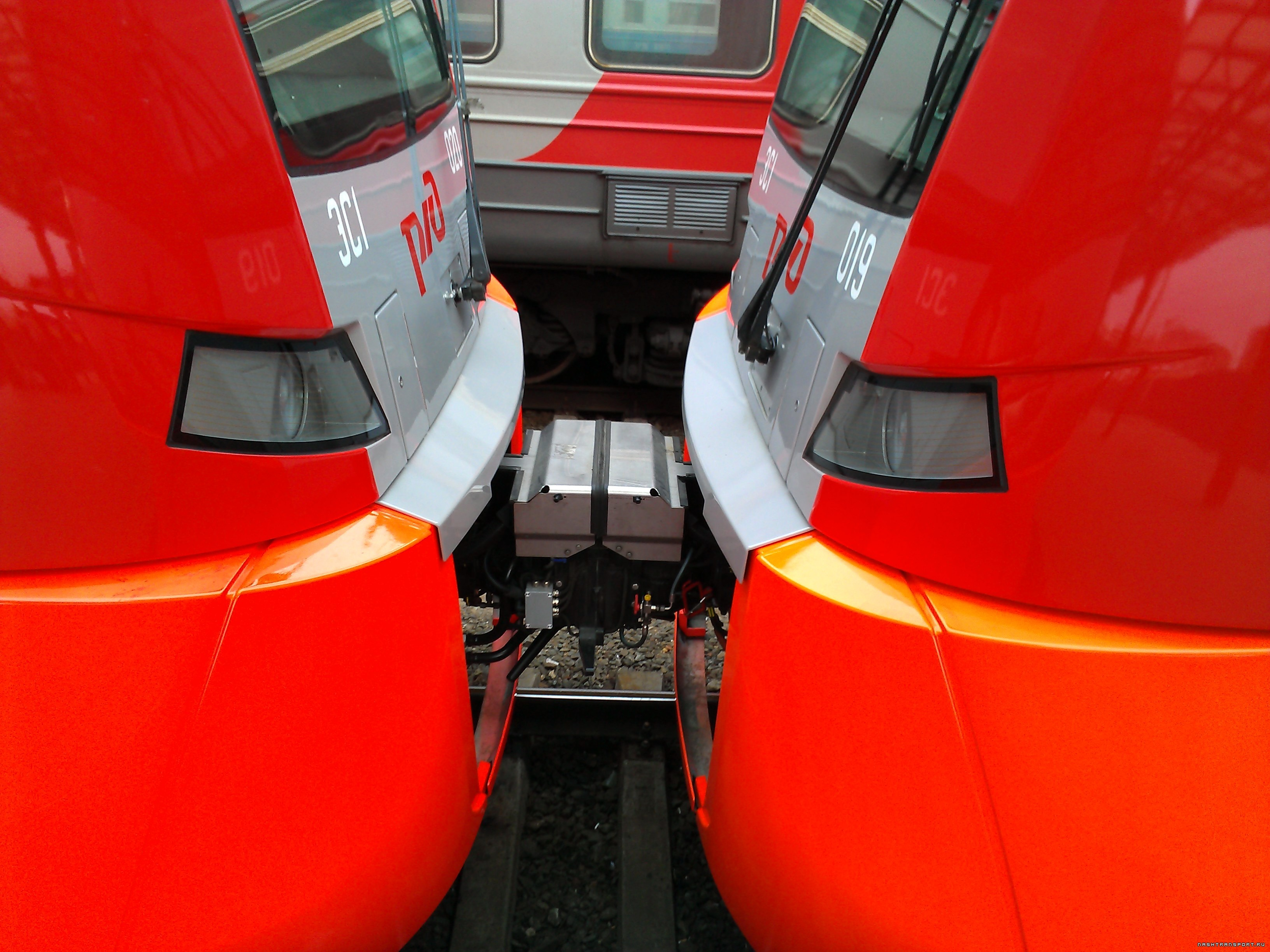
Сцепка ЭС1 по системе многих единиц

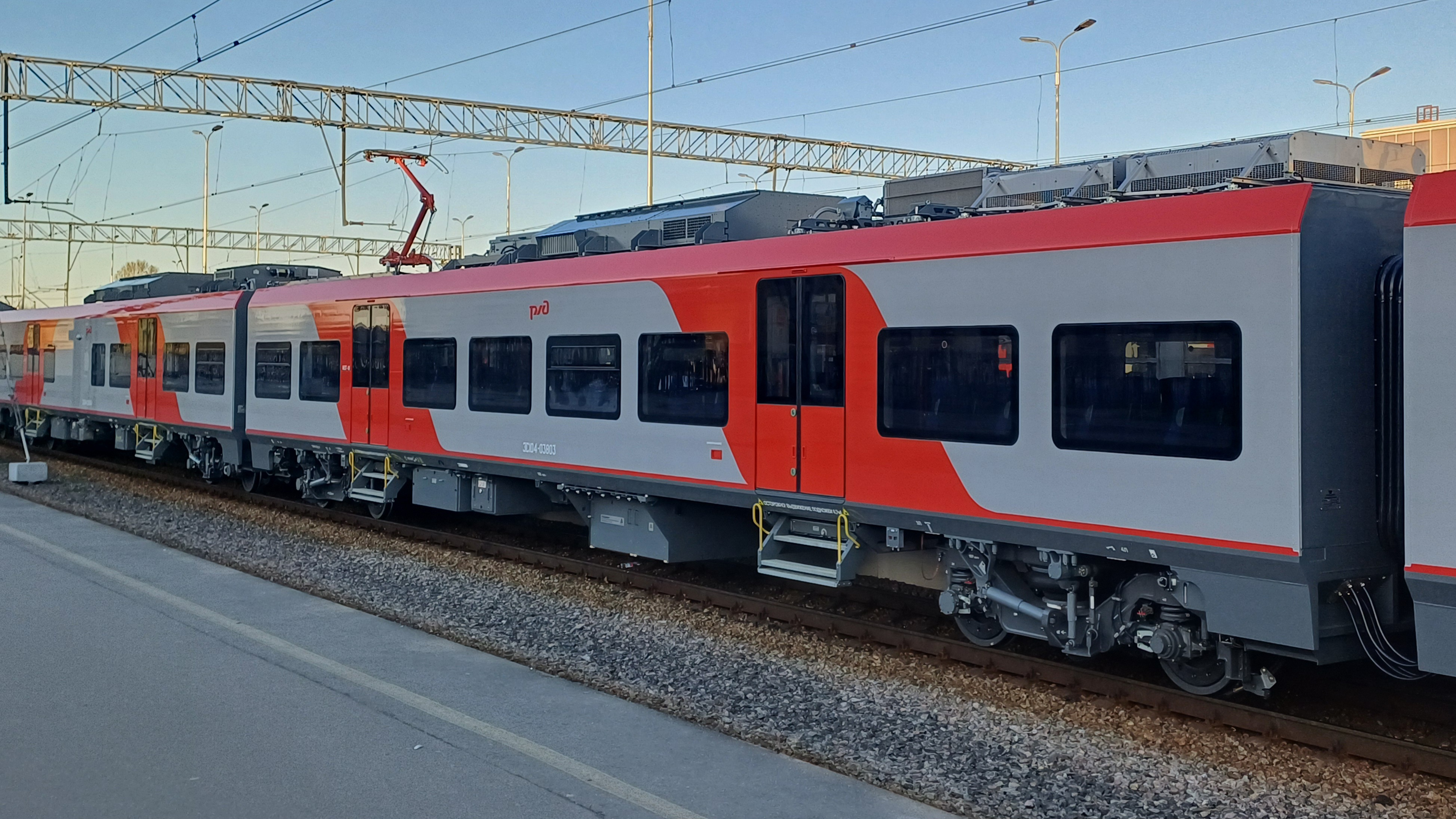
Моторный промежуточный вагон с токоприемником ЭС104

Сложная силовая конструкция передней части головных вагонов, продиктованная заданными условиями обеспечения безопасности, потребовала от компании Siemens разработки специального дизайна лобовой части для придания кабине электропоезда эстетически завершённого внешнего вида. Каркас кабины спроектирован исходя из условий обеспечения безопасности поездной бригады и пассажиров. Особенностью передней части кузова головных вагонов является наличие широкого отверстия прямоугольной формы в нижней части лобовой маски головных вагонов, в центре которого расположены автосцепки Шарфенберга, незначительно выступающие из-под вагона, с ударопоглощающим механизмом, находящимся под вагоном. Они обеспечивают возможность полностью автоматизированного сцепления электропоездов по системе многих единиц. Между вагонами применены жёсткие сцепные устройства..
Для предотвращения схода электропоезда с рельсов и защиты людей в составе от сильных ударов лобовая часть кузова головных вагонов со стороны кабины управления была оснащена заменяемыми стальными модулями, сминающимися при столкновении и тем самым поглощающими энергию удара. При разработке этих деформируемых модулей за основу был взят принцип контролируемой деформации с поглощением энергии удара. Конфигурация модулей стала новой разработкой компании Siemens, специально адаптированной для возможных столкновений электропоезда с безбуферным подвижным составом российского производства, оснащённым автосцепками СА-3.

#### Двери
Каждый вагон поезда оснащён двустворчатыми дверями прислонно-сдвижного типа для пассажиров, по две с каждой стороны вагона. Компоновка зон входа/выхода в вагонах поезда рассчитана на российские посадочные платформы (высота 200, 1100 и 1300 мм). Ширина дверного прохода составляет 1300 мм, высота — 2050 мм. В закрытом состоянии двери плотно прилегают к внешней облицовке поезда, в открытом выступают наружу и сдвигаются вбок от прохода. Установленные по контуру дверей уплотнительные профили двойного значения обеспечивают герметичность, не пропуская пыль и влагу. Пассажирские двери оборудованы кнопками на внешней и внутренней стороне вагона для открытия дверей по требованию пассажира в режиме готовности открытия по требованию.
Для обслуживания низких платформ высотой 200 мм пассажирские входы оснащены автоматическими выдвижными ступеньками с электрическим приводом, установленными в подвагонном пространстве под дверями. Для входа в головной вагон пассажиров с ограниченными возможностями с платформ высотой 1100 и 1300 мм предусмотрена откидная рампа с ручным управлением. При необходимости для посадки и высадки инвалидов на колясках у платформы высотой 200 мм возможна установка подъёмника с электрическим приводом.
Служебный тамбур перед кабиной управления головного вагона с каждой стороны оснащён поворотными одностворчатыми дверями, открывающимися внутрь.

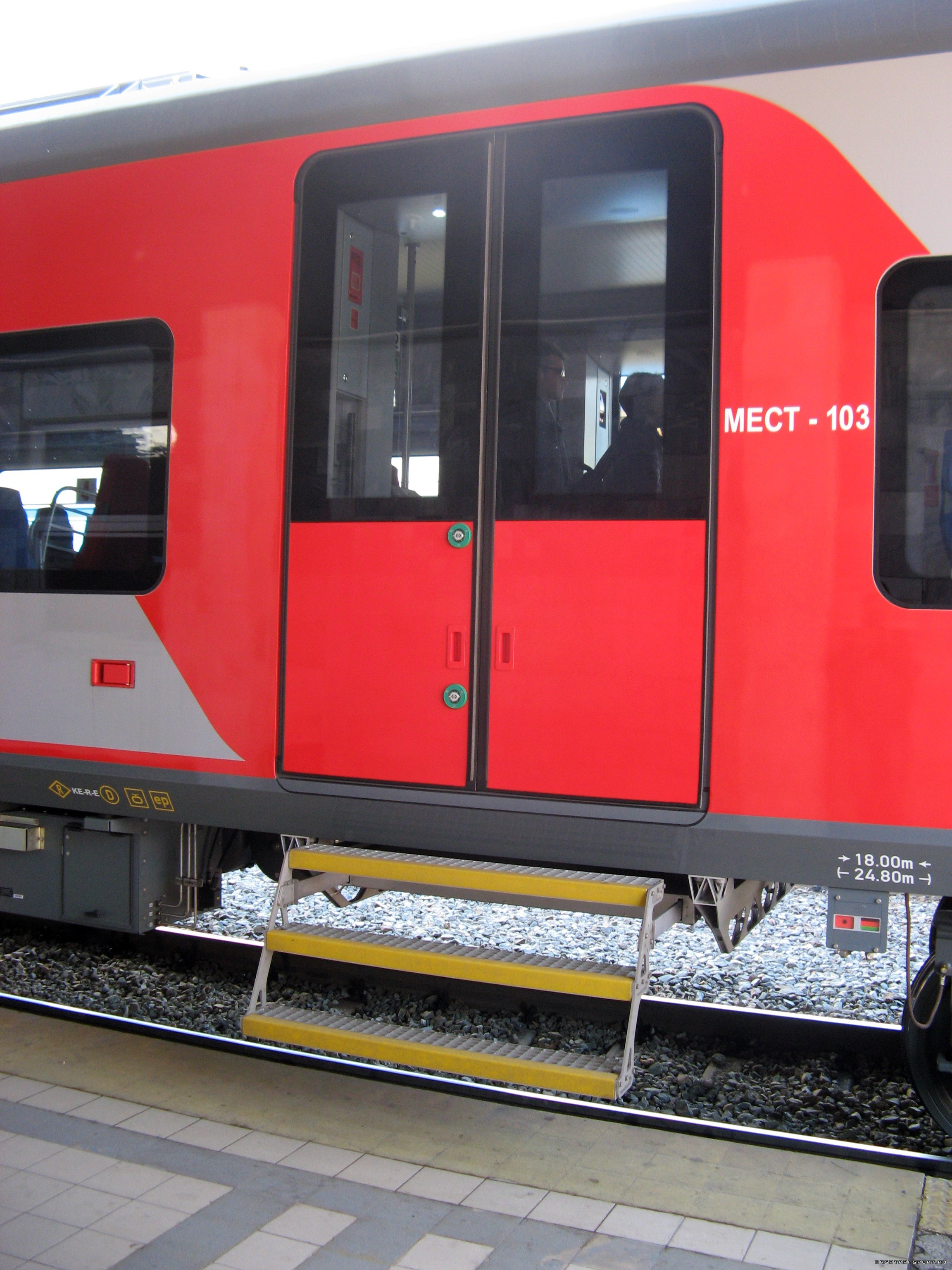
Пассажирские автоматические двери
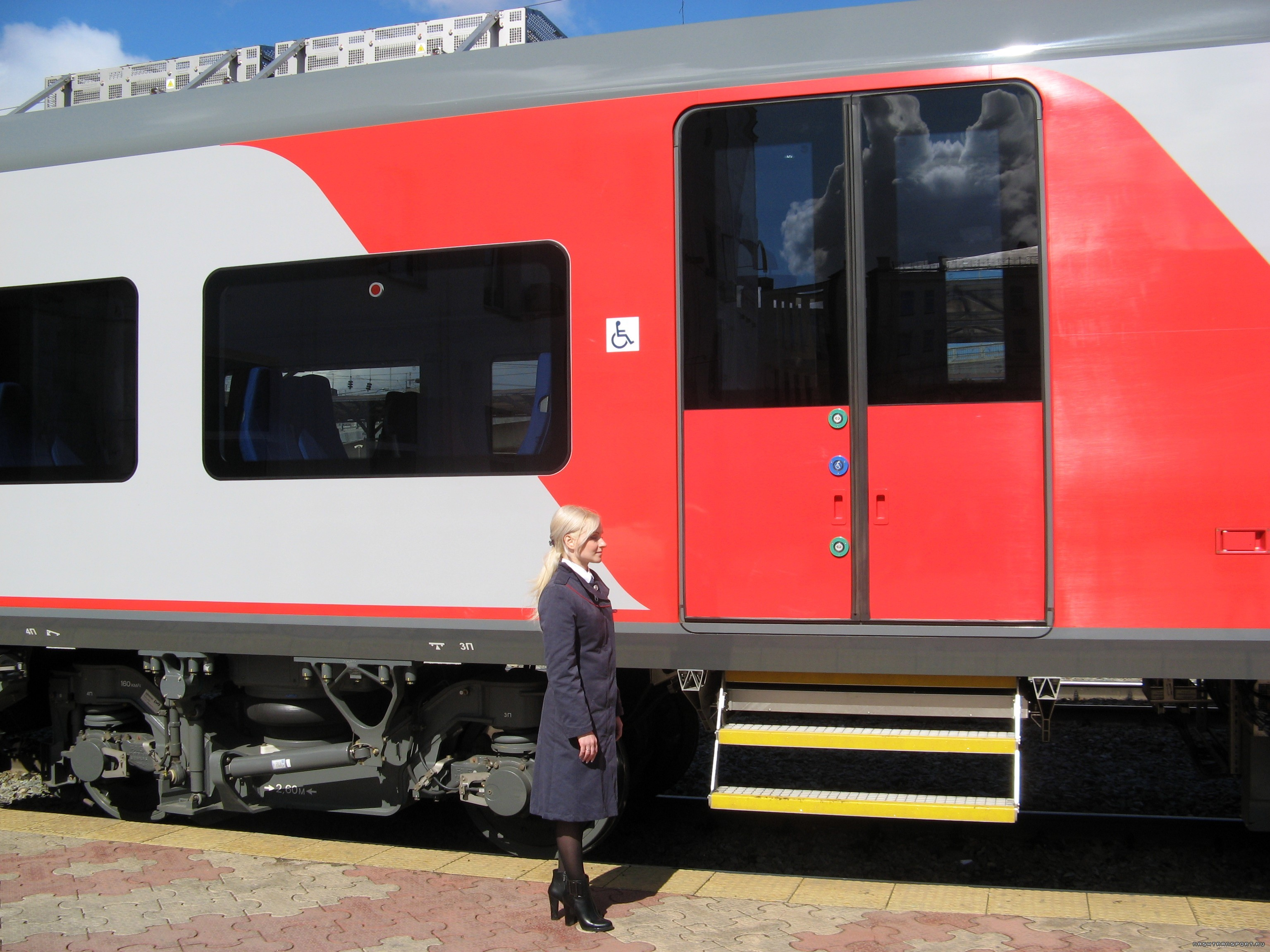
Сравнительный размер человека перед входом в вагон
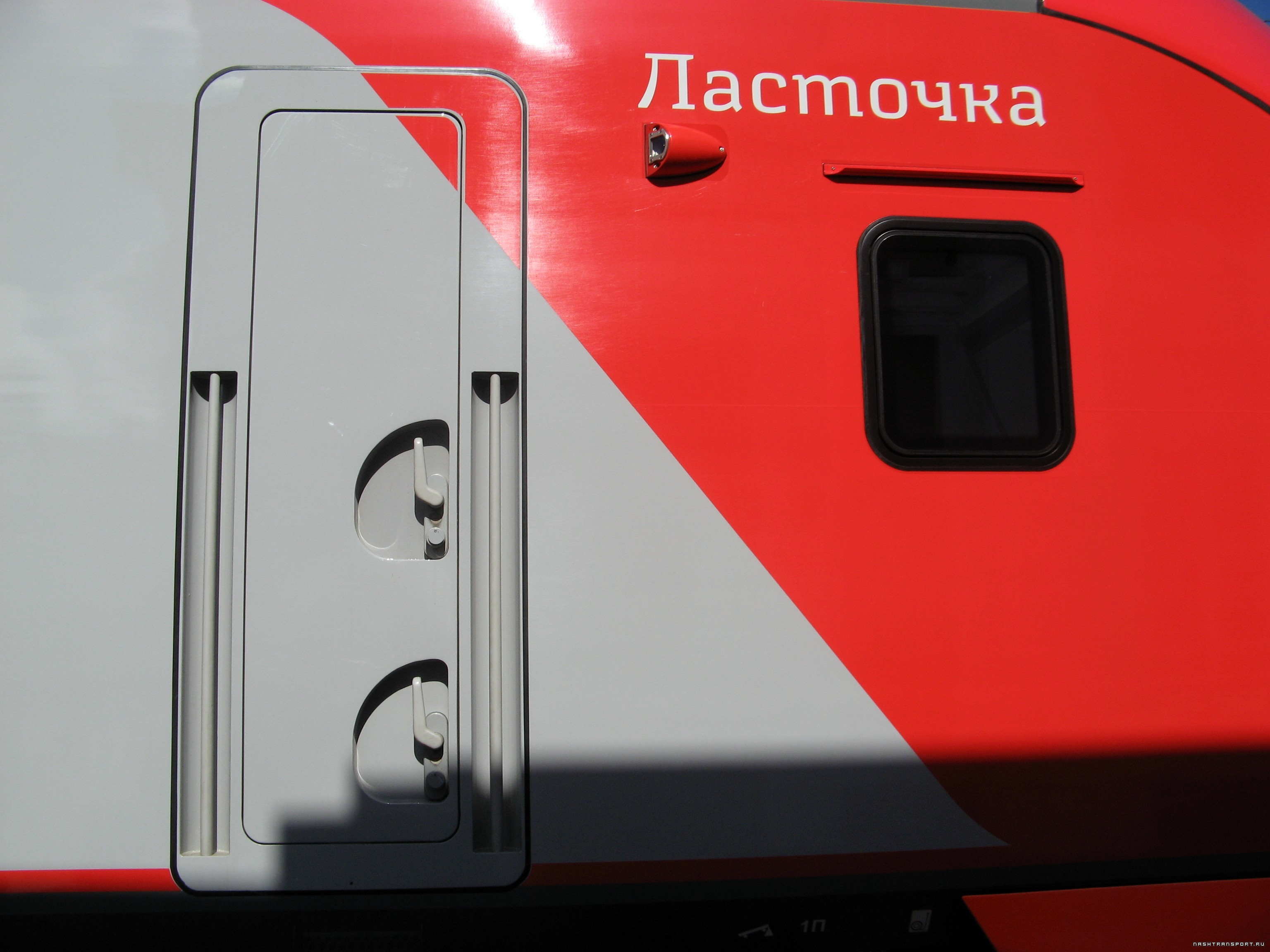
Дверь тамбура машиниста

#### Тележки и тяговый привод
Тележки электропоезда Desiro RUS, спроектированные для колеи шириной 1520 мм с учётом требований РЖД, таких как возможность прохождения поездом кривых малого радиуса (например, в депо), выполнены на базе семейства SF-500, которое послужило основой при разработке тележек для поездов ЭВС1/ЭВС2 «Сапсан». Они имеют двухступенчатое рессорное подвешивание. В первой ступени применяются цилиндрические винтовые пружины, резиновые и резино-металлические элементы. Во второй ступени используются пневматические рессоры с автоматическим регулированием давления, что позволяет менять относительную высоту пола в зависимости от загрузки вагонов пассажирами и поддерживать постоянный уровень пола над уровнем головки рельса, а также автоматически регулировать тормозную эффективность поезда.
В процессе доработки компанией Siemens в конструкции тележки были учтены систематизированные на опыте эксплуатации электропоездов ЭВС1/ЭВС2 «Сапсан» негативные факторы, влияющие на её работу при низких температурах. В связи с тем, что концепцией пригородных перевозок предусматривается перевозка как сидящих, так и стоящих пассажиров, расчётная осевая нагрузка поездов ЭС линейки Desiro RUS выше, чем у ЭВС линейки Velaro. Так как при расчёте максимальной пассажировместимости число пассажиров, едущих стоя, определялось из расчёта 7 чел./м², максимальная осевая нагрузка была оценена в 19 т.
Все колёсные пары головных вагонов являются моторными. Тяговый привод, расположенный на моторных тележках, имеет опорно-рамное расположение асинхронных тяговых двигателей с электрической изоляцией от рамы тележки и опорно-осевое расположение тягового редуктора с передачей реактивного усилия на раму тележки через подвеску с упругими блоками. Двухступенчатый тяговый редуктор расположен на оси моторной колёсной пары. Тяговое усилие от двигателя к редуктору передаётся посредством зубчатой муфты, обеспечивающей возможность взаимных смещений двигателя и редуктора, передаточное отношение редуктора составляет 4,85. Промежуточные вагоны оснащены немоторными тележками.

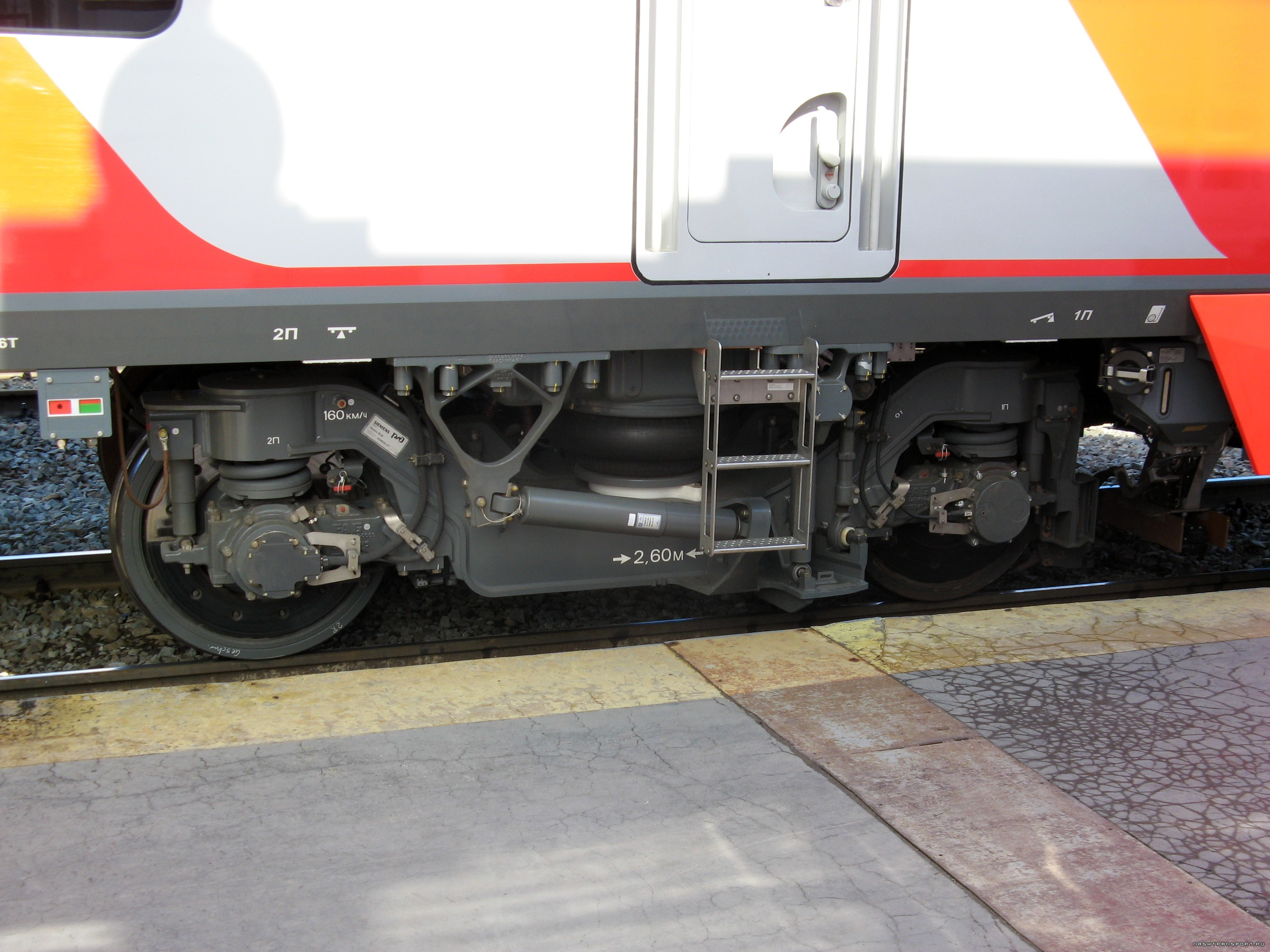
Моторная тележка головного вагона
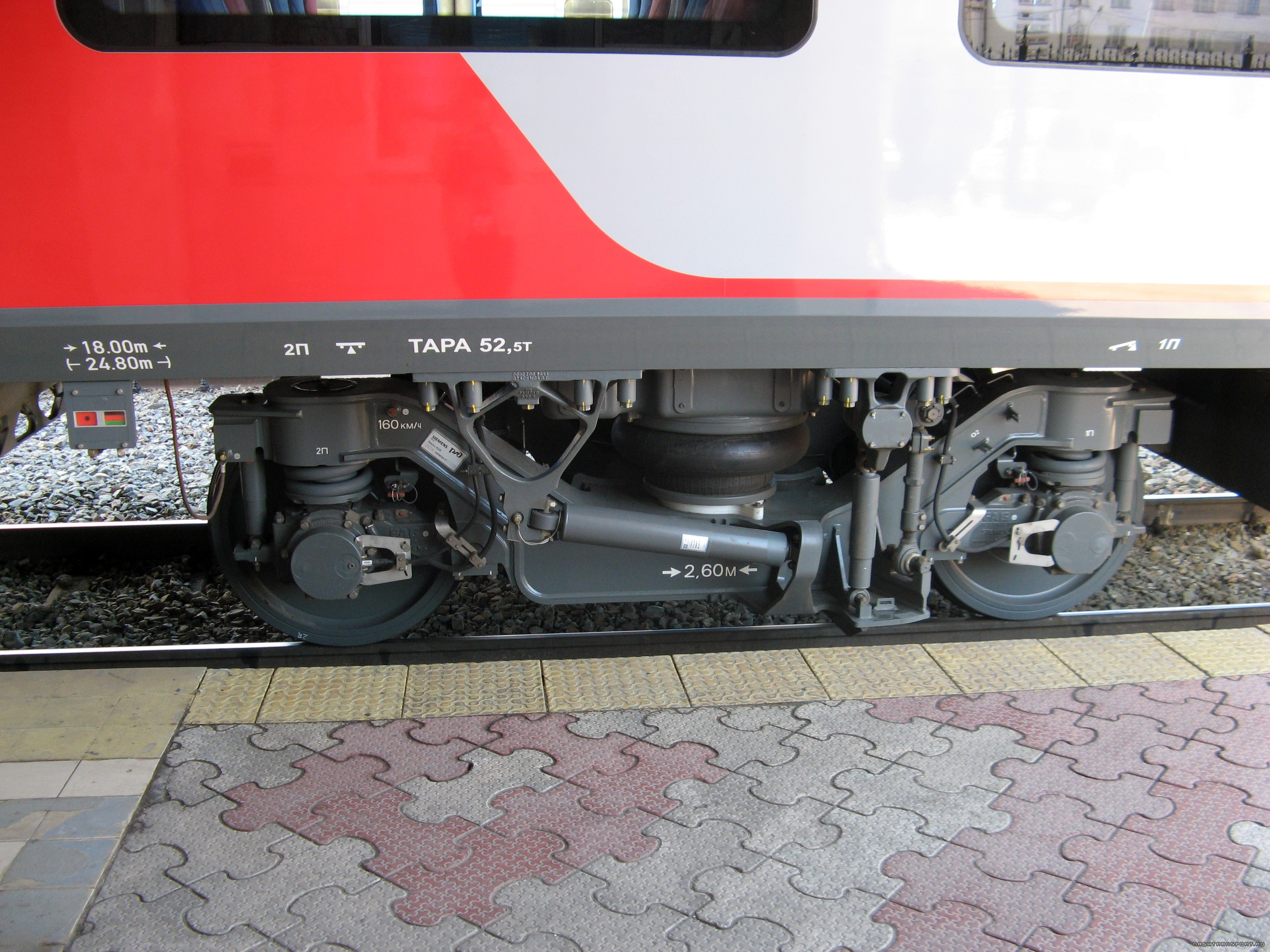
Безмоторная тележка промежуточного вагона

### Электрическая часть
Электропоезд ЭС1 является двухсистемным с возможностью питания от двух родов тока — 3 кВ постоянного тока и 25 кВ 50 Гц переменного тока, а ЭС2Г — только 3 кВ постоянного тока. Высоковольтное оборудование пятивагонного электропоезда состоит из двух соединённых токоприёмников, устройств защиты, тяговых и вспомогательных преобразователей, тормозных резисторов и тяговых двигателей. Компоненты систем тяги и общего электроснабжения поезда распределены по всем вагонам состава. Большая часть электрооборудования размещена в подвагонном пространстве, некоторая часть — на крыше.

#### Токоведущее электрооборудование

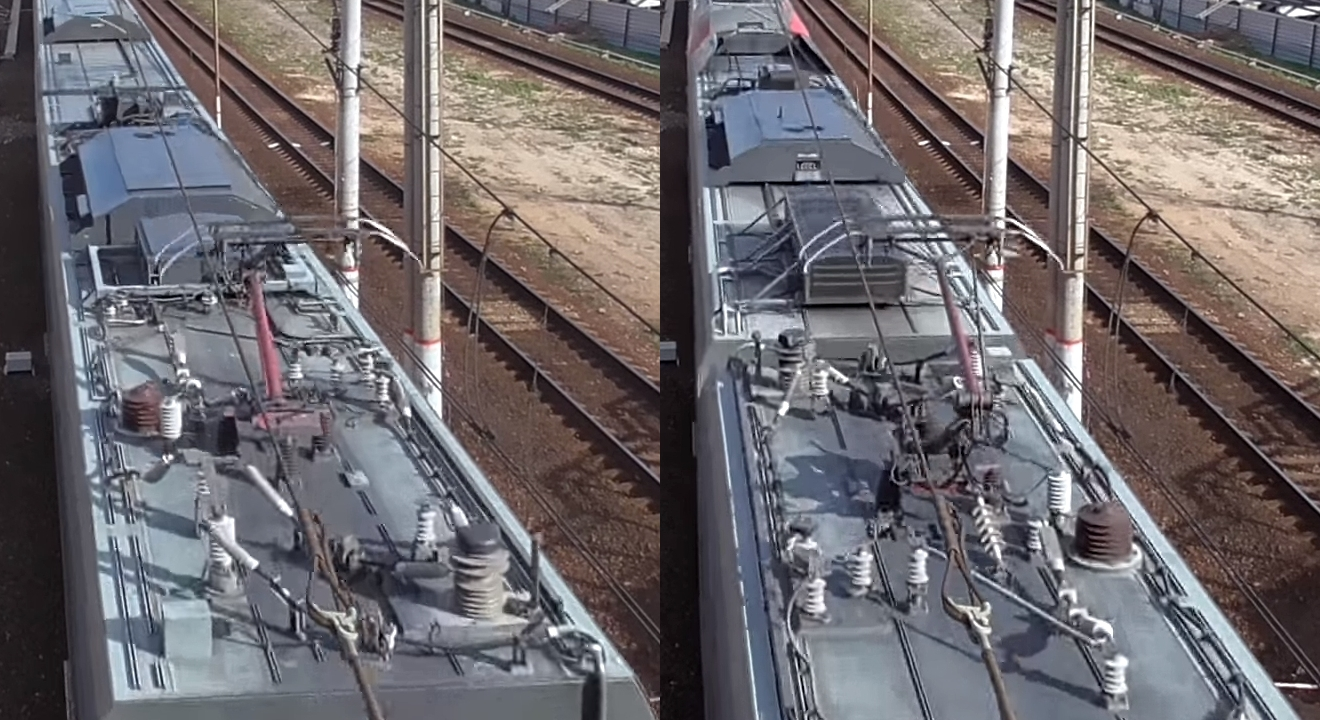
Крышевое оборудование ЭС1, вид с двух сторон

На крышах второго и четвёртого промежуточных вагонов расположены токоприёмники полупантографного типа, переключатели систем тока (на двухсистемных поездах), а также главные выключатели и высоковольтные вводы для каждой из систем тока. Токоприёмники имеют асимметричную форму и расположены со стороны торца напротив головного моторного вагона. Напряжение у электропоездов ЭС1 и ЭС1П поступает от токоприёмника через переключатель систем тока (отсутствует у ЭС2Г) на главный выключатель задействованной системы тока, после чего проходит через шинный ввод системы тока к подвагонному оборудованию. Через крышу промежуточных вагонов и над местами их сцепления проходит токоведущая шина параллельного соединения токоприёмников, позволяющая получать питание обоим вагонам поезда с силовым оборудованием от одного поднятого токоприёмника.
Силовые компоненты имеют сквозное соединение по всему поезду через межвагонные электрические кабели, расположенные в нижней части торцов вагонов по бокам от межвагонного перехода, благодаря чему энергоснабжение обоих тяговых приводов в моторных вагонах и энергосистемы поезда обеспечивается при выходе из строя одного из силовых компонентов.

#### Силовое преобразующее электрооборудование
Преобразователи электрической энергии расположены в подвагонном пространстве вагонов состава, за исключением центрального промежуточного вагона. На крайних промежуточных вагонах с токоприёмниками, через которые осуществляется ввод напряжения, установлены тяговые трансформаторы для преобразования напряжения переменного тока (ЭС1 и ЭС1П) и дроссели сетевого фильтра, а на головных моторных вагонах — четырёхквадрантные тяговые преобразователи и вспомогательные инверторы.
На электропоездах ЭС1 и ЭС1П в режиме переменного тока напряжение 25 кВ частоты 50 Гц, пройдя от токоприёмника через переключатель систем тока, главный выключатель переменного тока и ввод, подаётся на первичную обмотку тягового трансформатора, расположенного в подвагонном пространстве. От вторичных обмоток трансформатора пониженное напряжение передаётся в головные вагоны на два четырёхквадрантных регулятора, каждый из которых соединён со своим промежуточным звеном постоянного тока. Импульсные инверторы, получающие питание от промежуточного звена с блоком конденсаторов, формируют на выходе трёхфазный ток, регулируемый по напряжению и частоте. Это напряжение от каждого инвертора подаётся на два тяговых электродвигателя, включённых параллельно. На электропоездах ЭС1 и ЭС1П в режиме постоянного тока напряжение 3 кВ, пройдя через переключатель систем тока, главный выключатель постоянного тока и ввод, подаётся на дроссель сетевого фильтра в подвагонном пространстве, а затем на устройство заряда промежуточного звена, соединённое с двумя четырёхквадрантными регуляторами.

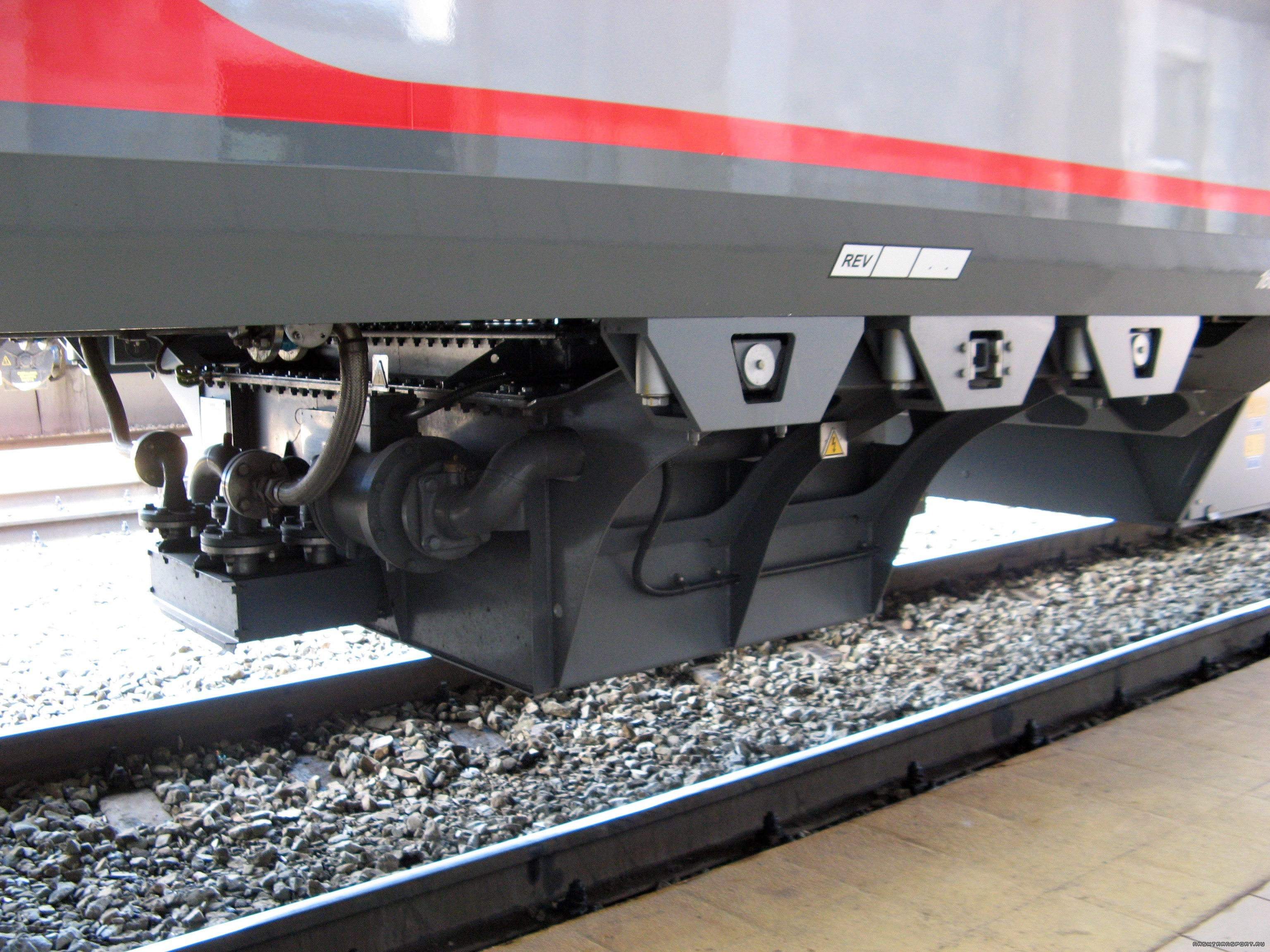
Силовой трансформатор
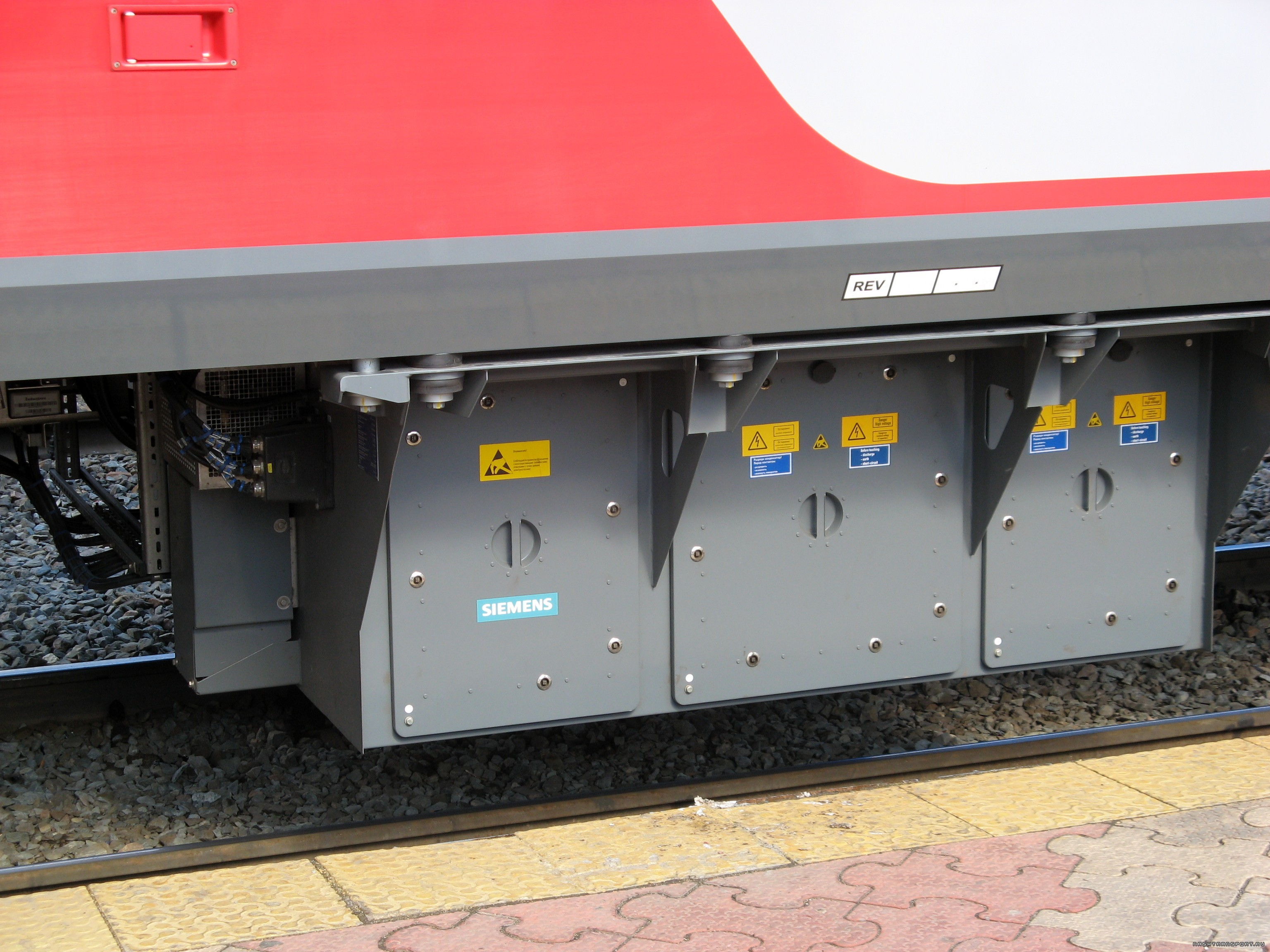
Блок тяговых преобразователей
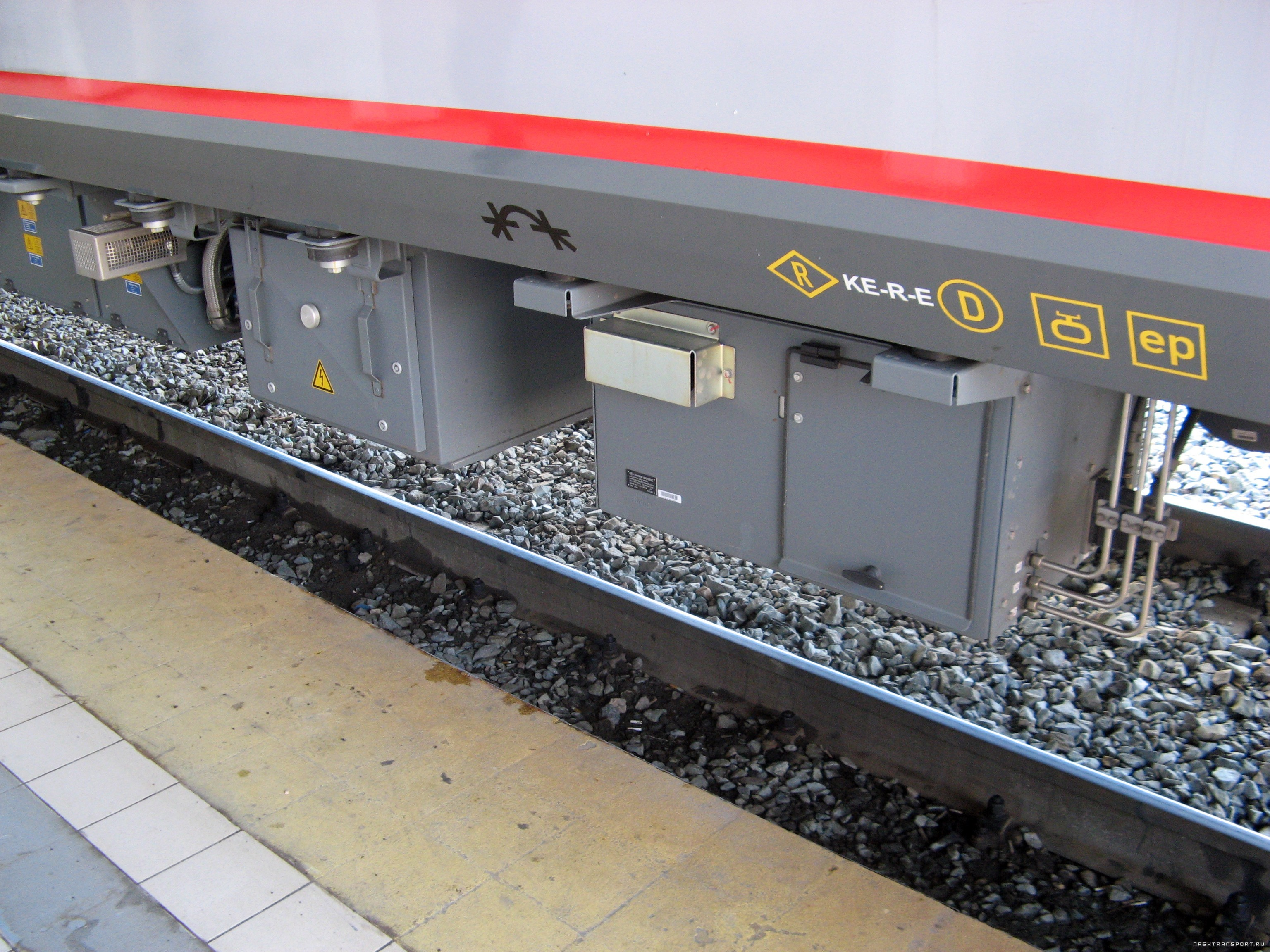

#### Тяговое электрооборудование
Тяговое оборудование головного моторного вагона состоит из идентичных тяговых блоков, каждый из которых питает по два тяговых двигателя. Каждый тяговый электродвигатель представляет собой шестиполюсную асинхронную машину с короткозамкнутым ротором и приводит в движение одну колёсную пару. Мощность электродвигателя у электропоезда ЭС1 составляет ≈320 кВт, у ЭС2Г — 366,5 кВт. Максимальное тяговое усилие двигателей поезда Desiro RUS по сравнению с поездами Desiro ML было увеличено для обеспечения возможности преодоления поездом подъёмов в 40 ‰ при отказе 50 % тяги (неисправность одного из моторных вагонов). Управление мощностью и моментом двигателя производится за счёт частоты и амплитуды трёхфазного напряжения, выдаваемого на двигатель инвертором с БТИЗ-ключами.
Каждый контейнер тягового оборудования соединён с тормозными резисторами, установленными на крышах головных вагонов. Электродвигатели поддерживают возможность рекуперативного электрического торможения, преобразуя энергию движения поезда в электрическую, которая возвращается в контактную сеть. При служебном торможении по умолчанию задействуется рекуперативное торможение в моторных вагонах, а при невозможности или неэффективности применения рекуперации автоматически подключаются тормозные резисторы.

#### Вспомогательное электрооборудование
К промежуточному звену постоянного тока одного из инверторов в каждом моторном вагоне подключены преобразователи собственных нужд, питающие бортовые сети 380 В и 110 В, а также заряжающие каждый свою аккумуляторную батарею. Два преобразователя установлены по одному под каждым промежуточным вагоном с токоприёмником в соответствующем контейнере. Питание от них передаётся к потребителям по поездной сборной шине трёхфазного тока напряжением 380 В и поездным шинам напряжением 110 В.
Благодаря двум автономным преобразовательным блокам, системе менеджмента нагрузок и секционированию поездной шины 380 В электропоезд обеспечивает высокую устойчивость к техническим неисправностям. При отсутствии напряжения в контактной сети энергоснабжение сохраняется в течение 1,5 часов у аварийного освещения, громкоговорителей, звуковых сигналов, хвостовых габаритных сигналов, аварийной вентиляции, системы управления автоматическими дверями, поездных радиостанций и стояночного пружинного тормоза.
Конструкция вспомогательных цепей электропоездов ЭС2ГП, помимо штатной схемы питания от контактной сети, предусматривает питание цепей и преобразователей собственных нужд также от внешнего источника энергоснабжения напряжением 3 кВ постоянного (выпрямленного) тока по двухпроводной схеме, применены розетки и штекеры, стандартные для железных дорог России, СНГ и Балтии, а также высоковольтные контакторы защиты и коммутации цепи внешнего энергоснабжения, которая подключается к промежуточному звену постоянного тока. Данная система была внедрена и используется для питания вспомогательных цепей электропоезда при эксплуатации в качестве состава локомотивной тяги с тепловозами ТЭП70БС специального исполнения (см. раздел «Эксплуатация» настоящей статьи).

### Интерьер

#### Пассажирский салон

##### Планировка и сиденья
Конфигурация пассажирских мест зависит как от модели поезда (ЭС1 или ЭС2Г), так и от его категории (стандартный класс или межрегиональный премиум-класс). Всего существует пять вариантов исполнения салона в шести комбинациях по модели поезда: у ЭС1 — пригородный региональный с местами 3 класса, межрегиональный (премиум) с местами 1 и 2 класса и межрегиональный (премиум) с местами 1, 2 и 3 класса, у ЭС2Г — пригородный городской, городской увеличенной вместимости с местами 3 класса и межрегиональный (премиум) с местами 1, 2 и 3 класса.

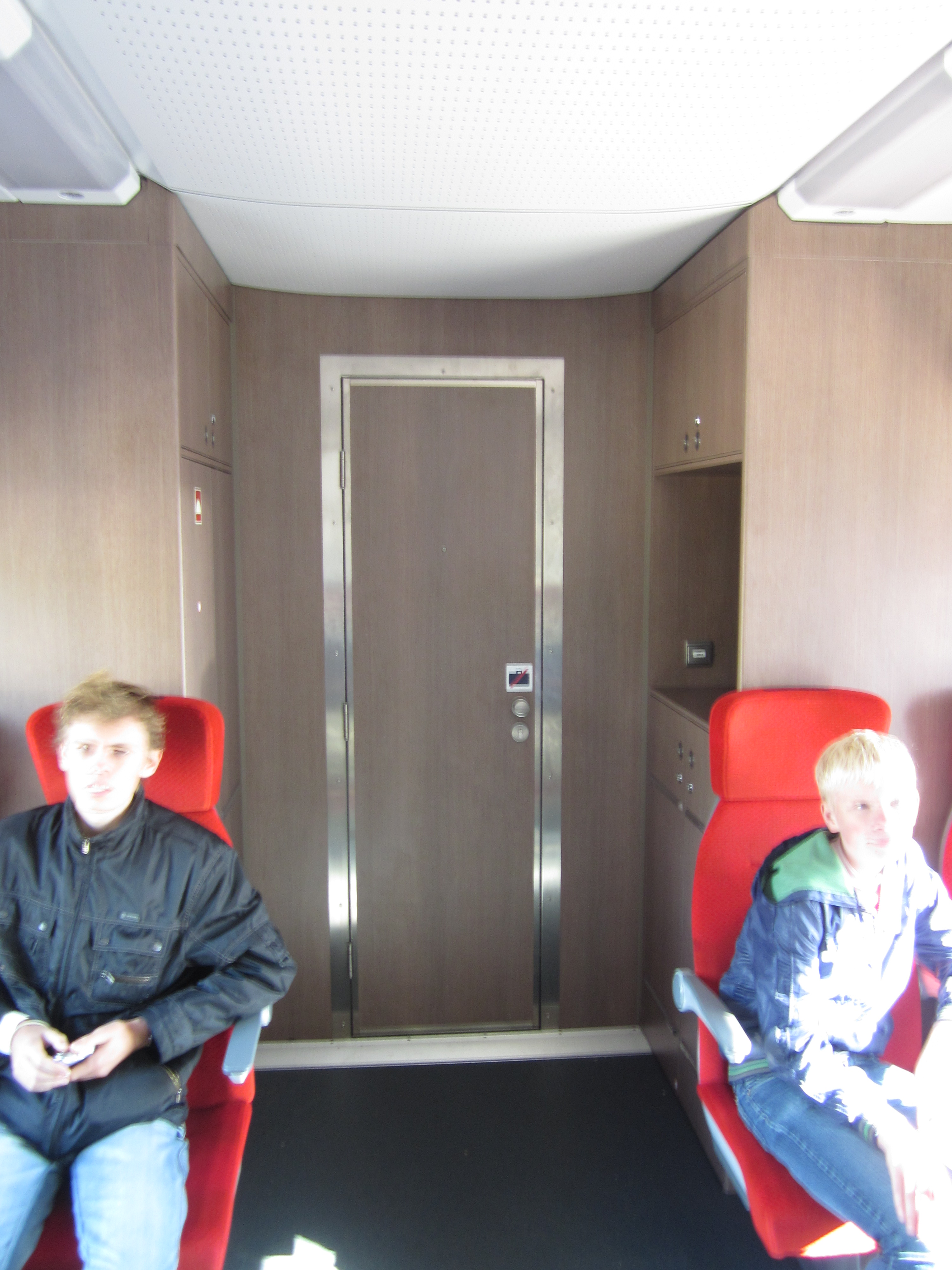
Отсек повышенной комфортности и салонная дверь в тамбур машиниста

###### ЭС1 пригородный
Электропоезда ЭС1 с 001 по 045 имеют салон пригородного регионального исполнения. Большая часть сидений представляет собой мягкие кресла третьего класса с обивкой синего и красного цвета, также во всех вагонах имеются боковые откидные сиденья синего цвета. Всего состав имеет 443 места, которые расположены следующим образом:
- в головных вагонах (первый и пятый) имеется 67 сидячих мест, включая 9 откидных, а также две вертикальные спинки для инвалидных колясок. В передней части салона находится отсек повышенной комфортности, в котором установлено два двусторонних ряда кресел по схеме 2+2 друг напротив друга (всего 8 мест). Далее в средней части салона имеется 5 двусторонних и один односторонний левый ряд кресел, при этом в первом ряду сиденья расположены по схеме 2+2, а в остальных двусторонних — 2+3, за пятым рядом расположено ещё один односторонний двухместный ряд (всего 26 мест). Напротив санузла по левому борту расположено 6 откидных сидений, справа между санузлом и второй парой дверей расположено ещё 2. В задней части салона сразу за дверью справа имеется ещё одно откидное место, а далее находится 5 двусторонних кресельных рядов, при этом в последнем ряду сиденья расположены по схеме 2+2, а в остальных — 2+3 (24 кресла и 1 откидное сиденье).
- в промежуточных вагонах имеется 103 места, включая 4 откидных. В крайних частях салона возле дверей с каждой стороны имеется по одному откидному боковому сиденью друг напротив друга, за которыми находится 5 двусторонних рядов кресел, из которых в последнем ряду возле межвагонного перехода сиденья расположены по схеме 2+2, а в остальных — 2+3 (всего по 24 кресельных и 2 откидных места в каждой крайней части вагона). В центральной части салона с одной стороны имеется 11 рядов кресел (2 крайних по 2 кресла и 9 по 3), а с другой — 10 рядов по 2 кресла (всего 51 место).

###### ЭС1 премиум
Электропоезда ЭС1 с 046 по 054 имеют салон межрегионального типа («Премиум»). В этих поездах все места — кресельного типа с более мягкой обивкой серых цветов с красными вкраплениями (эконом), а также с кожаной обивкой чёрного цвета (бизнес класс). Один из головных вагонов имеет места первого класса, все остальные — второго класса. Всего состав имеет 340 мест, которые расположены следующим образом:
- в головном вагоне первого класса имеется 33 места первого (бизнес) класса и 4 места второго (туристического) класса повышенной комфортности. Места второго класса расположены в передней части салона, однако в отличие от поездов пригородного типа сиденья имеются только по левому борту (всего 4), а по правому борту отсутствуют. Далее в средней части салона имеется 3 двусторонних ряда кресел первого класса увеличенной ширины, за которыми по левому борту друг за другом находится ещё 3 одиночных сиденья напротив санузла (всего 15 сидений). В задней части салона имеется один односторонний правый ряд из двух кресел, а за ним имеется ещё 4 двусторонних ряда первого класса (всего 18 сидений).
- в головном вагоне второго класса имеется 45 места второго класса, включая 4 места повышенной комфортности в передней части салона, расположенные также слева. В средней части салона имеется 3 двусторонних ряда кресел второго класса, при этом в первом ряду кресла расположены по схеме 2+2, а в остальных — 2+3. За ними по левому борту друг за другом находится ещё 3 односторонних ряда по 2 кресла (всего 20 сидений). В задней части салона слева имеется 4 ряда кресел по 2 в каждом, а справа — 5 рядов, из которых два крайних имеют по 2 кресла, остальные — по 3 (всего 21 сиденье).
- в промежуточных вагонах имеется 86 мест. В крайних частях салона имеется по 5 рядов кресел, а в средней — 8 рядов. Большая часть сидений расположена по схеме 2+3, за исключением рядов по краям салона и возле дверей со стороны краёв салона (всего 4 рядов), где сиденья расположены по схеме 2+2.

Места второго или третьего класса разделены проходом по схеме 3+2 в один ряд, за исключением рядов, расположенных в непосредственной близости к тамбурным зонам и межвагонным переходам, где места размещены по схеме 2+2 по той же ширине (отсутствует место вблизи прохода в ряду по 3 места). Места второго или третьего классов повышенной комфортности размещены в головных вагонах в специальном отсеке перед кабиной машиниста по схеме 2+2 в ряд у поездов пригородного сообщения и по схеме 2+0 у поездов междугороднего сообщения (с правой стороны от прохода места отсутствуют). Места первого класса размещены по схеме 2+2 в ряд и имеют большую ширину между сиденьями, 3 места первого класса напротив туалетов — одиночные. Напротив большинства мест 1 и 2 класса имеются столики. Большая часть сидячих мест в вагонах 3 класса, а также в головных вагонах 1 и 2 класса обращена лицевой стороной к другим местам, то есть пассажиры сидят лицом друг напротив друга, в то время как у промежуточных вагонов 2 класса сиденья по большей части ориентированы лицевой стороной в тыльную сторону сидений предыдущего ряда. Однако во всех вагонах вне зависимости от их класса имеются места, обращённые лицевой стороной в тыл мест предыдущего ряда.

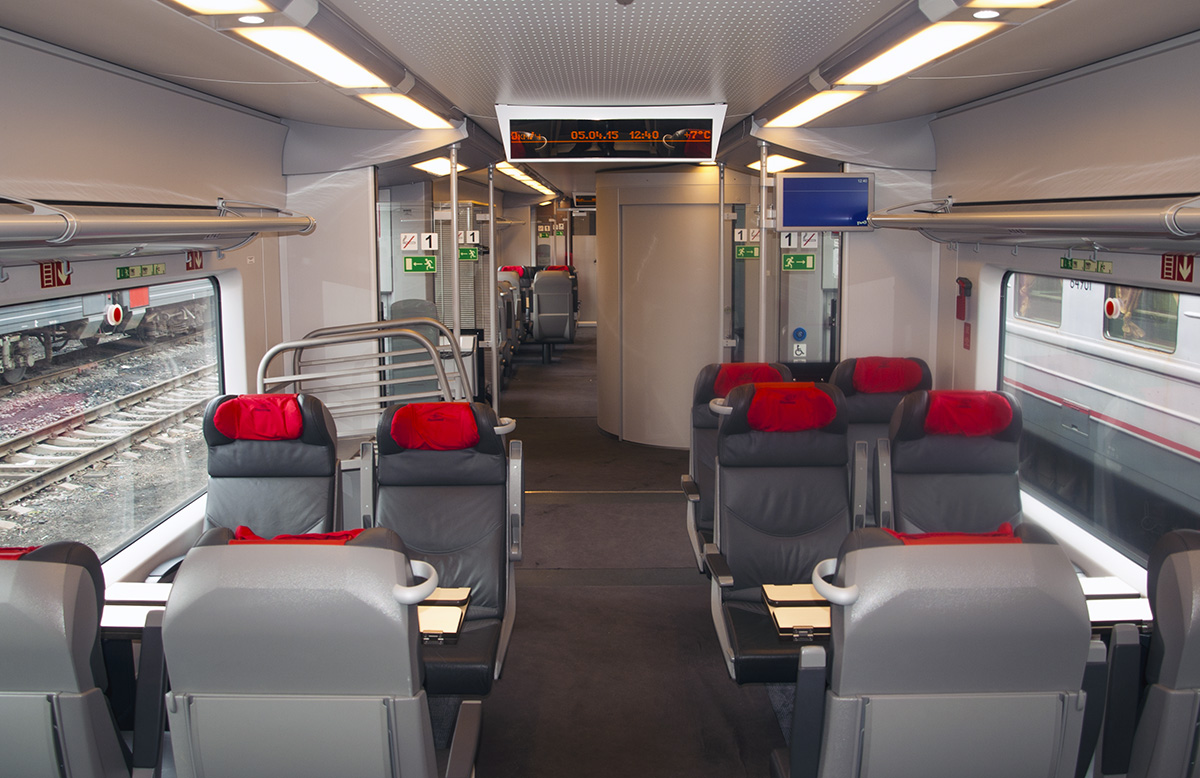
Салон головного вагона первого класса (1C)
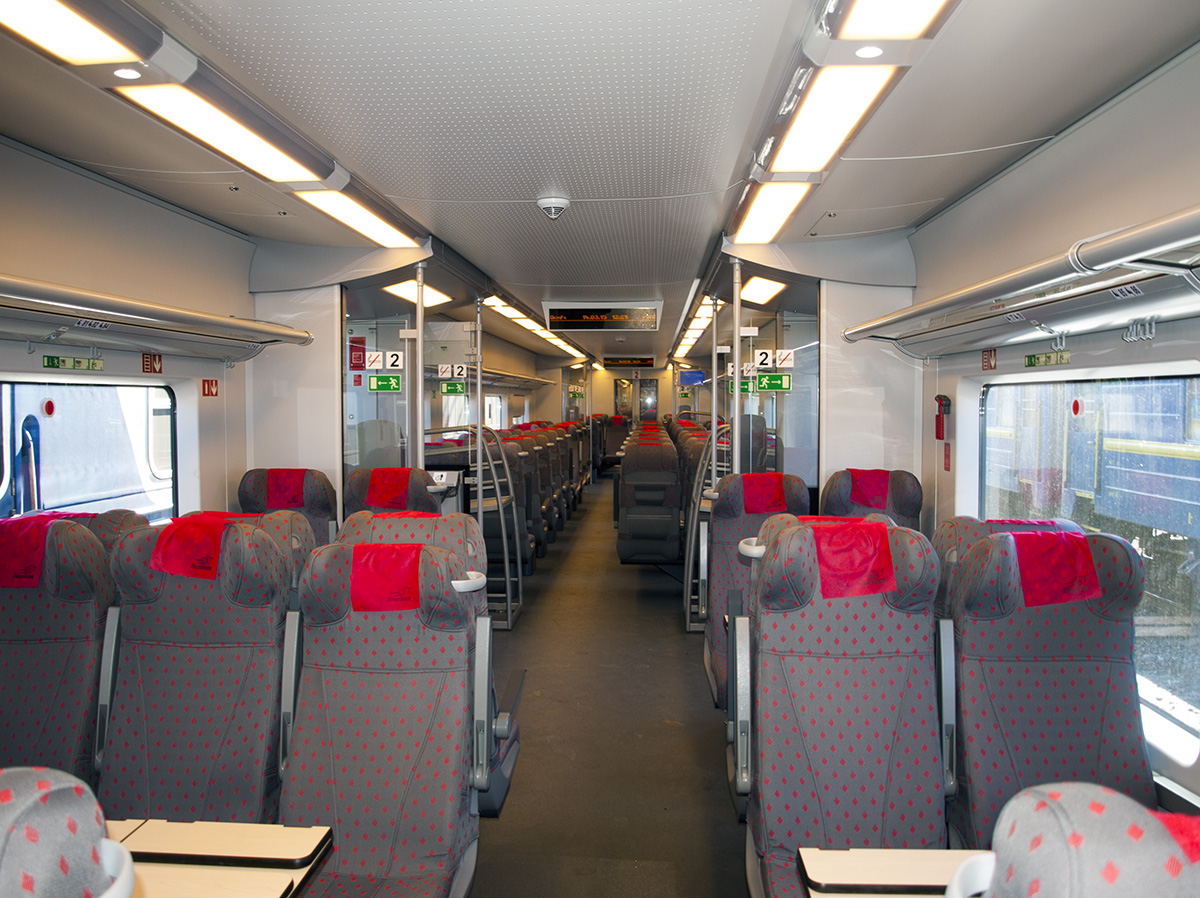
Салон промежуточного вагона второго класса (2C)
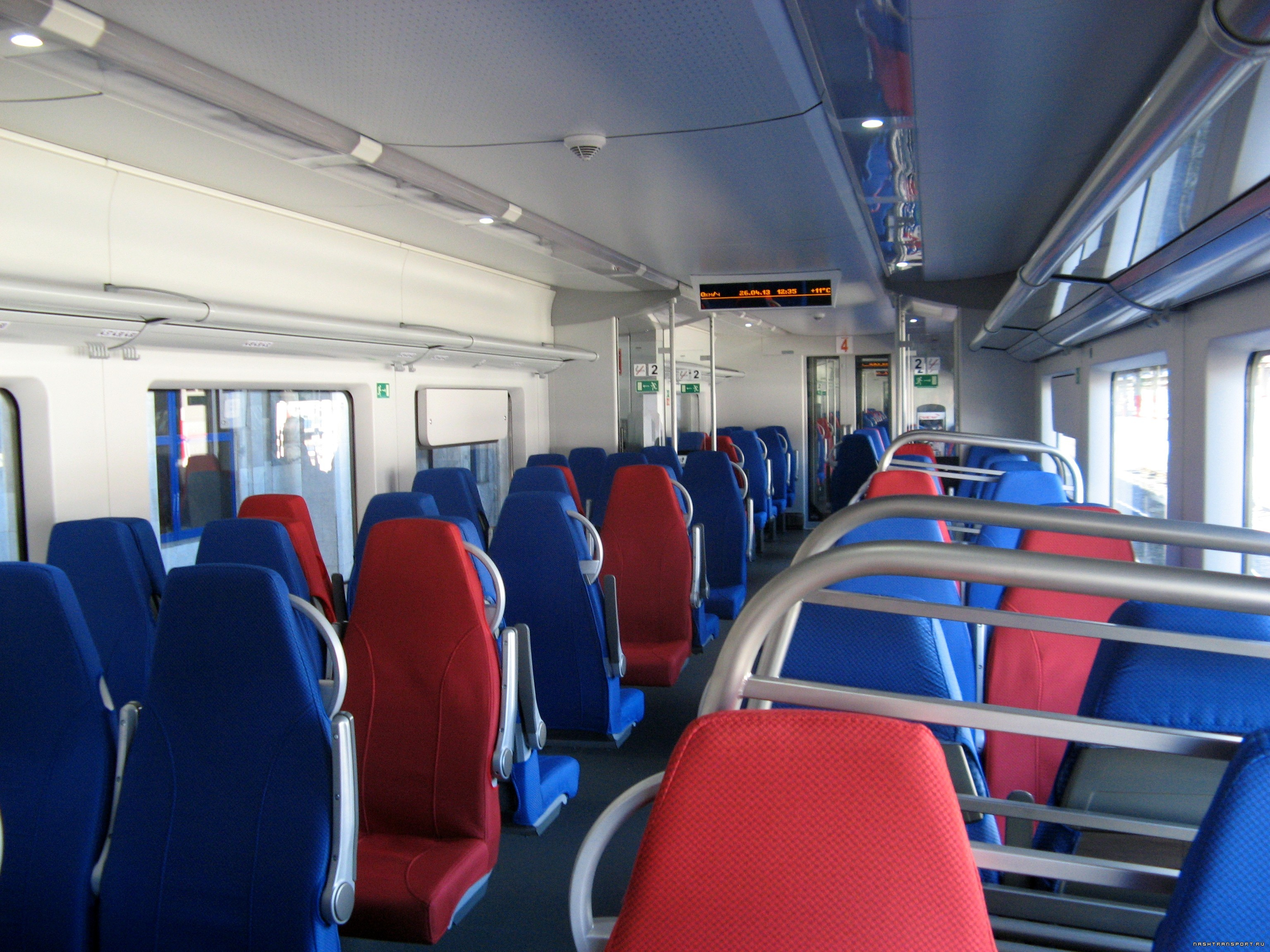
Салон промежуточного вагона третьего класса (3C)

###### ЭС2Г пригородно-городской
У электропоездов ЭС2Г планировка частично отличается от ЭС1. В отличие от ЭС1, все кресла в ЭС2Г ориентированы лицевой стороной в тыл предыдущего ряда, при этом они обращены лицевой стороной в направлении ближайшей двери. Сиденья имеют обивку синего цвета. Сиденья в рядах слева и справа по большей части расположены симметрично.
Электропоезда с 001 по 044, с 087 по 100, с 102 по 105, с 114 по 128, с 237 по 240 имеют салон пригородного городского исполнения. В отличие от ЭС1 пригородного регионального исполнения, число мест в салоне было снижено для повышения вместимости поезда, также были применены кресла несколько иной конструкции. В головных вагонах и промежуточном вагоне без токоприёмника большая часть кресел размещена по схеме 3+2 в ряд, за исключением рядов в головной части и некоторых крайних, а в промежуточных с токоприёмником — по схеме 2+2. Всего состав имеет 386 мест, которые расположены следующим образом:
- в головных вагонах (первый и пятый) имеется 66 сидячих мест, включая 9 откидных. В передней части салона имеется 10 кресел, расположенных по схеме 2+2 (2 ряда слева и 3 справа по 2 кресла в каждом). Далее в средней части салона имеется 5 двусторонних рядов кресел, при этом в первом ряду сиденья расположены по схеме 2+2, а в остальных — 2+3 (всего 24 места). Напротив санузла по левому борту расположено 7 откидных сидений, справа между санузлом и второй парой дверей расположено ещё 2. В задней части салона имеется 5 двусторонних рядов, при этом в первом и последнем сиденья расположены по схеме 2+2, а в остальных — 2+3.
- в промежуточных вагонах с токоприёмником (второй и четвёртый) имеется 80 мест. Все сиденья расположены по схеме 2+2. В крайних частях салона имеется по 5 рядов кресел, а в средней — 10 рядов. Всего в салоне имеется 80 мест. Впоследствии в некоторых электропоездах с одной стороны вдоль левого борта за второй дверью 3 ряда сидений были ликвидированы, за счёт чего число мест снизилось до 74, а освободившееся пространство стало использоваться для перевозки стоячих пассажиров и велосипедов.
- в промежуточном вагоне без токоприёмника (третьем) имеется 94 места. Большая часть сидений расположена по схеме 2+3, за исключением рядов по краям салона и возле дверей (всего 6 рядов), где сиденья расположены по схеме 2+2.

Электропоезда ЭС2Г с номера 088 имеют салон пригородного исполнения с повышенным числом сидячих мест, общее их число возросло до 416.
- в головных вагонах (первый и пятый) в передней части салона с левой стороны во втором ряду добавлено по одному сиденью, число мест увеличилось до 67.
- в промежуточных вагонах с токоприёмником (второй и четвёртый) добавлен третий продольный ряд, число мест возросло до 94.

В электропоездах ЭС2Г, выпущенных в 10-вагонной составности, в промежуточных прицепных вагонах (третий и восьмой) имеется туалет, вследствие чего в этих вагонах число мест снизилось до 78.
К июлю 2018 года все четыре электропоезда ЭС2Г (номера с 041 по 044) Калининградской железной дороги были оснащены дополнительными поручнями для обеспечения удобной посадки с низких платформ. Доработка проведена по просьбам пассажиров, с участием специалистов завода-изготовителя. Сначала такими поручнями снабдили один из составов, после получения положительных отзывов пассажиров были доработаны остальные три.

###### ЭС2Г городской
Электропоезда ЭС2Г с 045 по 051, с 053 по 086, 101, с 106 по 113 имеют салон городского исполнения повышенной вместимости, созданный специально для Московского центрального кольца (отдельные отличия имеет поезд ЭС2Г-052 : в вагоне 04 установлен шкаф с оборудованием информационно-измерительной системы НПЦ «ИНФОТРАНС» — мониторинг состояние верхнего строения пути и контактной сети, из-за чего в этом вагоне также есть сиденья по 3 в ряд). В отличие от предыдущих поездов ЭС2Г пригородно-городского исполнения, они имеют уменьшенное число мест для увеличения общей вместимости состава и улучшения условий проезда стоячих пассажиров. В салонах установлены горизонтальные поручни для удобства стоячих пассажиров по 2 с каждой стороны, за исключением среднего промежуточного вагона, где поручни есть только со стороны, противоположной сиденьям. В промежуточных вагонах с токоприёмником вместо части сидений размещены зоны для перевозки велосипедов и багажа, оборудованные велокреплениями. В салонах возле дверей установлены цветные информационные мониторы, отображающие часть схемы маршрута с пересадками и текущее положение поезда на маршруте, что имеет большую важность для городских поездов с частыми остановками. Отличия в планировке сидений заключаются в следующем:
- в головных вагонах (первый и пятый) сиденья во всех рядах расположены по схеме 2+2, то есть ликвидирован третий продольный ряд. За счёт этого в вагоне стало на 7 мест меньше, то есть их общее снизилось до 59.
- в промежуточных вагонах с токоприёмником (второй и четвёртый) с обеих сторон вдоль левого борта за каждой второй дверью было ликвидировано по 3 левых ряда сидений (по 6 сидений с каждой стороны вагона), за счёт чего число мест снизилось до 68, а освободившееся пространство стало использоваться для перевозки стоячих пассажиров и велосипедов.
- в промежуточном вагоне без токоприёмника (третьем) убрано 2 места, общее число мест снизилось до 92.

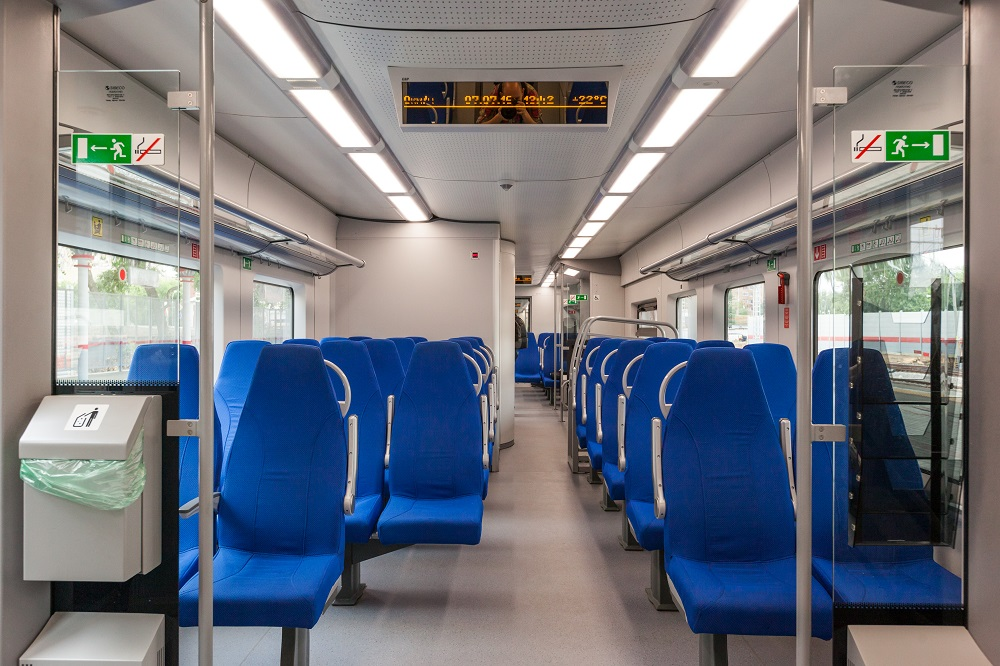
Салон стандартного головного вагона ЭС2Г в пригородном исполнении (2+3)
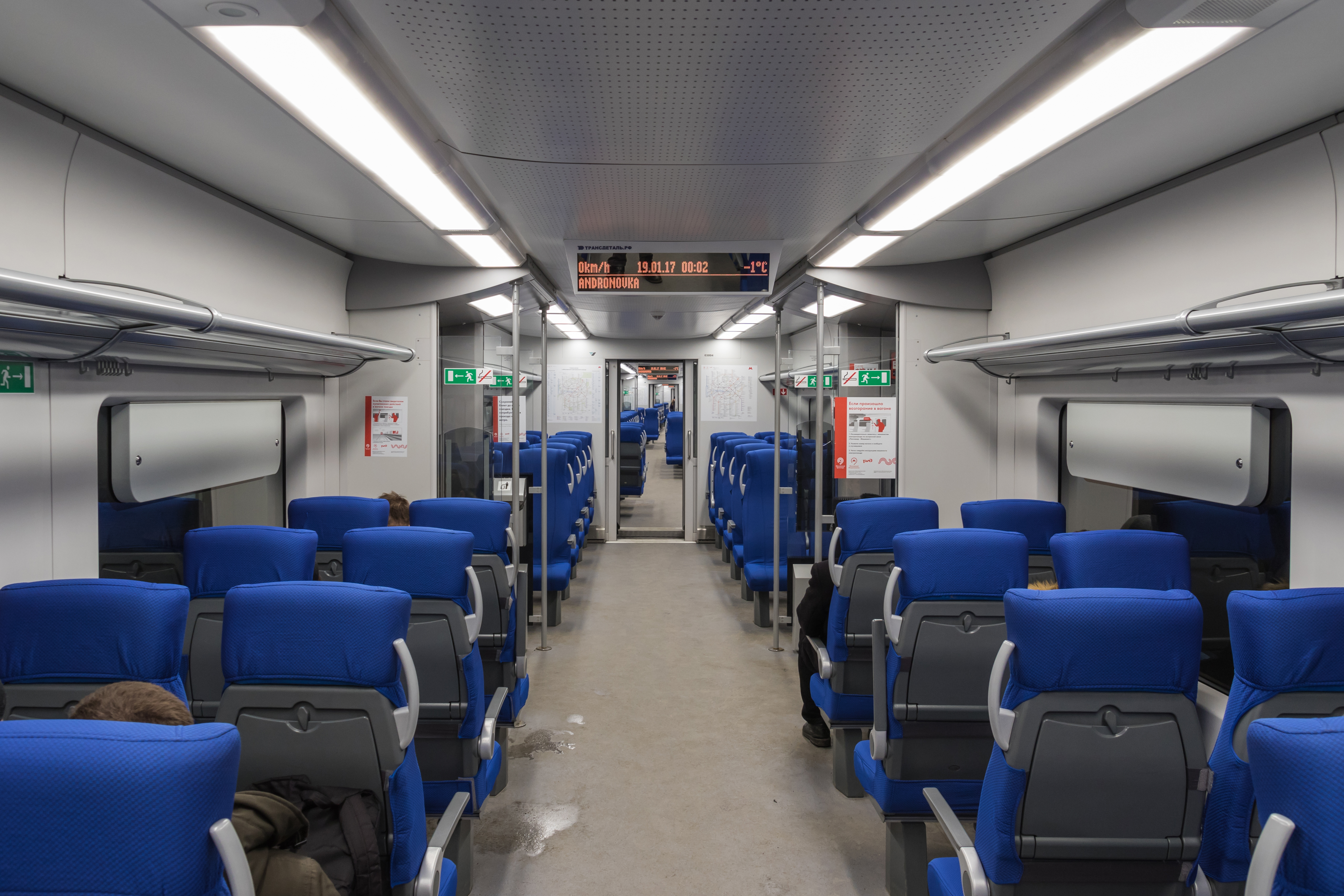
Салон стандартного промежуточного вагона ЭС2Г с токоприёмником в городском исполнении (2+2)
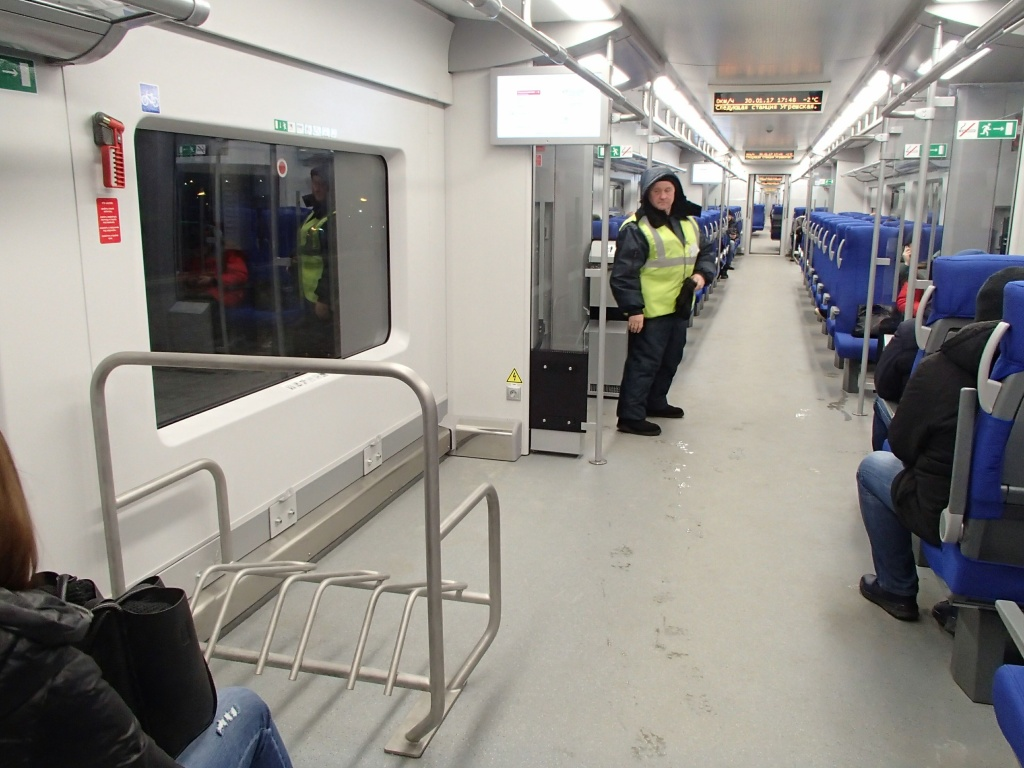
Салон промежуточного вагона ЭС2Г с токоприёмником с зоной для перевозки велосипедов

###### ЭС1П и ЭС2ГП премиум
У электропоездов ЭС1П и ЭС2ГП имеются вагоны с сиденьями трёх классов. Сиденья бизнес-класса расположены по схеме 2+2, остальные — 2+3. Схема размещения сидений бизнес- и экономкласса во многом схожа с таковой у электропоездов ЭС1 класса премиум — по большей части они расположены друг напротив друга и имеют столики, а их расположение аналогично салону ЭС2Г пригородно-городского типа. Сиденья бизнес-класса имеют кожаную обивку серовато-коричневого цвета, экономкласса — серовато-синего, базового класса — голубого. В модификации «Новый стандарт-Премиум» сиденья бизнес-класса — коричневые с голубыми подушками под голову, эконом- и базового класса (различие в количестве мест) — серовато-синие, часто одеты в синие чехлы.

##### Конфигурация и оснащение салона
Благодаря размещению оборудования в подвагонном пространстве и на крыше электропоезда внутреннее пространство салона всех вагонов максимально используется для пассажиров и обслуживающего персонала. Вся облицовка боковых и торцевых стенок изготовлена из армированного стекловолокном пластика, алюминия и слоистого пластика высокого давления. Элементы облицовки изолируются от кузова вагона с помощью изолирующих материалов. Дизайн салона выполнен в светлых тонах, что создаёт комфортабельную атмосферу для пассажиров.
Элементы потолка содержат интегрированное освещение, громкоговорители, цифровые табло для вывода информации для пассажиров, линии освещения и вентиляционные решётки для системы кондиционирования. Пол состоит из «плавающих» древесно-стружечных плит, которые накрываются гладким покрытием на основе ПВХ или каучука. Боковые окна установлены заподлицо с кузовом вагона. В них установлены теплоизолирующие стеклопакеты из небьющегося стекла.
Наряду с пассажирскими местами, в поезде предусмотрены многофункциональные зоны с багажными полками и откидными сиденьями. На полках для ручной клади и в стенах напротив некоторых сидений предусмотрены электророзетки на напряжение 220 В переменного тока, что позволяет во время следования производить подзарядку мобильных устройств. В поездах, эксплуатируемых в регионе Сочи, эти зоны оснащены стойками для крепления лыж и сноубордов. В головных вагонах поезда перед второй парой дверей по правому борту установлены санузлы с экологически чистыми вакуумными туалетами (по одному на вагон) и умывальниками, оснащёнными специальным оборудованием для инвалидов и резервуарной системой, расположенной по левую сторону от санузла.

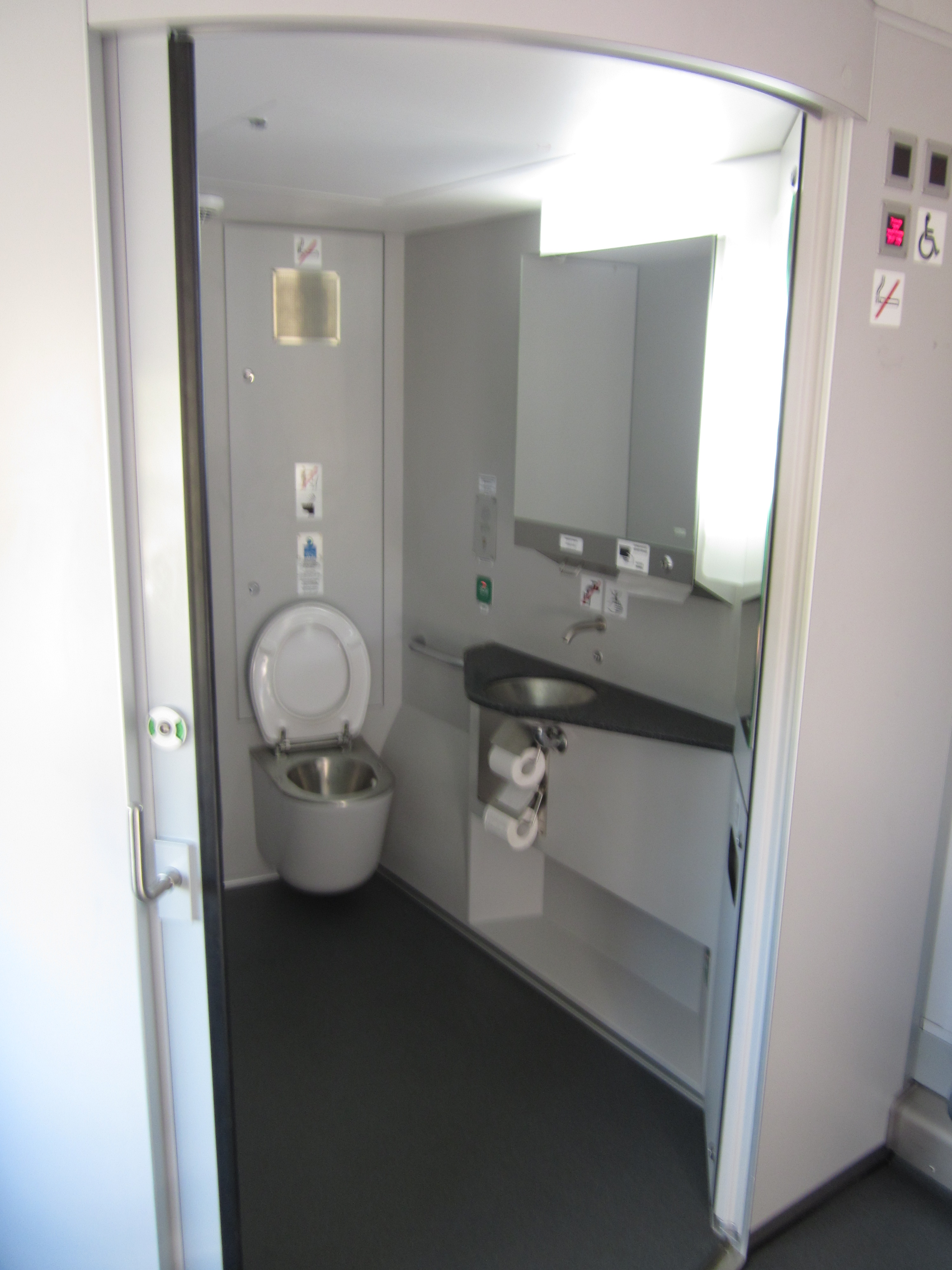
Туалет в головном вагоне

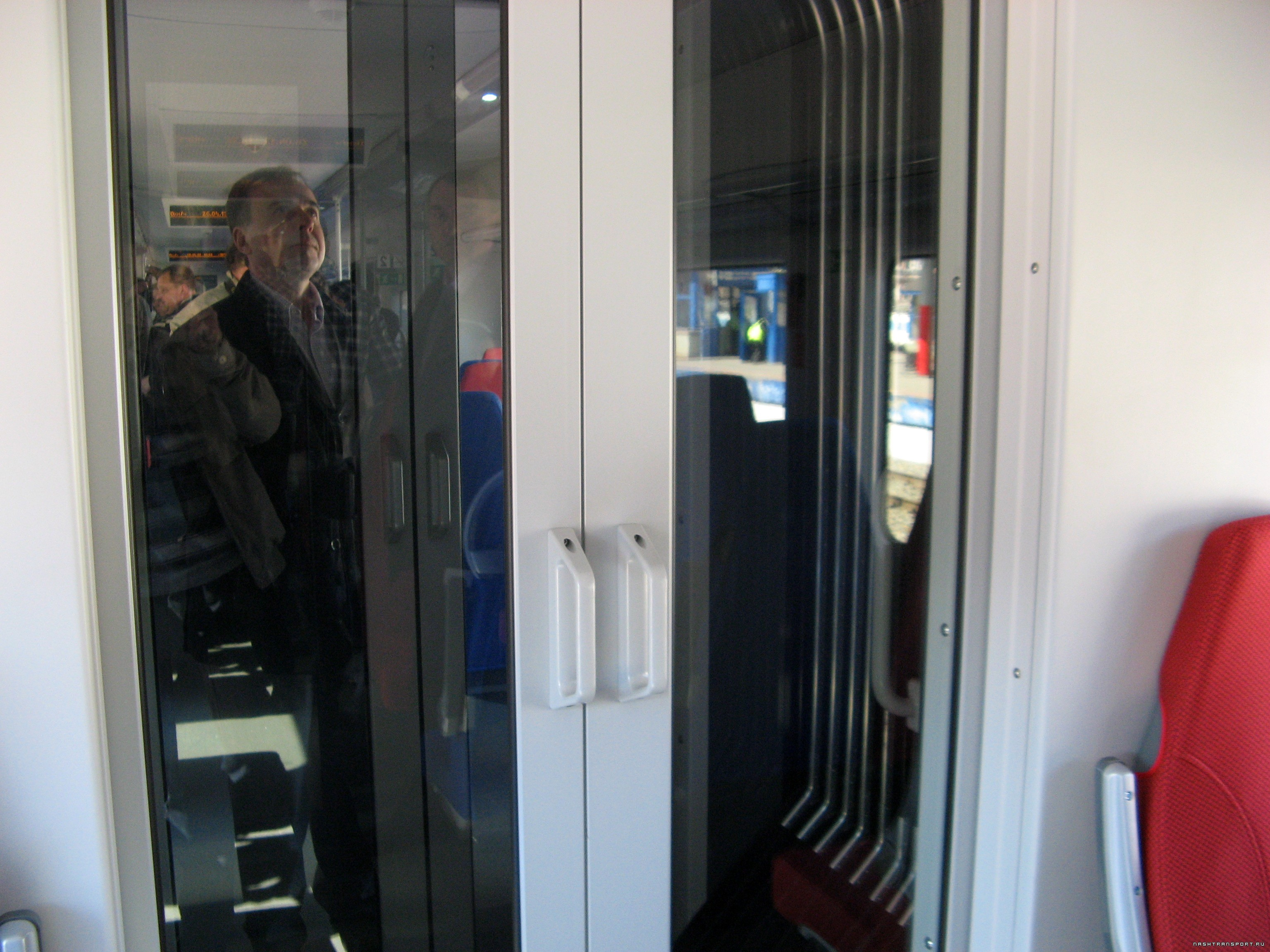
Двери межвагонных переходов

Межвагонные переходы, расположенные в обоих торцах промежуточных вагонов и заднем торце головного вагона, выполнены в виде двустворчатых противопожарных раздвижных дверей, обладающих соответствующими рамами, уплотнениями и огнестойким остеклением. Снаружи переходы полностью окружены герметичными гибкими перекрытиями типа «гармошка».
Тамбуры в вагонах отсутствуют, пассажирские прислонно-сдвижные двери выходят непосредственно в салон и образуют в нём тамбурные зоны входа и выхода, которые отделены от основной части салона с пассажирскими местами только стеклянными перегородками. Ввиду отсутствия тамбуров для предотвращения выхолаживания пассажирского салона в зимнее время температура в этих зонах поддерживается дополнительными обогревателями с направленной подачей тёплого воздуха в тамбурную зону и обогревом стен. Система подачи свежего воздуха связана с датчиком регулирования уровня углекислого газа, ввиду чего потребляемая мощность значительно уменьшается при малом количестве пассажиров в вагонах.
Для поддержания комфортной температуры и воздухообмена вагоны поезда оснащены специальными климатическими установками, размещёнными на крышах вагонов. Каждый головной вагон дополнительно оборудован компактной климатической установкой для кабины машиниста, которая функционирует независимо от установки пассажирского салона. Климатические установки обеспечивают воздухообмен, подогрев и охлаждение воздуха. Распределение подготовленного подаваемого воздуха производится через воздушные каналы, расположенные в потолках, боковых стенках и полах вагонов.
Для обеспечения безопасности пассажиров поезд оснащён системами наружного и внутреннего видеонаблюдения, а также пожарной сигнализацией.

#### Кабина машиниста
Кабина машиниста выполнена с учётом требований по ведению поезда одним лицом. Конструкция кабины обеспечивает безопасность поездной бригады и безопасное и эффективное управление электропоездом. Машинист может управлять поездом как стоя, так и сидя. Система управления поездом Desiro RUS состоит из компонентов оправдавшей себя в эксплуатации технологии Sibas 32, используемой для поездной информационной шины.
При создании кабины специалистами Siemens совместно с РЖД были проработаны и оптимизированы расположение рабочего места машиниста и элементов пульта управления, дизайн помещения и зона обзора пути из кабины. Установленный в кабине современный пульт управления имеет оптимизированные эргономические характеристики и удобное расположение органов управления. На дисплеях пульта отображается информация о работе всех систем поезда, включая результаты диагностики его технического состояния. Поезда оснащены системой безопасности БЛОК, а также аналоговой и цифровой поездной радиосвязью. В случае необходимости в систему могут быть интегрированы специальные режимы цифровой и спутниковой связи.
Электропоезда оснащены специальной системой автоведения, которая выбирает оптимальные с точки зрения энергопотребления, комфорта для пассажиров и времени хода режимы тяги и торможения. При этом машинист может в любое время перейти на ручное управление. Также поддержку машинисту оказывает система торможения, которая по умолчанию использует рекуперативное электрическое торможение, а при его неэффективности включает реостатное торможение. При недостаточной силе электрического торможения система автоматически подключает прямое электропневматическое торможение (смешанный режим).

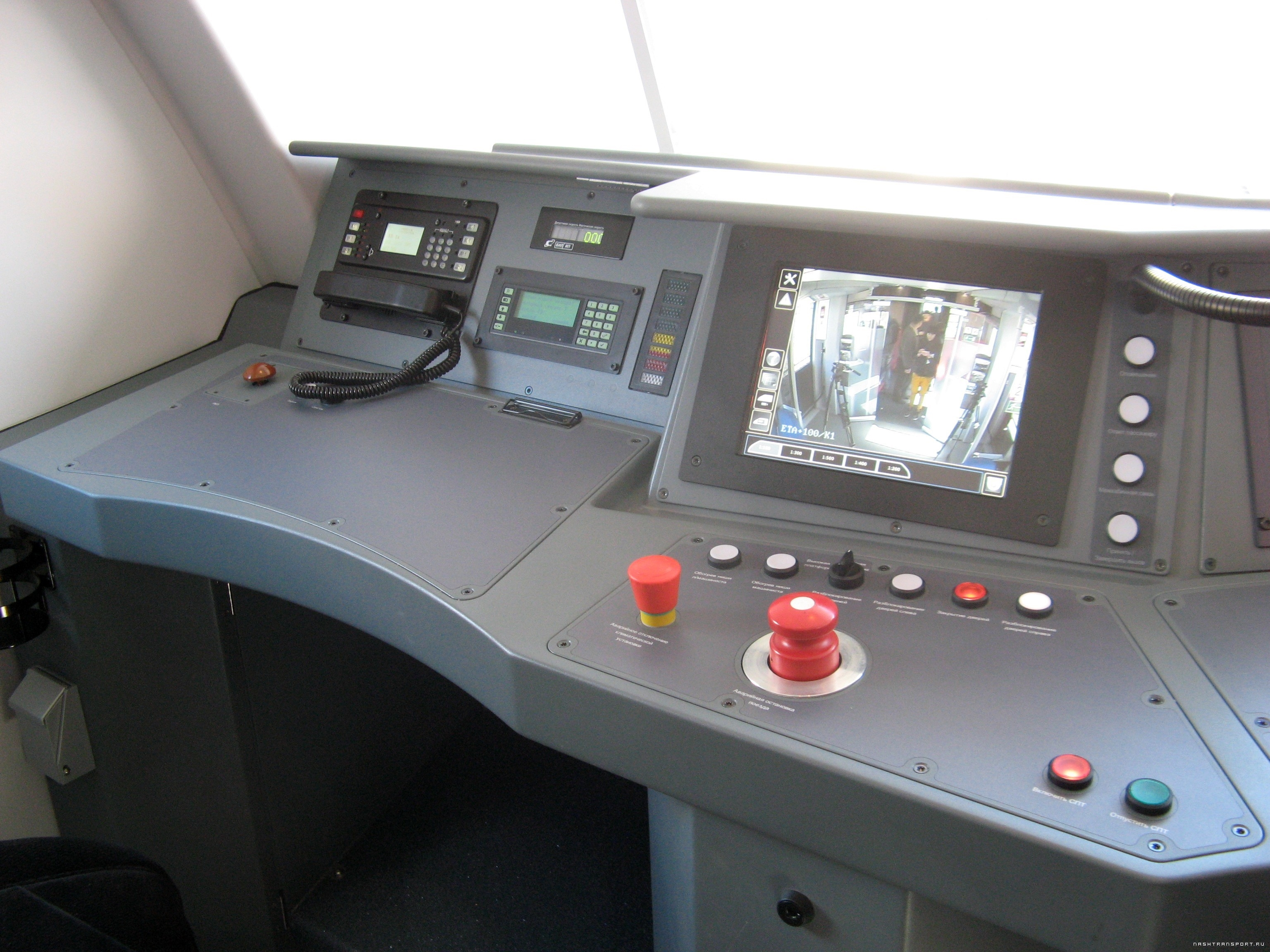
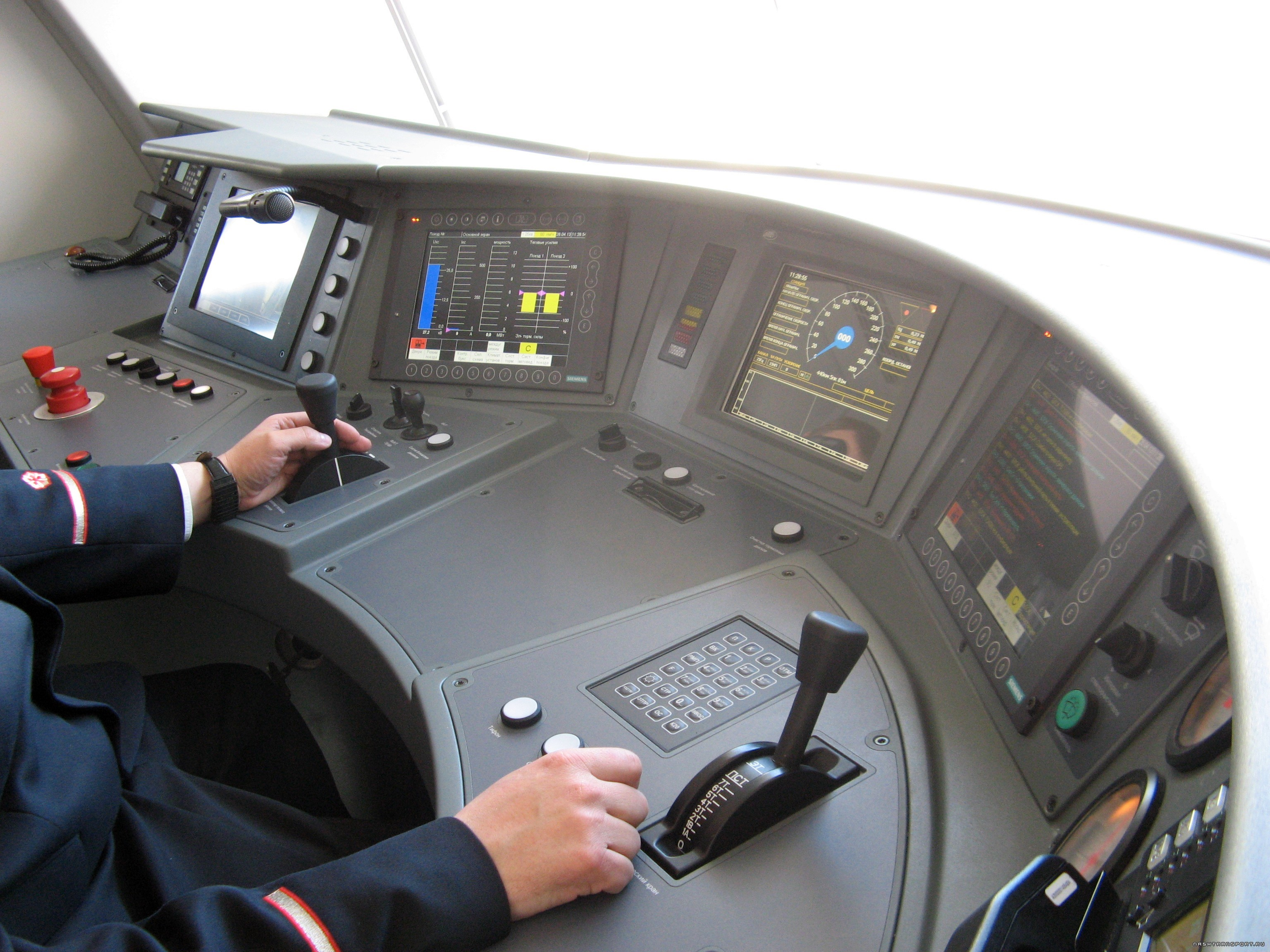
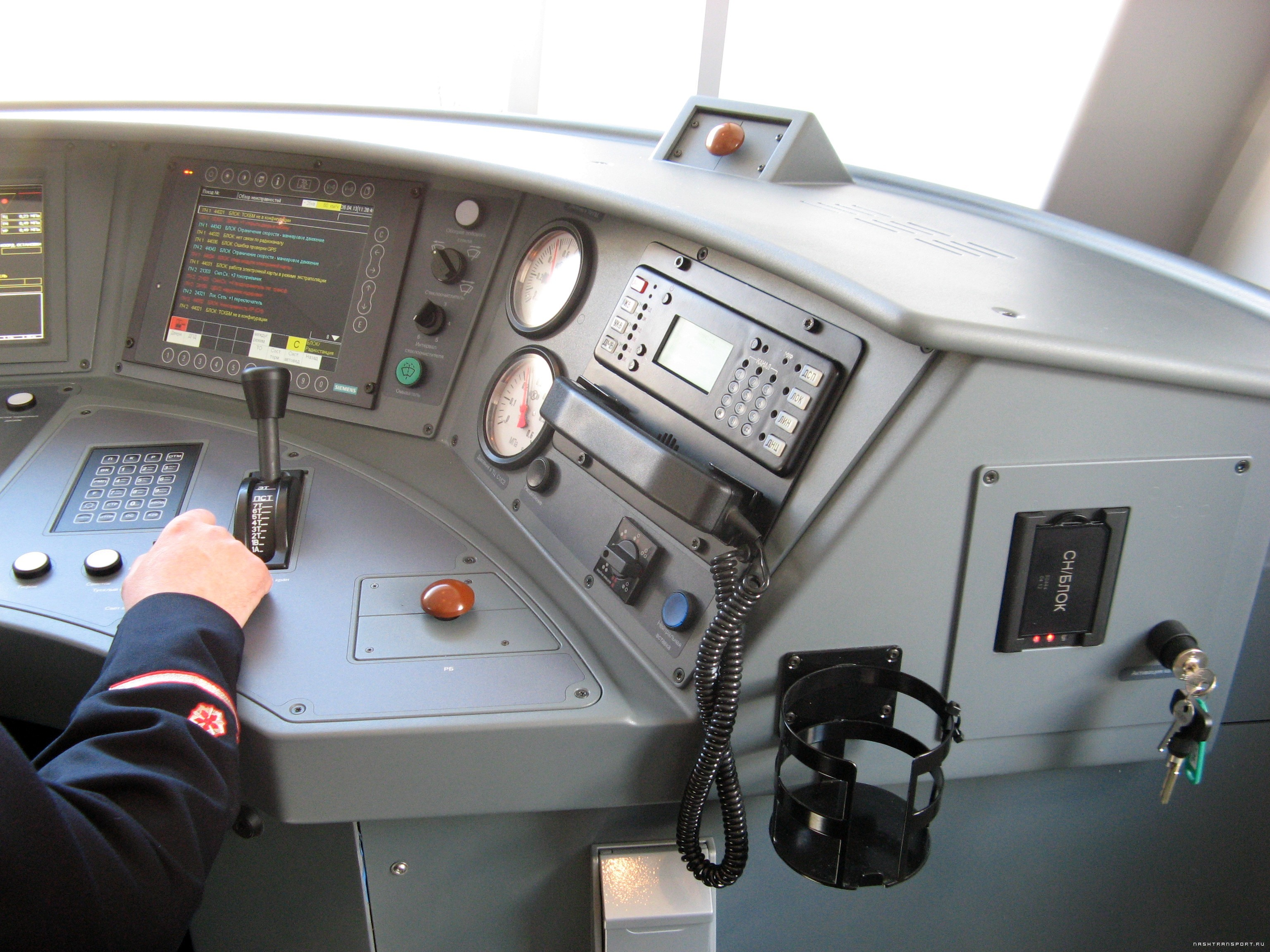

## Эксплуатация
Первый состав ЭС1-001 прибыл из порта Усть-Луга 6 марта 2012 года в моторвагонное депо «Санкт-Петербург-Московское» для проведения пусконаладочных работ, а затем был отправлен на испытания. Вскоре аналогично стали поступать и другие поезда серии ЭС1. Перед вводом в эксплуатацию новые пригородные электропоезда ЭС1 Desiro RUS, как и высокоскоростные электропоезда Velaro RUS «Сапсан», прошли ряд испытаний на кольце ВНИИЖТа в Щербинке и ряде магистральных железнодорожных линий. Также с электропоездами проводились прочностные испытания на соударение при различных сценариях столкновений.
Первую поездку с пассажирами электропоезд ЭС1 совершил 23 января 2013 года с Московского вокзала Санкт-Петербурга. Регулярная эксплуатация ЭС1 началась по маршрутам Санкт-Петербург (Московский вокзал) — Бологое и Санкт-Петербург (Московский вокзал) — Великий Новгород, при этом на участке Санкт-Петербург — Чудово поезда следовали по сдвоенной схеме, а затем расцеплялись и продолжали движение каждый до своего пункта назначения.
С 28 апреля 2013 года на поездах ЭС1 началось регулярное пассажирское движение между Москвой и Нижним Новгородом, где электропоезда стали эксплуатироваться на двух системах электрификации.
Впоследствии электропоезда эксплуатировались как аэроэкспрессы, во время Универсиады-2013 в Казани, а также на Олимпийских играх-2014 в Сочи — как электричка между городом Сочи, аэропортом, Олимпийский парком и Красной Поляной. Во время Зимней олимпиады в Сочи были задействованы дополнительные поезда для перевозки участников, гостей и зрителей олимпиады на маршруте Адлер — Красная Поляна. С 1 августа 2014 года поезда ЭС1 начали курсировать по маршруту: Адлер — Краснодар без остановки на станции стыкования Горячий Ключ. После завершения Олимпиады в Сочи «Ласточки» в 5-вагонной составности курсируют по маршрутам Сочи — Роза Хутор, Краснодар — Туапсе — Сочи — Олимпийский парк по регулярному расписанию. Время в пути по 70-километровому участку Сочи — Красная Поляна составляет 1 час 20 мин.
Особо следует сказать о пуске 13 марта 2018 года поездов «Ласточка» между Москвой и Иваново через Владимир: на участке Новки — Иваново нет контактной сети, поэтому для тяги и электроснабжения вспомогательных нужд электропоезда «Ласточка» привлечены тепловозы ТЭП70БС нового исполнения с двухпроводной системой энергоснабжения поезда, первым тепловозом данного исполнения является ТЭП70БС-316, на ст. Владимир производится сцепление/расцепление с тепловозом. Для сцепления электропоезда с автосцепкой типа СА-3 используется специальное переходное устройство, изначально применявшееся для транспортировки электропоездов «Ласточка» в «холодном» состоянии. Этот маршрут интересен также тем, что на нём впервые началась эксплуатация варианта ЭС2ГП, причём предварительно в конструкцию ЭС2ГП была введена система питания вспомогательных нужд от внешнего энергоснабжения по двухпроводной схеме, совместимая с тепловозами ТЭП70БС соответствующего исполнения, проведены необходимые испытания в сцепе с тепловозом.
По аналогичной схеме в настоящее время электропоезда ЭС2ГП эксплуатируются в направлениях Санкт-Петербург — Псков (сцепление/расцепление с тепловозом ТЭП70БС производится на ст. Луга), Санкт-Петербург — Сортавала (сцепление/расцепление с тепловозом ТЭП70БС производится на ст. Каменногорск).
Впоследствии сеть маршрутов поездов была расширена. Электропоезда ЭС1 эксплуатируются на Октябрьской, Московской, Горьковской, Северо-Кавказской, Свердловской и Южно-Уральской железной дороге, ЭС1П — на Московской, Октябрьской и Южно-Уральской, ЭС2Г — на Октябрьской, Московской, Свердловской и Калининградской, а ЭС2ГП — на Московской, Октябрьской, Северной и Юго-Восточной. В процессе эксплуатации составы зачастую передавались между дорогами и депо.

### Действующие маршруты

##### Международные маршруты
Данные поезда курсируют как поезда дальнего следования (номера поездов 7хх / 9хх).
| Станция отправления         | Промежуточные станции                                                                | Станция прибытия | Протяжённость маршрута | Среднее время в пути | Дата запуска первого поезда | Тип поезда                   |
| Москва (Белорусский вокзал) | Вязьма, Смоленск-Центральный, Орша                                                   | Минск            | 750 км                 | 6:56                 | 30.04.2021                  | ЭС1П премиум (1, 2, 3 класс) |
| Сочи                        | Мацеста, Хоста, Адлер, Имеретинский курорт, Цандрыпш, Абаата, Гагрыпш                | Гагра            | 62,5 км                | 3:06                 | 08.06.2023                  | ЭС1 пригородный              |
| Аэропорт Сочи               | Адлер, Имеретинский курорт, Цандрыпш, Абаата, Гагрыпш                                | Гагра            | 41,7 км                | 2:51                 | 08.06.2023                  | ЭС1 пригородный              |
| Сочи                        | Мацеста, Хоста, Адлер, Аэропорт Сочи, Имеретинский курорт, Цандрыпш, Абаата, Гагрыпш | Гагра            | 68,1 км                | 4:04                 | 08.06.2023                  | ЭС1 пригородный              |

#### Северо-Западный федеральный округ

##### Межрегиональные экспрессы
Данные поезда курсируют как поезда дальнего следования (номера поездов 7хх и 8хх).
| Станция отправления                  | Промежуточные станции | Станция прибытия              | Протяжённость маршрута | Среднее время в пути | Дата запуска первого поезда                 | Тип поезда                           |
| Санкт-Петербург (Московский вокзал)  | Обухово, Колпино, Тосно, Любань, Чудово, Малая Вишера, Торбино, Боровенка, Окуловка, Угловка, Лыкошино, Березайка, Бологое, Едрово.                                          | Валдай                        | 370,5 км               | 4:50                 | 23.01.2013*                                 | ЭС2ГП / ЭС1П премиум (1, 2, 3 класс) |
| Санкт-Петербург (Московский вокзал)  | Обухово, Колпино, Тосно, Любань, Чудово, Малая Вишера, Торбино, Боровенка, Окуловка, Угловка, Лыкошино, Березайка, Бологое, Едрово, Валдай, Лычково, Кневицы, Пола, Парфино. | Старая Русса                  | 492,1 км               | 6:54                 | 23.01.2013*                                 | ЭС2ГП / ЭС1П премиум (1, 2, 3 класс) |
| Санкт-Петербург (Московский вокзал)  | Бологое, Вышний Волочёк, Тверь, Крюково | Москва (Ленинградский вокзал) | 649,7 км               | 5:28                 | 10.06.2022                                  | ЭС2ГП / ЭС1П премиум (1, 2, 3 класс) |
| Санкт-Петербург (Ладожский вокзал)   | Волховстрой 1, Лодейное Поле, Подпорожье, Свирь | Петрозаводск                  | 402,4 км               | 5:12                 | 01.05.2014                                  | ЭС1П премиум (1, 2, 3 класс)         |
| Санкт-Петербург (Балтийский вокзал)  | Аэропорт, Гатчина-Варшавская, Луга I, Плюсса, Струги Красные | Псков-Пассажирский            | 273,5 км               | 3:25                 | 04.08.2018 24.08.2018 01.03.2019 01.07.2020 | ЭС2ГП / ЭС1П премиум (1, 2, 3 класс) |
| Санкт-Петербург (Балтийский вокзал)  | Аэропорт, Гатчина-Варшавская, Луга I, Плюсса, Струги Красные, Псков-Пассажирский, Моглино, Новоизборск                                                                       | Печоры-Псковские              | 323 км                 | 4:20                 | 03.08.2019                                  | ЭС2ГП / ЭС1П премиум (1, 2, 3 класс) |
| Санкт-Петербург (Финляндский вокзал) | Удельная (только обратно), Выборг, Каменногорск I, Хийтола, Элисенваара, Яккима, Сортавала, Сортавала-Центр, Морозная.                                                       | Хелюля                        | 310 км                 | 4:30                 | 22.12.2018 ***                              | ЭС2ГП / ЭС1П премиум (1, 2, 3 класс) |
| Петрозаводск                         | Свирь, Подпорожье, Лодейное Поле, Волховстрой II, Ирса, Чудово, Спасская Полисть, Подберезье, Великий Новгород, Батецкая, Уторгош, Сольцы, Дно, Порхов                       | Псков-Пассажирский            | 721 км                 | 11:23                | 30.07.2017**                                | ЭС1П премиум (1, 2, 3 класс)         |

* — 23.01.2013 был запущен электропоезд «Ласточка» № 721 / 722 сообщением Санкт-Петербург — Бологое-Московское. С 11.07.2020 года продлён до Валдая (в будние дни) и до Старой Руссы (в выходные дни).
** — 30.07.2017 был запущен электропоезд «Ласточка» сообщением Петрозаводск — Великий Новгород. С 22.02.2019 маршрут был продлён до Пскова через станции: Батецкая, Луга, Плюсса, Струги Красные. С 03.08.2019 маршрут изменён на участке Батецкая — Псков в целях сокращения времени в пути следования.
*** — 22.12.2018 был запущен электропоезд «Ласточка» сообщением Санкт-Петербург — Сортавала. С 29.04.2023 маршрут был продлён до Хелюля.

##### Пригородные поезда Ленинградской и Новгородской областей
Данные поезда используются как в качестве стандартных пригородных, так и в качестве пригородных экспрессов.
| Станция отправления                  | Промежуточные станции | Станция прибытия                | Протяжённость маршрута | Среднее время в пути                   | Дата запуска первого поезда | Тип поезда               |
| Санкт-Петербург (Московский вокзал)  | Сортировочная, Обухово, Славянка, Металлострой, Ижорский Завод, Колпино, Поповка, Саблино, Тосно, Ушаки, Рябово, Любань, Трубниково, Торфяное, Чудово, Чудово, Трегубово, Спасская Полисть, Мясной бор, Подберезье, Разъезд 64 км, Павловская, Новгород-депо, Менделеевская | Великий Новгород                | 191,8 км               | 3:07                                   | 23.01.2013                  | ЭС2Г / ЭС104 пригородный |
| Санкт-Петербург (Финляндский вокзал) | Удельная, Зеленогорск, Рощино, Каннельярви | Выборг                          | 130 км                 | 1:12                                   | 02.09.2015                  | ЭС2Г / ЭС104 пригородный |
| Санкт-Петербург (Московский вокзал)  | Сортировочная, Обухово, Рыбацкое, Ивановская, Мга, Назия, Жихарево, Войбокало, Новый Быт, Пупышево | Волховстрой I                   | 121,2 км               | 1:50                                   | 14.10.2015                  | ЭС2Г / ЭС104 пригородный |
| Санкт-Петербург (Балтийский вокзал)  | Ленинский проспект, Татьянино, Гатчина-Варшавская, Сиверская, Дивенская, Мшинская, Толмачево, Партизанская | Луга I                          | 136,7 км               | 1:48                                   | 30.12.2015                  | ЭС2Г / ЭС104 пригородный |
| Санкт-Петербург (Балтийский вокзал)  | Броневая, Ленинский проспект, Дачное, Ульянка, Лигово, Сосновая Поляна, Сергиево, Стрельна, Михайловская Дача, Новый Петергоф, Старый Петергоф, Университетская, Мартышкино                                                                                                 | Ораниенбаум                     | 39,4 км                | 0:55                                   | 01.12.2017                  | ЭС2Г / ЭС104 пригородный |
| Санкт-Петербург (Балтийский вокзал)  | Ленинский проспект, Лигово, Сосновая Поляна, Новый Петергоф, Старый Петергоф, Университетская, Ораниенбаум I, Ораниенбаум II, Кронштадтская Колония, Бронка, Дубочки, Большая Ижора, Чайка, Лебяжье, 68 км, 80 км                                                           | Калище                          | 81,4 км                | 1:37 — 1:52 в зависимости от остановок | 15.03.2018                  | ЭС2Г / ЭС104 пригородный |
| Санкт-Петербург (Московский вокзал)  | Сортировочная, Обухово, Металлострой, Колпино, Поповка, Саблино | Тосно                           | 52,2 км                | 0:48                                   | 09.12.2018                  | ЭС2Г / ЭС104 пригородный |
| Санкт-Петербург (Финляндский вокзал) | Девяткино, Токсово, 69 км, Сосново, Лосево, Громово, Приозерск | Кузнечное                       | 155 км                 | 2:22                                   | 25.10.2019                  | ЭС2Г / ЭС104 пригородный |
| Санкт-Петербург (Финляндский вокзал) | Кушелевка, Пискарёвка, Ручьи, Новая Охта, Девяткино, Лаврики, Капитолово, Кузьмолово, Токсово, Кавголово, Осельки, Пери, 39-й километр, Грузино, 47-й километр, Васкелово, 54 км, Лемболово, Орехово, 67 км, 69 км                                                          | Сосново                         | 78 км                  | 1:40                                   | 18.01.2020                  | ЭС2Г / ЭС104 пригородный |
| Санкт-Петербург (Ладожский вокзал)   | Мга, Волховстрой I, Волховстрой II, Куколь, Сорокино, Мыслино, Валя, Цвылёво, Костринский | Тихвин                          | 183 км                 | 3:15                                   | 28.12.2020                  | ЭС2Г / ЭС104 пригородный |
| Санкт-Петербург (Балтийский вокзал)  | Броневая, Ленинский проспект, Дачное, Ульянка, Лигово, Горелово, Скачки, Красное Село, Дудергоф, Тайцы, Пудость, Мариенбург | Гатчина-Пассажирская-Балтийская | 45 км                  | 1:04                                   | 16.01.2023                  | ЭС2Г / ЭС104 пригородный |
| Санкт-Петербург (Финляндский вокзал) | Ржевка, Бернгардовка, Всеволожская | Мельничный Ручей                | 25 км                  | 0:32                                   | 17.10.2016                  | ЭС2Г / ЭС104 пригородный |

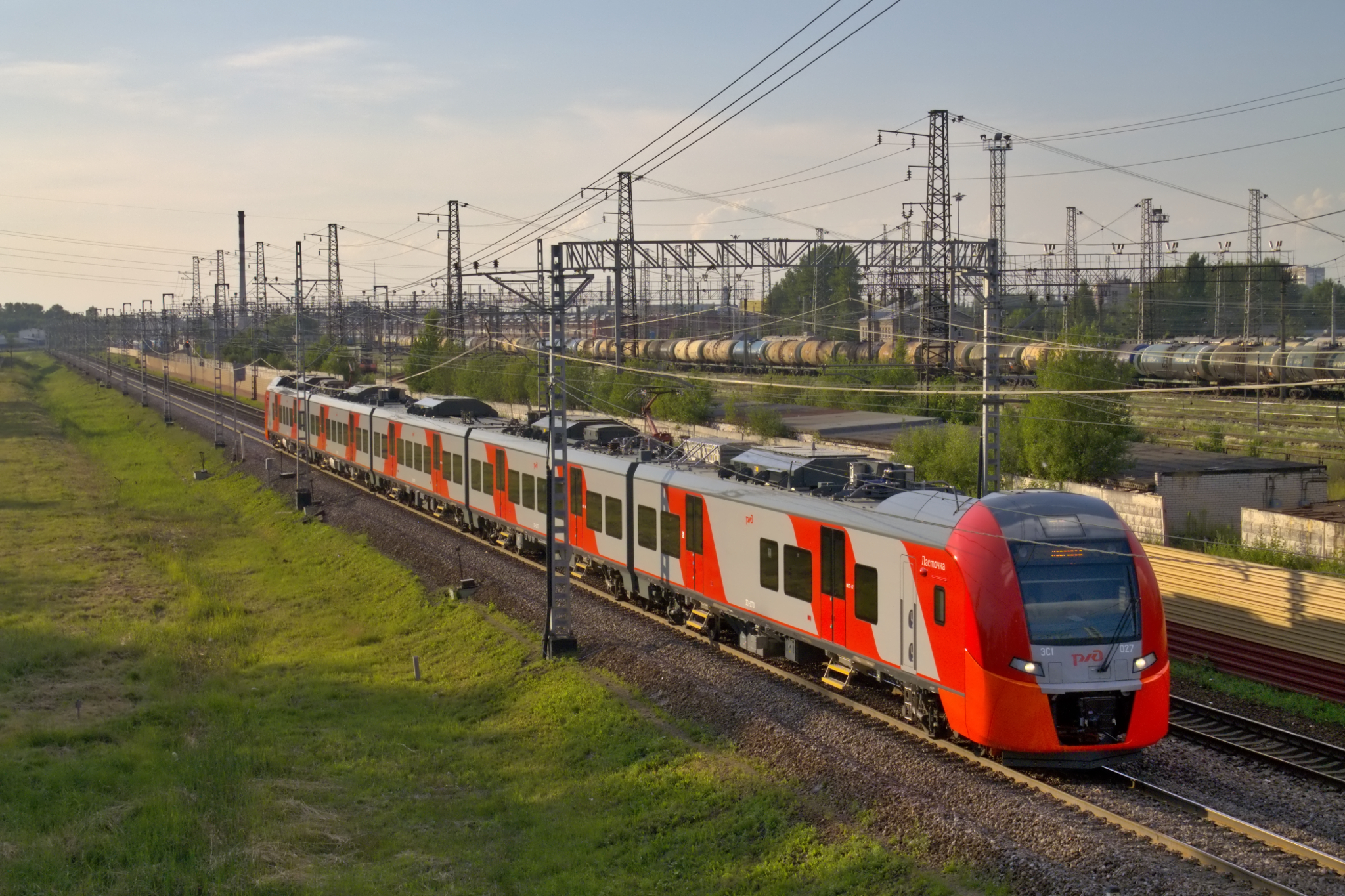
ЭС1-027 на Московском направлении ОЖД
- Встреча двух электропоездов ЭС1 на скорости 150 км/ч, Выборгское направление ОЖД
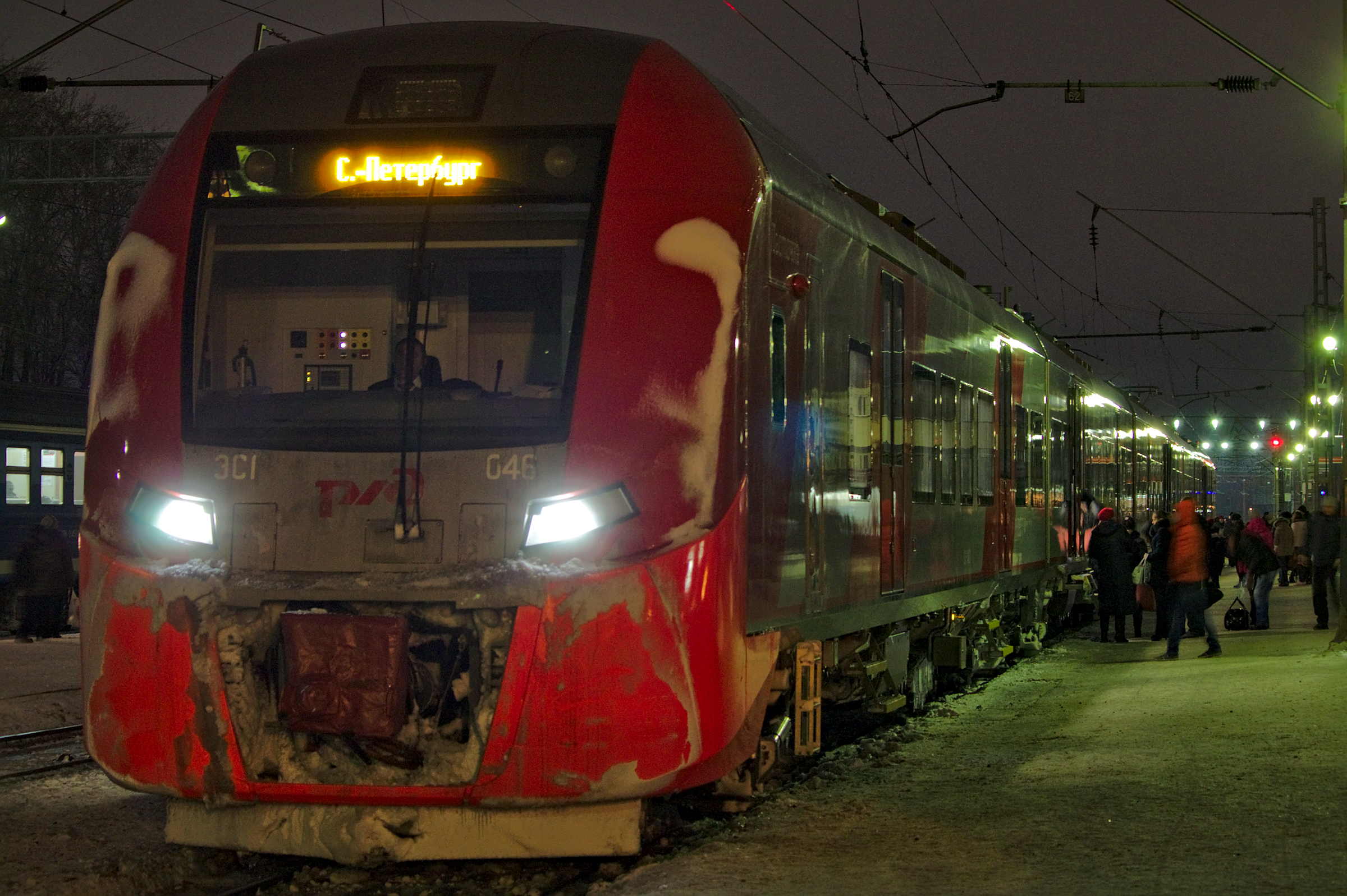
ЭС1-046 со включёнными буферными фонарями в Петрозаводске

##### Пригородные поезда Калининградской области
Данные поезда являются региональными, используются в качестве стандартных пригородных.
| Станция отправления | Промежуточные станции                                                             | Станция прибытия   | Протяжённость маршрута | Среднее время в пути | Дата запуска первого поезда | Тип поезда       |
| Калининград         | Калининград-Северный, Сельма, Чкаловск-Западный, Пионерский курорт, Светлогорск-1 | Светлогорск-2      | 50 км                  | 0:47 0:38            | 01.06.2018                  | ЭС2Г пригородный |
| Калининград         | Калининград-Северный, Кутузово-Новое, о.п.7 км                                    | Зеленоградск-Новый | 32 км                  | 0:29                 | 01.06.2018                  | ЭС2Г пригородный |

#### Центральный федеральный округ

##### Межрегиональные экспрессы
Данные поезда курсируют как поезда дальнего следования (номера поездов 7хх и 8хх).
| Станция отправления           | Промежуточные станции                                                                                               | Станция прибытия                                              | Протяжённость маршрута | Среднее время в пути | Дата запуска первого поезда | Тип поезда                           |
| Москва (Восточный вокзал)     | Железнодорожная, Павловский Посад, Орехово-Зуево, Владимир, Ковров, Вязники, Гороховец, Дзержинск                   | Нижний Новгород Нижегородская городская электричка Московская | 439,4 км               | 3:55                 | 28.04.2013*                 | ЭС1П премиум (1, 2, 3 класс)         |
| Москва (Курский вокзал)       | Железнодорожная, Павловский Посад, Орехово-Зуево, Владимир, Ковров, Вязники, Гороховец, Дзержинск                   | Нижний Новгород Нижегородская городская электричка Московская | 439,4 км               | 4:07                 | 28.04.2013                  | ЭС1П премиум (1, 2, 3 класс)         |
| Москва (Курский вокзал)       | Серпухов, Тула, Ясная Поляна, Скуратово, Мценск, Орёл, Змиёвка, Глазуновка, Малоархангельск, Поныри, Золотухино     | Курск                                                         | 535,5 км               | 5:52                 | 01.06.2014                  | ЭС2ГП / ЭС1П премиум (1, 2, 3 класс) |
| Москва (Белорусский вокзал)   | Можайск, Гагарин, Вязьма, Сафоново, Ярцево                                                                          | Смоленск                                                      | 418,6 км               | 4:13                 | 01.07.2014                  | ЭС1 пригородный                      |
| Москва (Белорусский вокзал)   | Можайск, Гагарин, Вязьма, Сафоново, Ярцево                                                                          | Смоленск                                                      | 418,6 км               | 4:13                 | 01.07.2014                  | ЭС1П премиум (1, 2, 3 класс)         |
| Москва (Восточный вокзал)     | Владимир, Шуя | Иваново                                                       | 331 км                 | 3:40                 | 13.03.2018                  | ЭС2ГП / ЭС1П премиум (1, 2, 3 класс) |
| Москва (Курский вокзал)       | Серпухов, Тула, Скуратово, Мценск, Орёл, Змиёвка, Глазуновка, Поныри, Курск, Солнцево, Ржава, Прохоровка            | Белгород                                                      | 695,4 км               | 7:28                 | 05.08.2019 01.11.2019       | ЭС2ГП / ЭС1П премиум (1, 2, 3 класс) |
| Москва (Ленинградский вокзал) | Лихоборы, Крюково, Тверь, Спирово, Вышний Волочёк, Бологое, Окуловка, Малая Вишера, Чудово, Тосно, Колпино, Обухово | Санкт-Петербург (Московский вокзал)                           | 649,7 км               | 6:50                 | 08.12.2019                  | ЭС2ГП / ЭС1П премиум (1, 2, 3 класс) |
| Москва (Ярославский вокзал)   | Ростов Ярославский, Ярославль, Нерехта                                                                              | Кострома                                                      | 375,1 км               | 4:07                 | 17.07.2020 12.12.2021       | ЭС2ГП / ЭС1П премиум (1, 2, 3 класс) |

* — с 10.03.2022 года электропоезд «Ласточка» заменил на маршруте поезда «Стриж» № 701—710 сообщением Москва — Нижний Новгород. С 01.06.2022 года электропоезд «Ласточка» (№ 721 / 722) заменил поезд «Сапсан» сообщением Санкт-Петербург — Москва — Нижний Новгород.

##### Пригородные поезда Московской и Тверской областей
Данные поезда используются как в качестве стандартных пригородных, так и в качестве пригородных экспрессов.
| Станция отправления           | Промежуточные станции | Станция прибытия     | Протяжённость маршрута | Среднее время в пути | Дата запуска первого поезда | Тип поезда                   |
| Москва (Ленинградский вокзал) | Рижская, Останкино, Петровско-Разумовская, Лихоборы, Моссельмаш, Грачёвская, Левобережная, Химки, Молжаниново, Новоподрезково, Подрезково, Сходня, Фирсановская, Малино в режиме экспресса: Химки, Сходня (все станции ) | Крюково (Зеленоград) | 38,5 км                | 0:53 0:33 (экс.)     | 01.10.2015                  | ЭС2Г пригородный             |
| Москва (Ленинградский вокзал) | Химки, Сходня, Крюково (Зеленоград), Подсолнечная (Солнечногорск), Клин, Завидово, Редкино, Чуприяновка | Тверь                | 166,7 км               | 1:44                 | 01.10.2015                  | ЭС2Г пригородный             |
| Москва (Ленинградский вокзал) | Рижская, Останкино, Петровско-Разумовская, Лихоборы, Моссельмаш, Грачёвская, Левобережная, Химки, Молжаниново, Новоподрезково, Подрезково, Сходня, Фирсановская, Малино, Крюково (Зеленоград), Алабушево, Радищево, Поваровка, Поварово-1, Берёзки-Дачные, Подсолнечная (Солнечногорск), Сенеж, Головково, Покровка, Фроловское, Стреглово в режиме экспресса: Химки, Сходня, Крюково (Зеленоград), Поварово-1, Подсолнечная (Солнечногорск), Покровка | Клин                 | 89,1 км                | 1:54 1:04 (экс.)     | 04.10.2017                  | ЭС2Г пригородный             |
| Москва (Ленинградский вокзал) | Химки, Сходня, Крюково (Зеленоград), Поварово-1, Подсолнечная (Солнечногорск), Покровка, Клин, Конаковский Мох | Конаково ГРЭС        | 141 км                 | 1:54                 | 10.12.2017                  | ЭС2Г пригородный             |
| Тверь                         | Дорошиха, Тверца, Лихославль, Терёшкино | Торжок               | 75,5 км                | 1:03                 | 09.12.2018                  | ЭС2Г пригородный             |
| Москва (Рижский вокзал)       | Тушинская, Истра, Волоколамск, Шаховская, Княжьи Горы, Погорелое Городище, Зубцов, Ржев-Балтийский, Ржевский мемориал | Муравьёво            | 242,2 км               | 4:50                 | 06.05.2021                  | ЭС1П премиум (1, 2, 3 класс) |

- ЭС1 и ЭС2Г на Ленинградском направлении ОЖД в Московской области в день пуска
- ЭC1 на маршруте Нижний Новгород – Москва останавливается на станции Орехово-Зуево. Август, 2017 г.

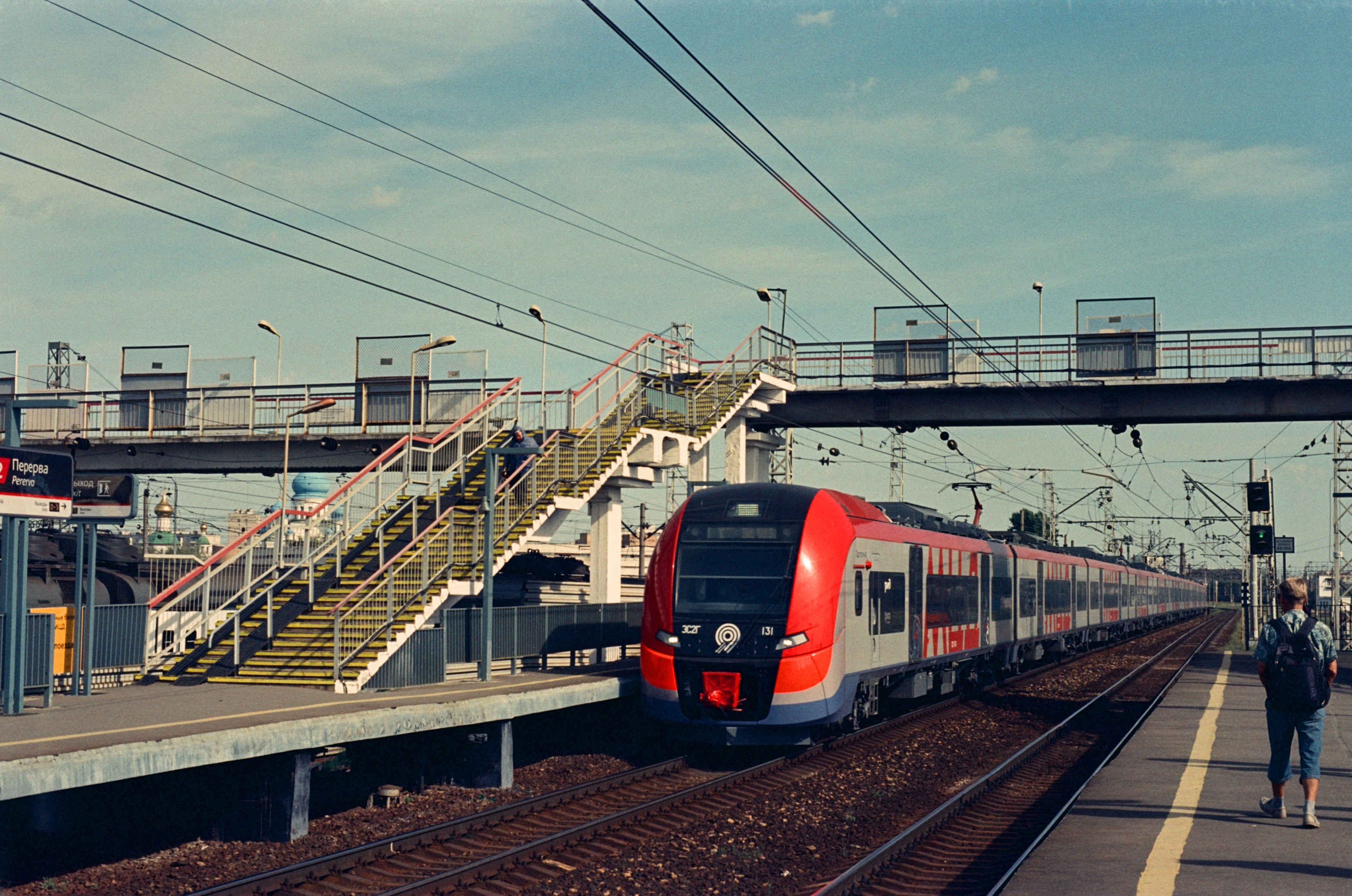
ЭС2Г-131 в окраске Московских центральных диаметров

##### Городская кольцевая электричка Москвы

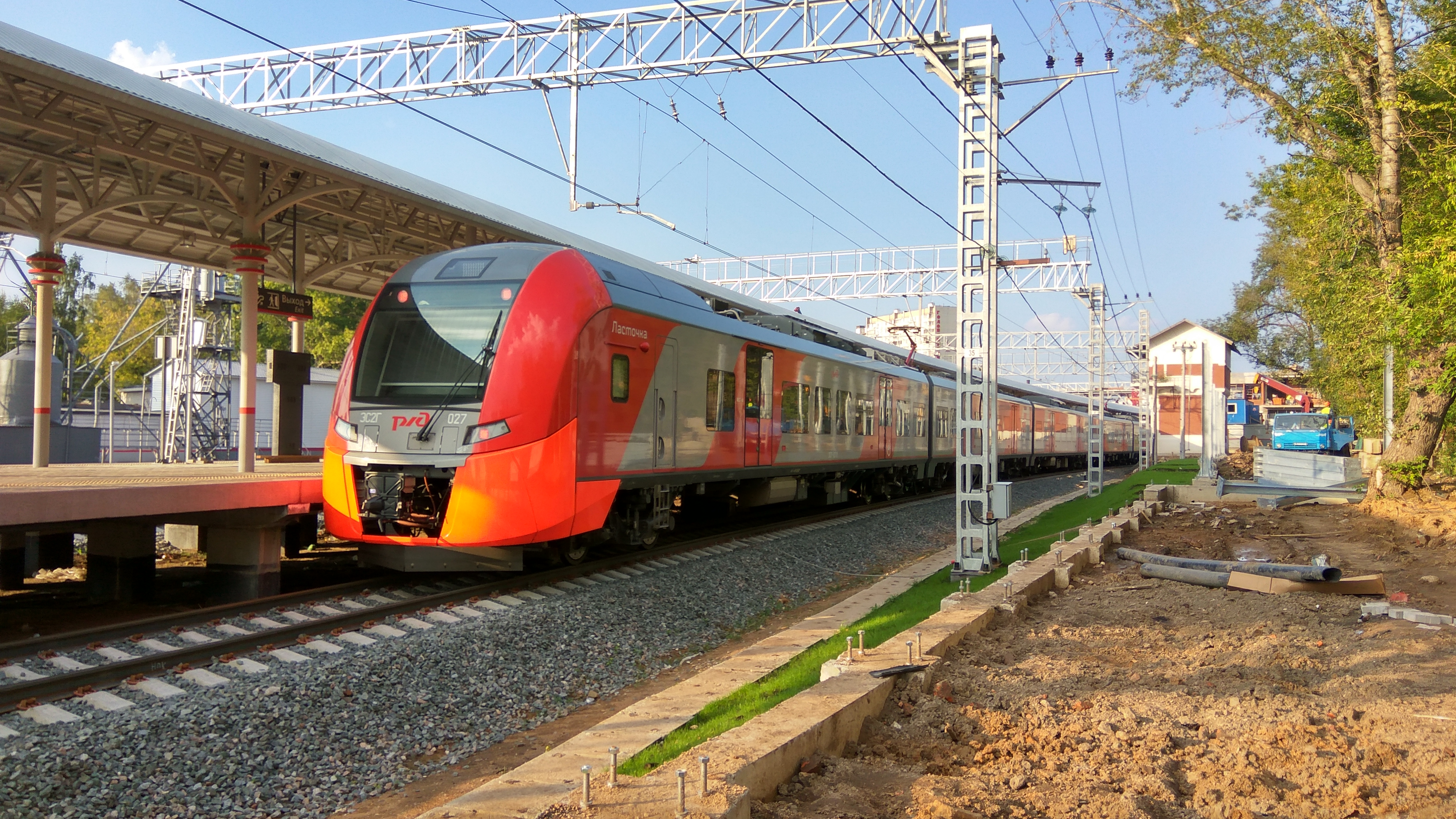
ЭС2Г на Московском центральном кольце

С 10 сентября 2016 года «Ласточки» ЭС2Г курсируют по Московской кольцевой железной дороге (МК МЖД) в качестве городской электрички, маршрутная линия которой получила название «Московское центральное кольцо». На линии имеется 31 остановочный пункт. Полный маршрут электропоезд проезжает за 88 минут. Отличительной особенностью «Ласточек», эксплуатирующихся на МЦК, является стилизованное изображение велосипедов и инвалидных колясок на дверях головных вагонов, информирующее о наличии в салоне специальных мест. Составы с номерами 045—087 имеют специальное городское исполнение салона с горизонтальными поручнями и дополнительными креплениями велосипедов и отличаются уменьшенным числом мест и увеличенной вместимостью, велосипеды на них изображены также на промежуточных вагонах с токоприёмником, где для них отведены специальные места. В перспективе все составы более раннего выпуска, эксплуатирующиеся на МЦК, до конца 2017 года пройдут модернизацию салона или будут заменены новыми поездами, а сами переведены на другие линии Московского железнодорожного узла или переданы на другие железнодорожные узлы.
Тестовое движение электропоездов с заниженными скоростями без пассажиров началось с мая 2016 года. В период лета 2016 года электропоезда проходили обкатку, в ходе которой участвовала половина их парка. 10 сентября в 13:50 линия была открыта для пассажиров.
После начала эксплуатации с пассажирами по линии с 10 сентября 2016 года курсировало более 130 пар электропоездов в сутки с 5:45 до 1:00 (с открытием входа на платформы с 5:30). Интервал движения в часы пик составлял 6 минут, а в остальное время — 11—15 минут. Позже интервал был сокращён до 5 минут в часы пик и до 10 минут во внепиковое время. С 21 ноября интервал в часы пик сократился до 4 минут, а в остальное время — до 8 минут.
Поезда приписаны к депо Подмосковная, их дневной и ночной отстой осуществляется как в депо, так и на специальных боковых или тупиковых путях четырёх станций:
- на станции Пресня: боковые пути № 4-11 парка Пресня (рядом со станцией МЦК Панфиловская);
- на станции Андроновка: пути № 4-8 парка А и пути № 21-27 парка Б (перегон МЦК Андроновка ― Нижегородская);
- на станции Лихоборы: тупиковые пути № 4ПБ-10ПБ нечётного парка Братцево (оборотные тупики станции МЦК Панфиловская);
- на станции Белокаменная: боковые пути № 4-6 и тупиковые пути № 7-9 (крайне редко).

- Вечерняя поездка по МЦК по маршруту Окружная — Деловой центр — Лужники. Краткий обзор остановочных пунктов и салона поезда
- Полный вид линии из окна поезда с внутренней стороны по часовой стрелке
- Остановка встречных электропоездов ЭС2Г на платформе Окружная

| Остановки по маршруту | Протяжённость маршрута | Среднее время в пути | Дата запуска первого поезда | Тип поезда     |
| Окружная, Владыкино, Ботанический сад, Ростокино, Белокаменная, Бульвар Рокоссовского, Локомотив, Измайлово, Соколиная Гора, Шоссе Энтузиастов, Андроновка, Нижегородская, Новохохловская, Угрешская, Дубровка, Автозаводская, ЗИЛ, Верхние Котлы, Крымская, Площадь Гагарина, Лужники, Кутузовская, Москва-Сити, Шелепиха, Хорошёво, Зорге, Панфиловская, Стрешнево, Балтийская, Коптево, Лихоборы | 54 км                  | 1:28                 | 10.09.2016                  | ЭС2Г городской |

#### Южный и Северо-Кавказский федеральные округа

##### Экспрессы
Данные поезда курсируют как поезда дальнего следования (номера поездов 8хх).
| Станция отправления  | Промежуточные станции | Станция прибытия    | Протяжённость маршрута | Среднее время в пути | Дата запуска первого поезда | Тип поезда      |
| Краснодар            | Горячий Ключ, Туапсе, Шепси, Лазаревская, Лоо, Дагомыс, Сочи, Хоста, Адлер                                                                                            | Имеретинский Курорт | 257,4 км               | 5:06                 | 01.08.2014 01.01.2019       | ЭС1 пригородный |
| Краснодар            | Горячий Ключ, Туапсе, Шепси, Лазаревская, Лоо, Дагомыс, Сочи, Хоста, Адлер                                                                                            | Аэропорт Сочи       | 253,8 км               | 5:22                 | 02.05.2016                  | ЭС1 пригородный |
| Краснодар            | Горячий Ключ, Туапсе, Шепси, Лазаревская, Лоо, Дагомыс, Сочи, Хоста, Адлер, Эсто-Садок                                                                                | Роза Хутор          | 299,3 км               | 5:51                 | 01.05.2017                  | ЭС1 пригородный |
| Краснодар            | Пашковская, Усть-Лабинская, Гречишкино, Кавказская, Гулькевичи, Армавир-1-Ростовский, Невинномысская, Курсавка, Минеральные Воды, Бештау, Пятигорск, Ессентуки        | Кисловодск          | 453,8 км               | 6:11                 | 01.04.2018                  | ЭС1 пригородный |
| Майкоп               | Белореченская, Хадыженская, Туапсе, Шепси, Лазаревская, Лоо, Дагомыс, Сочи, Хоста                                                                                     | Адлер               | 254 км                 | 5:14 / 5:23          | 20.05.2015                  | ЭС1 пригородный |
| Майкоп               | Белореченская, Хадыженская, Туапсе, Шепси, Лазаревская, Лоо, Дагомыс, Сочи, Хоста, Адлер                                                                              | Имеретинский Курорт | 262,5 км               | 5:32 / 5:51          | 28.05.2016                  | ЭС1 пригородный |
| Армавир-1-Ростовский | Армавир-2-Туапсинский, Курганная, Кошехабль, Гиагинская, Белореченская, Хадыженская, Туапсе, Шепси, Лазаревская, Лоо, Дагомыс, Сочи, Хоста, Адлер                     | Имеретинский Курорт | 341,4 км               | 6:33 / 6:32          | 08.12.2019                  | ЭС1 пригородный |
| Ростов-на-Дону       | Батайск, Староминская-Тимашёвская, Каневская, Тимашевский Обход, Краснодар-1, Горячий Ключ, Туапсе, Шепси, Лазаревская, Лоо, Дагомыс, Сочи, Хоста, Адлер              | Аэропорт Сочи       | 533,1 км               | 8:47                 | 25.12.2014                  | ЭС1 премиум     |
| Ростов-на-Дону       | Батайск, Кущёвка, Тихорецкая, Кавказская, Гулькевичи, Армавир-1-Ростовский, Невинномысская, Курсавка, Минеральные Воды, Бештау, Пятигорск, Ессентуки                  | Кисловодск          | 559,6 км               | 6:59                 | 01.05.2017                  | ЭС1 премиум     |
| Ростов-на-Дону       | Батайск, Староминская-Тимашёвская, Каневская, Тимашёвская-I, Полтавская, Протока, 9 км, Крымская, Тоннельная                                                          | Новороссийск        | 377,1 км               | 4:55                 | 06.07.2018                  | ЭС1 премиум     |
| Таганрог-2           | Таганрог-Пассажирский, Ростов-на-Дону, Батайск, Староминская-Тимашёвская, Каневская, Тимашевский Обход, Краснодар-1, Ильская, Абинская, 9 км, Крымская, Тоннельная    | Новороссийск        | 487,6 км               | 7:23                 | 25.12.2014                  | ЭС1 премиум     |
| Таганрог-2           | Таганрог-Пассажирский, Ростов-на-Дону, Батайск, Староминская-Тимашёвская, Каневская, Тимашевский Обход, Краснодар-1, Ильская, Абинская, 9 км, Крымская, Варениковская | Анапа               | 532,2 км               | 7:57                 | 30.05.2020                  | ЭС1 премиум     |
| Краснодар            | Афипская, Северская, Абинская, 9 км, Варениковская | Анапа               | 180,2 км               | 2:43                 | 30.12.2019                  | ЭС1 пригородный |
| Аэропорт Сочи        | Адлер, Хоста, Сочи, Дагомыс, Лоо, Лазаревская, Туапсе, Горячий Ключ, Краснодар, Афипская, Северская, Абинская, 9 км, Варениковская                                    | Анапа               | 434 км                 | 8:40                 | 01.08.2020                  | ЭС1 пригородный |
| Адлер                | Хоста, Сочи, Дагомыс, Лоо, Лазаревская, Туапсе, Горячий Ключ, Краснодар, Афипская, Северская, Абинская, 9 км, Крымская, Тоннельная                                    | Новороссийск        | 399,8 км               | 8:06                 | 11.12.2022                  | ЭС1 пригородный |

##### Пригородные поезда Черноморского побережья Кавказа
Данные поезда являются региональными, используются в пригородной зоне Адлера, Туапсе, Горячего Ключа, Анапы и Керчи в качестве стандартных пригородных (номера поездов — 6ххх).

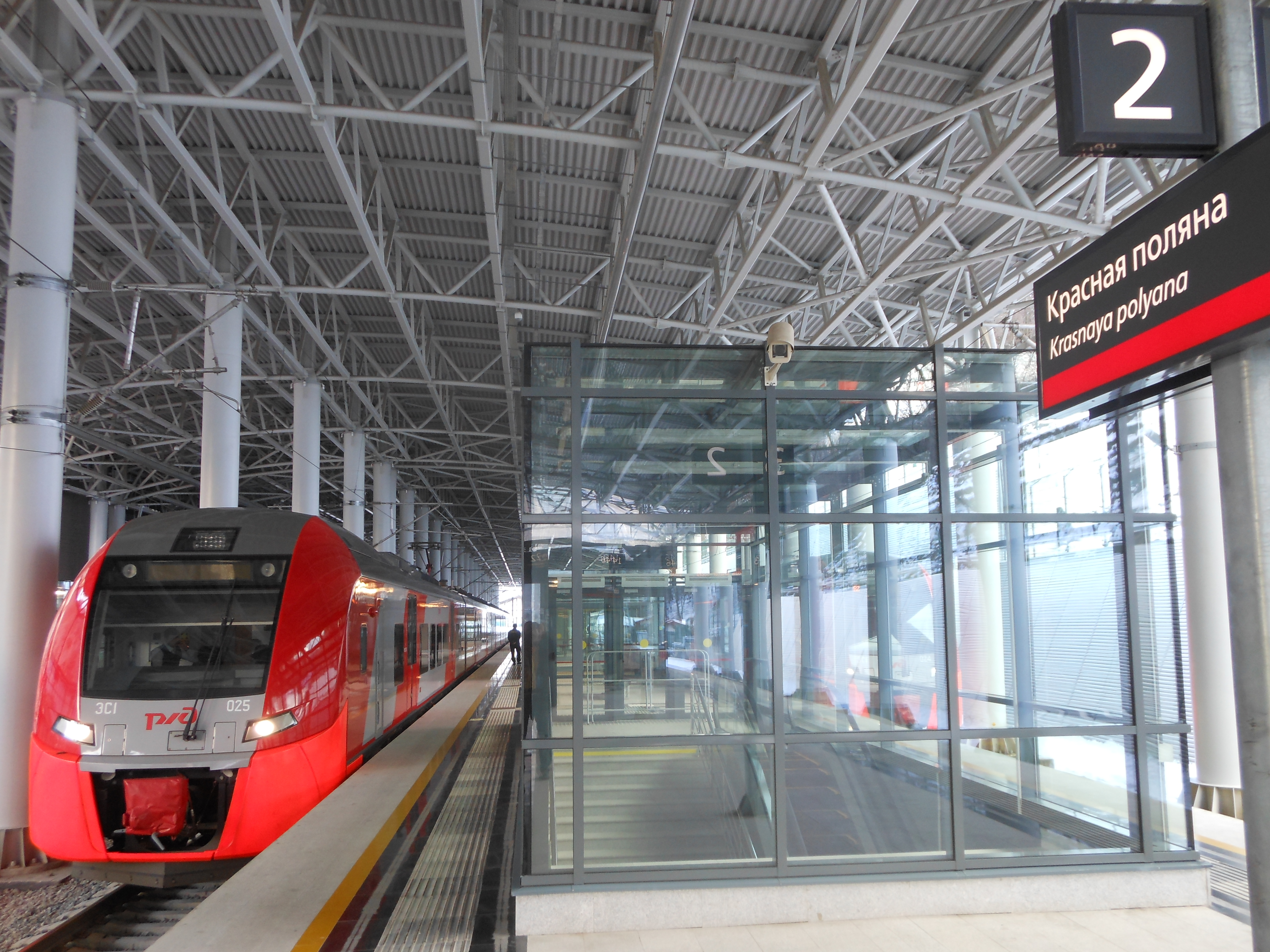
ЭС1-025 на вокзале в Красной Поляне
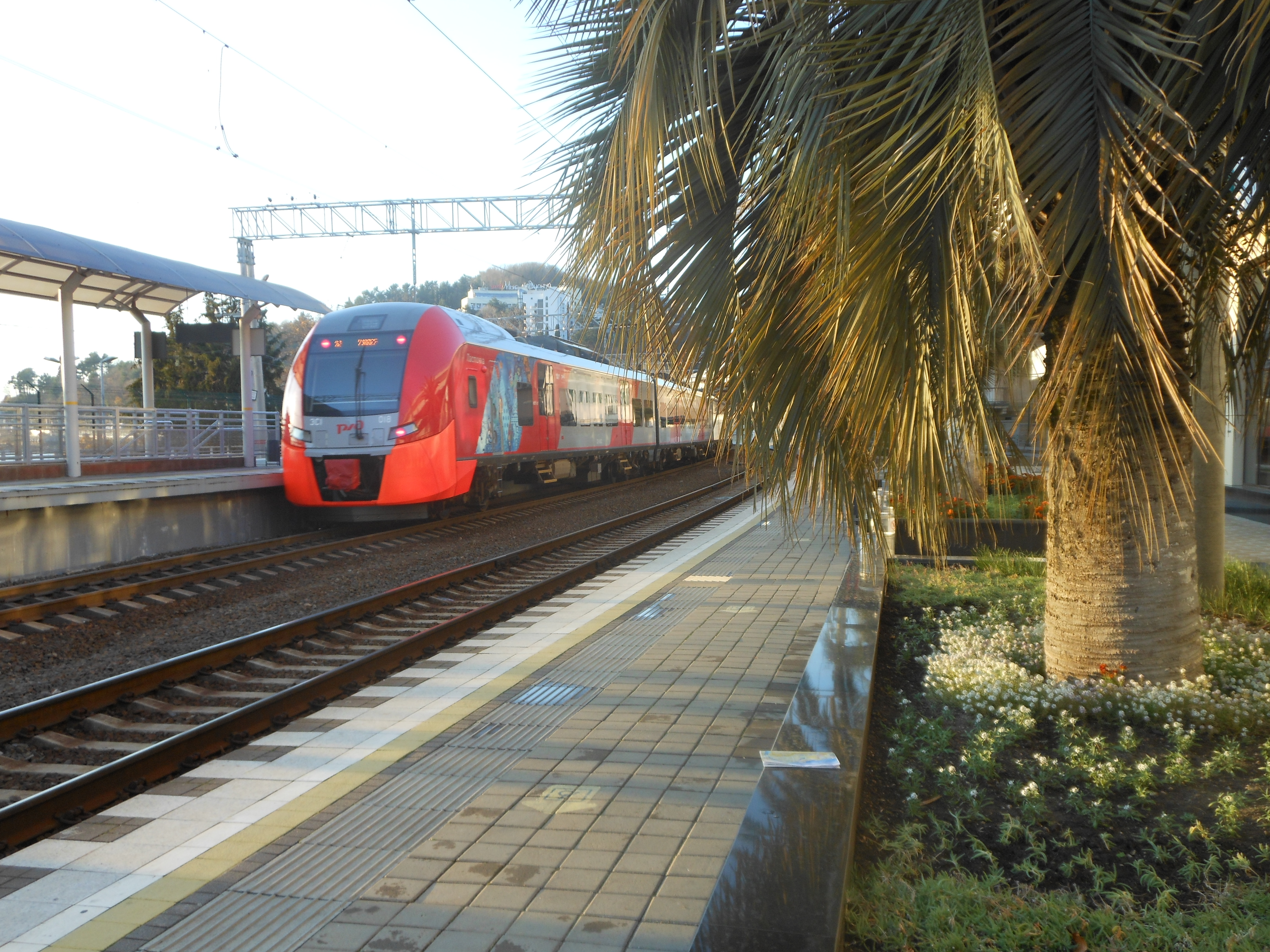
ЭС1-018 на станции

| Станция отправления | Промежуточные станции | Станция прибытия    | Протяжённость маршрута | Среднее время в пути | Дата запуска первого поезда | Тип поезда      |
| Армавир-Ростовский  | Гулькевичи, Кавказская, Гречишкино, Ладожская, Усть-Лабинская, Васюринская, Пашковская, О.п. 128 км, Краснодар I, Энем I, Горячий Ключ, Фанагорийская, Афапостик, Чинары, Кривенковская, Кирпичный, Туапсе, Шепси, Водопадный, Лазаревская, Чемитоквадже, Якорная Щель, Вардане, Лоо, Горный Воздух, Дагомыс, Мамайка, Сочи, Мацеста, Хоста, Известия, Адлер, Олимпийская Деревня | Имеретинский курорт | 471,3 км               | 9:43                 |                             | ЭС1 пригородный |
| Туапсе              | Весна, Гизель-Дере, Южный, Дедеркой, Шепси, Магри, Спутник, Макопсе, Дружба, Смена, Голубая Дача, Водопадный, Аше, Мамедова Щель, Лазаревская, Солоники, Волконская, ВВС, Чемитоквадже, Головинка, Лазурный Берег, Якорная Щель, Совхоз, Вардане, Лесная, Лоо, Горный Воздух, Уч-Дере, Дагомыс, 73 км, Мамайка, Сочи, Мацеста, Хоста, Известия, Адлер, Олимпийская Деревня        | Имеретинский курорт | 109,7 км               | 3:30                 |                             | ЭС1 пригородный |
| Роза Хутор          | Эсто-Садок, Олимпийская Деревня | Имеретинский курорт | 48,4 км                | 0:47                 |                             | ЭС1 пригородный |
| Туапсе              | Шепси, Водопадный, Лазаревская, Чемитоквадже, Якорная Щель, Лоо, Дагомыс, Сочи, Мацеста, Хоста, Адлер | Аэропорт Сочи       | 106,1 км               | 2:51                 |                             | ЭС1 пригородный |
| Лазаревская         | Чемитоквадже, Якорная Щель, Лоо, Дагомыс, Сочи, Мацеста, Хоста, Адлер | Аэропорт Сочи       | 77 км                  | 2:09                 |                             | ЭС1 пригородный |
| Роза Хутор          | Эсто-Садок, Адлер | Аэропорт Сочи       | 51,1 км                | 1:07                 |                             | ЭС1 пригородный |
| Роза Хутор          | Эсто-Садок, Адлер, Известия, Хоста, Мацеста | Сочи                | 71,9 км                | 1:23                 |                             | ЭС1 пригородный |
| Адлер               | Известия, Хоста, Мацеста | Сочи                | 23,6 км                | 0:34                 |                             | ЭС1 пригородный |

- ЭС1-025 на вокзале Роза Хутор в Красной Поляне
- Поездка в кабине ЭС1-038 по маршруту Олимпийский парк — Роза Хутор
- ЭС1-018 на станции Хоста

##### Пригородные поезда Кавказских Минеральных Вод
Данные поезда являются региональными, используются в пригородной зоне Минеральных Вод в качестве стандартных пригородных (номера поездов — 71хх) с 1 сентября 2019 года.
| Станция отправления | Промежуточные станции               | Станция прибытия | Протяжённость маршрута | Среднее время в пути | Дата запуска первого поезда | Тип поезда      |
| Минеральные Воды    | Лермонтовская, Пятигорск, Ессентуки | Кисловодск       | 64,6 км                | 0:55                 | 01.09.2019                  | ЭС1 пригородный |

#### Уральский и Приволжский федеральные округа

##### Межрегиональные экспрессы
Данные поезда курсируют как поезда дальнего следования (номера поездов 8хх).
| Станция отправления                                           | Промежуточные станции | Станция прибытия | Протяжённость маршрута | Среднее время в пути | Дата запуска первого поезда | Тип поезда                   |
| Екатеринбург Уральская                                        | Первоуральск, Кунгур | Пермь-2          | 380,6 км               | 4:49                 | 09.12.2019                  | ЭС104 пригородный            |
| Екатеринбург Уральская                                        | Богданович, Еланский, Камышлов, Ощепково, Талица, Юшала, Тугулым                                                          | Тюмень           | 324,1 км               | 4:36                 | 09.12.2019                  | ЭС104 пригородный            |
| Екатеринбург Уральская                                        | Первомайская, Шарташ, Кольцово, Каменск-Уральский, Колчедан, Катайск, Далматово, Шадринск, Каргаполье, Кособродск, 352 км | Курган-Пасс.     | 362,4 км               | 4:53                 | 01.04.2020                  | ЭС104 пригородный            |
| Нижний Новгород Нижегородская городская электричка Московская | Урень, Шахунья, Пижма, Котельнич                                                                                          | Киров            | 456,7 км               | 4:59                 | 01.07.2022                  | ЭС1П премиум (1, 2, 3 класс) |
| Нижний Новгород Нижегородская городская электричка Московская | Дзержинск, Ковров, Шуя | Иваново          | 285,6 км               | 3:10                 | 01.06.2023                  | ЭС1П премиум (1, 2, 3 класс) |

##### Пригородные поезда Свердловской области
Данные поезда являются региональными, используются в качестве стандартных пригородных (скорые пригородные с резервированием мест; номера поездов — 70хх).
Пригородные экспрессы были запущены в Талицу — 31.12.2018. В связи с назначением нового дневного экспресса по маршруту Екатеринбург — Тюмень с 09.12.2019, электропоезда до Талицы были отменены.
| Станция отправления    | Промежуточные станции | Станция прибытия  | Протяжённость маршрута | Среднее время в пути | Дата запуска первого поезда | Тип поезда        |
| Екатеринбург Уральская | ВИЗ, Верх-Нейвинск, Невьянск | Нижний Тагил      | 149 км                 | 1:53                 | 05.11.2015                  | ЭС104 пригородный |
| Екатеринбург Уральская | ВИЗ, Верх-Нейвинск, Невьянск, Нижний Тагил, Смычка, Баранчинская, Гороблагодатская, Кушва, Верхняя, Выя, Верхотурье, Ляля, Лобва                    | Серов             | 391 км                 | 5:57                 | 05.11.2015*                 | ЭС104 пригородный |
| Екатеринбург Уральская | ВИЗ, Нижний Тагил, Смычка, Баранчинская, Гороблагодатская, Кушва, Верхняя, Выя, Верхотурье, Ляля, Лобва, Серов, Краснотурьинская, Лесная Волчанка   | Бокситы           | 473,7 км               | 7:30                 | 20.01.2023                  | ЭС104 пригородный |
| Екатеринбург Уральская | Первомайская, Шарташ, Компрессорный завод, Кольцово, Арамиль, Храмцовская, Соцгород                                                                 | Каменск-Уральский | 100 км                 | 1:30                 | 05.11.2015                  | ЭС104 пригородный |
| Екатеринбург Уральская | ВИЗ, Электродепо, Екатеринбург-Сортировочный, Северка, Хрустальная, Новоталица, Первоуральск, Подволошная, Билимбай, Коуровка                       | Кузино            | 88 км                  | 1:32                 | 10.01.2016                  | ЭС104 пригородный |
| Екатеринбург Уральская | ВИЗ, Электродепо, Екатеринбург-Сортировочный, Северка, Хрустальная, Новоталица, Первоуральск, Подволошная, Билимбай, Коуровка, Кузино, Сабик, Сарга | Шаля              | 148 км                 | 2:30                 | 12.01.2018**                | ЭС104 пригородный |
| Екатеринбург Уральская | ВИЗ, Верх-Нейвинск, Невьянск, Нижний Тагил, Баранчинская, Гороблагодатская                                                                          | Качканар          | 255,5 км               | 3:52                 | 02.09.2022***               | ЭС104 пригородный |
| Аэропорт Кольцово      | Шарташ, Первомайская, Екатеринбург, ВИЗ, Верх-Нейвинск, Невьянск, Нижний Тагил, Баранчинская, Гороблагодатская                                      | Качканар          | 277,5 км               | 4:28                 | 17.04.2021***               | ЭС104 пригородный |
| Екатеринбург Уральская | ВИЗ, Ревда, Дружинино, Бисертский завод, Уфимка | Красноуфимск      | 224 км                 | 3:19                 | 17.10.2022                  | ЭС1 пригородный   |

* — с 12.01.2018 электропоезда «Ласточка» были продлены от Нижнего Тагила до Кушвы. С 11.08.2019 продлён от Кушвы до Серова.
** — с 12.01.2018 электропоезда «Ласточка» были продлены от Кузино до Шали.
*** — до 02.09.2022 года курсировали до Нижнего Тагила.

##### Пригородные поезда Пермского края
Данные поезда являются региональными, используются в качестве стандартных пригородных.
| Станция отправления | Промежуточные станции                                                                                       | Станция прибытия | Протяжённость маршрута | Среднее время в пути | Дата запуска первого поезда | Тип поезда       |
| Пермь-2             | Бахаревка, Ферма, Мулянка, Юг, Кукуштан, Ергач, 1533 км, Кунгур                                             | Кишерть          | 121,5 км               | 1:50                 | 01.11.2018                  | ЭС2Г пригородный |
| Пермь-2             | Пермь-Сортировочная, Железнодорожная, Промучасток, Оверята, Шабуничи, Чайковская, Григорьевская, Менделеево | Верещагино       | 119,6 км               | 1:59                 | 01.11.2018                  | ЭС2Г пригородный |
| Пермь-2             | Оверята | Краснокамск      | 35 км                  | 0:52                 | 01.09.2020                  | ЭС2Г пригородный |
| Пермь-2             | Пермь-1, Мотовилиха, Молодёжная, Лёвшино, Новые Ляды, Комарихинская, Калино, Шибаново, о.п. 129 км          | Чусовой          | 135                    | 2:25                 | 20.01.2022                  | ЭС2Г пригородный |

##### Пригородные поезда Челябинской области
Данные поезда являются региональными, используются в качестве стандартных пригородных (номера поездов — 79хх).
| Станция отправления | Промежуточные станции       | Станция прибытия | Протяжённость маршрута | Среднее время в пути | Дата запуска первого поезда | Тип поезда                |
| Челябинск           | Троицк, Тамерлан, Карталы I | Магнитогорск     | 405,8 км               | 4:20                 | 05.11.2020                  | ЭС1П премиум (1, 2 класс) |

* — 01 июля 2022 маршрут продлён до ст. Магнитогорск.

##### Пригородные поезда Самарской области
Данные поезда являются региональными, используются в качестве стандартных пригородных.
| Станция отправления | Промежуточные станции                                                                                    | Станция прибытия | Протяжённость маршрута | Среднее время в пути | Дата запуска первого поезда | Тип поезда       |
| Самара              | Стахановская, Пятилетка, Средневолжская, Ягодная, Водинская, Старосемейкино, Задельная, Жигулёвское море | Тольятти         | 129,7 км               | 1:56                 | 11.06.2021                  | ЭС2Г пригородный |
| Самара              | Липяги, Чапаевск, Безенчук, Обшаровка, Октябрьск                                                         | Сызрань I        | 135,9 км               | 1:46                 | 04.09.2021                  | ЭС2Г пригородный |

##### Пригородные поезда Республики Башкортостан
Данные поезда являются региональными, используются в качестве стандартных пригородных (номера поездов — 71хх).
| Станция отправления | Промежуточные станции | Станция прибытия | Протяжённость маршрута | Среднее время в пути | Дата запуска первого поезда | Тип поезда       |
| Уфа                 | Дёма, Авдон, Санаторная, Алкино, Чишмы I, Шингак-Куль, Давлеканово, Раевка, Шафраново, Аксеново, Аксаково, Приютово                            | Абдулино         | 249,3 км               | 3:41                 | 01.04.2022*                 | ЭС2Г пригородный |
| Уфа                 | Дёма, Авдон, Юматово, Санаторная, Пионерская, Чишмы I, Шингак-Куль, Давлеканово                                                                | Раевка           | 114,9 км               | 1:45                 | 11.06.2022**                | ЭС2Г пригородный |
| Дёма Уфа            | Правая Белая, Уфа, Воронки, Городской Дворец Культуры, Парковая, Черниковка, Спортивная, Шакша, 1646 км, Тауш, 1654 км                         | Иглино           | 44,5 км / 34,6 км      | 0:58 / 0:45          | 18.07.2022                  | ЭС2Г пригородный |
| Дёма Уфа            | Уфа, Городской Дворец Культуры, Парковая, Черниковка, Спортивная, Шакша, Иглино, Чуваш-Кубово, Тавтиманово, Кудеевка, Урман, Улу-Теляк, Казаяк | Аша              | 113,9 км / 104,0 км    | 2:08 / 1:46          | 18.07.2022***               | ЭС2Г пригородный |

### Отменённые маршруты
| Маршрут                                                             | Протяжённость маршрута | Тип поезда                           | Причина отмены | Период эксплуатации     | Заменён на…            |
| Казань — Аэропорт Казань                                            | 24,7 км                | ЭС1 пригородный                      | Очень низкий пассажиропоток. Стоимость была на 40 % больше, чем у электрички. Оказался нерентабельным.                                                                     | 22.05.2013 — 01.01.2014 | ЭД9Э                   |
| Санкт-Петербург (Московский вокзал) — Москва (Ленинградский вокзал) | 649,7 км               | ЭС1 пригородный                      | Поезд использовался только в дни с большим пассажиропотоком до ввода в эксплуатацию новой партии высокоскоростных электропоездов ЭВС1 и увеличения числа рейсов последних. | 04.2014 — 09.2014       | ЭВС1/ЭВС2              |
| Санкт-Петербург (Московский вокзал) — Москва (Ленинградский вокзал) | 649,7 км               | ЭС1 пригородный                      | Был временным: на сезон майских праздников в дни с большим пассажиропотоком.                                                                                               | 29.04.2018 — 09.05.2018 | —                      |
| Санкт-Петербург (Московский вокзал) — Москва (Ленинградский вокзал) | 649,7 км               | ЭС2ГП / ЭС1П премиум                 | Был временным: для удовлетворения высокого спроса на поездки между Санкт-Петербургом и Москвой.                                                                            | 17.07.2019 — 29.08.2019 | —                      |
| Санкт-Петербург (Московский вокзал) — Москва (Ленинградский вокзал) | 649,7 км               | ЭС2ГП / ЭС1П премиум                 | Заменён ежедневным курсированием с сокращением времени в пути. | 30.08.2019 — 08.12.2019 | —                      |
| Екатеринбург — Аэропорт Кольцово                                    | 24 км                  | ЭС2Г пригородный                     | Был временным: в рамках выставки Иннопром-2015. | 08.07.2015 — 11.07.2015 | —                      |
| Ростов-на-Дону — Роза Хутор                                         | 578,6 км               | ЭС1 премиум                          | Чартерный поезд горнолыжного курорта «Роза Хутор» в зимний сезон. | 24.12.2015 — 21.04.2016 | —                      |
| Москва (Курский вокзал) — Щербинка                                  | 33,5 км                | ЭС1 пригородный                      | Был временным: в рамках выставки Экспо 1520. | 30.08.2017 — 02.09.2017 | —                      |
| Москва (Курский вокзал) — Ковров                                    | 254,6 км               | ЭС1 пригородный                      | Оказался нерентабельным. | 20.08.2017 — 01.11.2019 | —                      |
| Москва (Белорусский вокзал) — Вязьма                                | 243,1 км               | ЭС1 пригородный                      | Поезд показал отрицательный финансовый результат и низкую загрузку (в среднем менее 40 %). Рассматривается вопрос замены рейсом Москва-Смоленская — Орша.                  | 10.12.2017 — 01.11.2019 | —                      |
| Зеленоградск — Светлогорск-2                                        | 25,5 км                | ЭС2Г пригородный                     | Заменён пригородными поездами | 01.07.2018 — ?          | —                      |
| Москва (Курский вокзал) — Белгород                                  | 695,4 км               | ЭС2ГП / ЭС1П премиум                 | С нового графика отменено курсирование составов «Ласточка» на маршруте № 743/744                                                                                           | 08.12.2019 — 11.12.2020 | ЦМВ                    |
| Владикавказ — Туапсе                                                | 622,6 км               | ЭС1 пригородный                      | Отменён по данному маршруту из-за нерентабельности. Номера поезда (№ 831 / 832) присвоены новому маршруту Минеральные Воды — Назрань.                                      | 01.05.2021 — 01.08.2021 | —                      |
| Москва (Курский вокзал) — Орёл                                      | 381,6 км               | ЭС2ГП / ЭС1П премиум (1, 2, 3 класс) | С 08.11.2021 года маршрут «Ласточки» № 715 / 716 увеличил курсирование до ежедневного тем же самым графиком, что и поезд 725 / 726.                                        | 14.12.2014 — 03.11.2021 | «Ласточка» № 715 / 716 |
| Екатеринбург — Билимбай                                             | 58,7 км                | ЭС2Г пригородный                     | Снижение пассажиропотока. № 7057 / 7058. | 10.01.2021 — 11.12.2021 | —                      |
| Шарташ — Ревда                                                      | 50,2 км                | ЭС2Г пригородный                     | Снижение пассажиропотока. № 7041 / 7042. | 10.01.2021 — 11.12.2021 | —                      |
| Нахабино — Подольск                                                 | 80 км                  | ЭС2Г пригородный                     | Был временным: из за нехваток составов ЭГ2Тв. | 25.11.2019 — 31.01.2022 | ЭГ2Тв                  |
| Минеральные Воды — Назрань                                          | 201 км                 | ЭС1 пригородный                      | № 831 / 832 отменён по данному маршруту из-за нерентабельности. | 07.09.2021 — 01.02.2022 | —                      |
| Анапа — Керчь-Южная                                                 | 127 км                 | ЭС1П премиум                         | № 6801 — 6804, 6809 — 6812 нормализация пассажиропотока и снижение спроса на перевозку.                                                                                    | 13.10.2022 — 31.10.2022 | вернули РА2            |
| Анапа — Керчь                                                       | 138 км                 | ЭС1П премиум                         | № 6805 — 6808 нормализация пассажиропотока и снижение спроса на перевозку.                                                                                                 | 13.10.2022 — 31.10.2022 | вернули РА2            |
| Москва (Киевский вокзал) — Аэропорт Внуково                         | ?                      | ЭС2Г аэроэкспресс                    | Снижение пассажиропотока, продление метро. | 11.2019 — 01.08.2024    | Замена на ЭП2Д ЦППК    |

* — средняя продолжительность всех рейсов или продолжительность одного из рейсов.

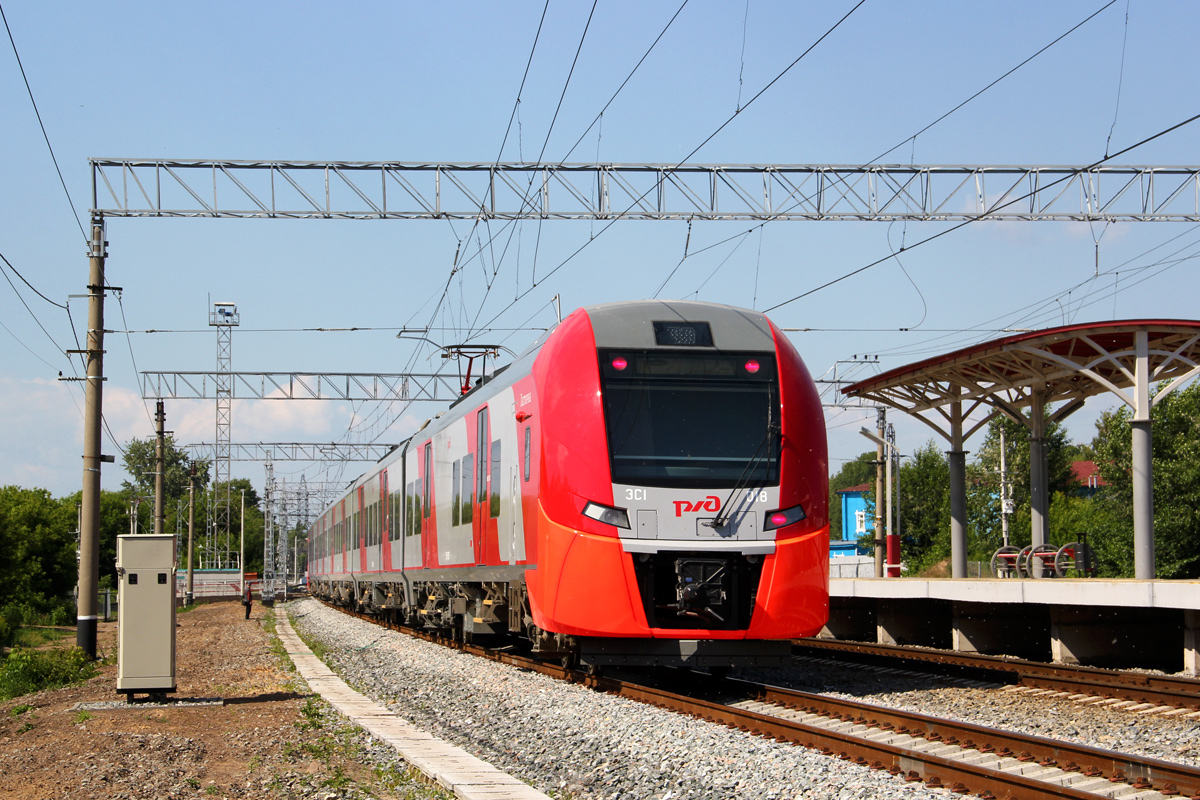
ЭС1-018 «Аэроэкспресс» на станции Вахитово, город Казань
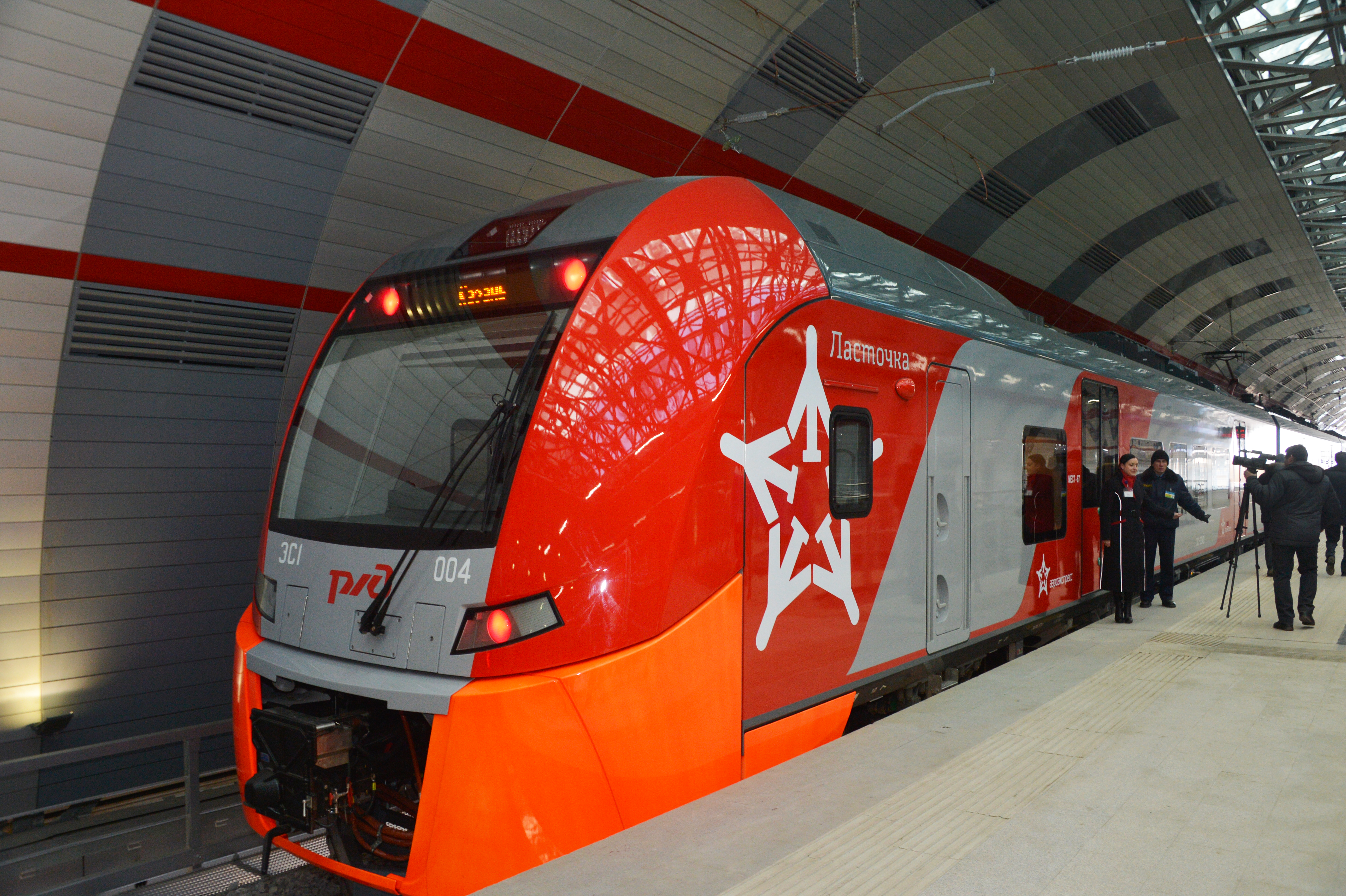
ЭС1-004 «Аэроэкспресс» на платформе Аэропорт Казань

### Планируемые маршруты
- Россия и Финляндия. В 2013 году обсуждали возможность запуска поездов типа «Ласточки» между Санкт-Петербургом, Иматрой и Лаппеэнрантой[83]. 28 сентября 2019 года был выполнен рейс до станции Иматранкоски, находящейся на юге города Иматра. Рейс был обкаточным, без пассажиров, с присутствием российских и финских специалистов[84].

- Москва и Московская область

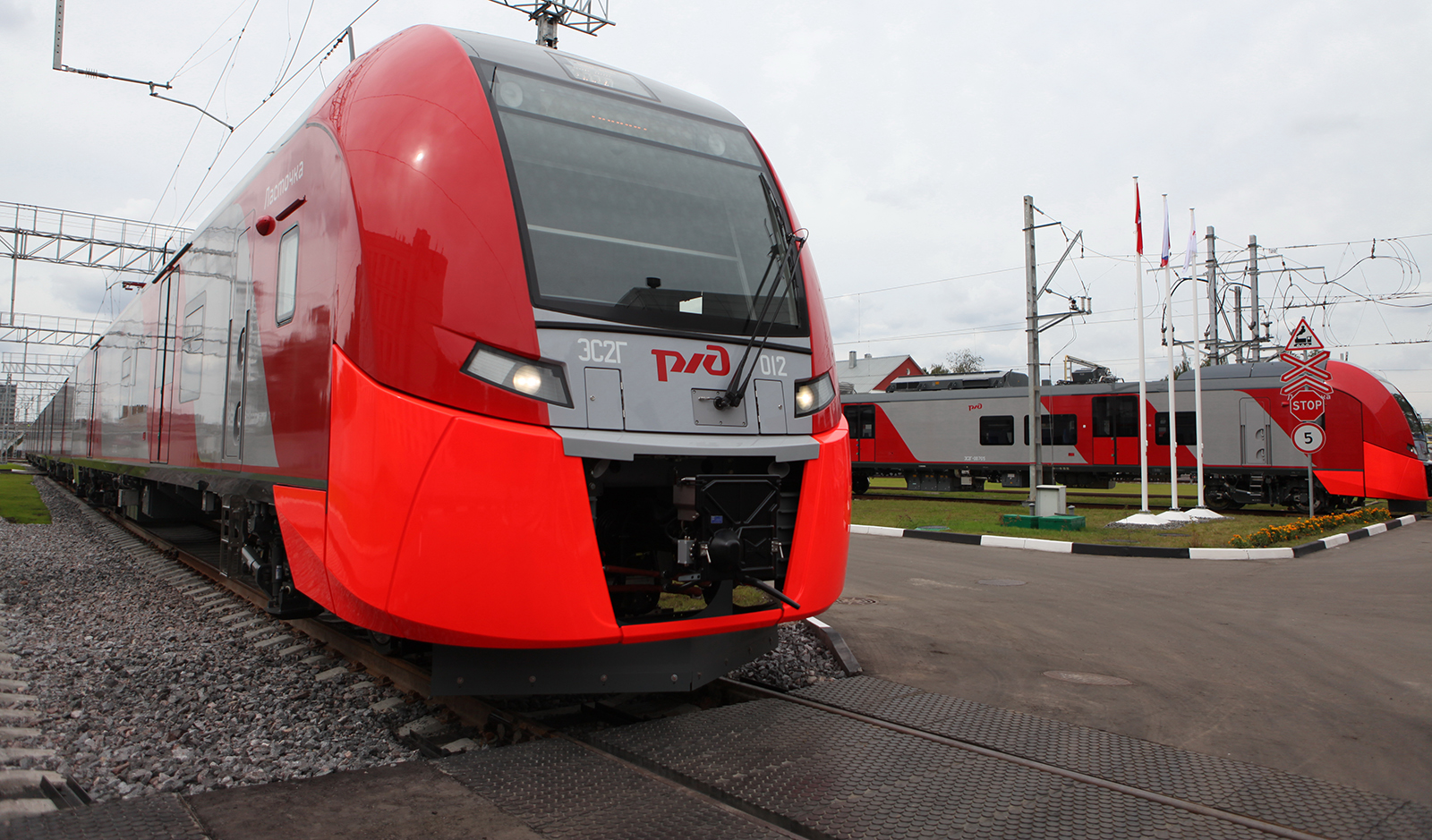
ЭС2Г на территории депо Подмосковная

  - Пригородные экспрессы. В 2017—2018 годах планировалось запустить «Ласточки» в качестве пригородных экспрессов (аналогично маршруту Москва — Крюково — Тверь) на Казанском, Курском, Горьковском и Ярославском направлениях МЖД[85].
  - Межрегиональные экспрессы. В 2017—2018 годах планировалось запустить «Ласточки» в Брянск и Воронеж (время хода в тестовых поездках, соответственно: 3:45, 4:52/4:29)[источник не указан 2730 дней].
- Санкт-Петербург и Ленинградская область
  - Пригородные экспрессы. Имеются планы по запуску пригородных экспрессов из Санкт-Петербурга на Пикалёво — Бабаево, Кириши (Будогощь). А после завершения строительства второго пути и электрификации на Таллинском ходу — и на Кингисепп (Ивангород).
- Сибирь.
  - Иркутск и Улан-Удэ. С 2020 года в Сибири, помимо Новосибирска и Барнаула, ведутся также переговоры по наладке движения «Ласточек» между Иркутском и Улан-Удэ. В начале марта 2021 года было запущено тестовое движение на участке для анализа движения на трудных участках, например, Слюдянка. Открытие сообщения позволит уменьшить время в пути между городами по сравнению с уже существующим обычным поездом дальнего следования на одноимённом маршруте.[86][87]
  - Новосибирск и Барнаул. После демонстрационного рейса между Барнаулом и Новосибирском 15 августа 2014 года начальник Западно-Сибирской железной дороги Анатолий Регер заявил, что регулярные рейсы «Ласточек» в Сибири начнутся после 2020 года[88]. В октябре 2014 года руководство РЖД назвало четыре региона Западной Сибири, где возможен запуск ускоренного электропоезда «Ласточка»: это Барнаул, Новосибирск, Омск и Томск. При этом для рентабельной работы электрических поездов между столицей Алтайского края и Новосибирском нужно запустить не менее 4 составов, а в целом в Сибири — не менее 15[89].
- Урал. В перспективе возможно появление «Ласточек», связывающих Екатеринбург с Челябинском[90]. Рассматривается (но подвергается сомнению[91]) план реконструкции участка Ижевск — Набережные Челны (и электрификации, соответственно, от Агрыза до Набережных Челнов) и запуска по этому маршруту «Ласточек»[92].
- Поволжье. По предварительным данным,[уточнить] Куйбышевская железная дорога планирует назначить поезда «Ласточка» на семь маршрутов, ввиду значительных перевозок в местном сообщении. «Ласточки» планируются к запуску по маршрутам: Самара — Уфа — Челябинск, Самара — Саратов — Волгоград, Самара — Пенза, Самара — Саранск. Пилотный рейс между Уфой и Самарой планировалось запустить к 2017 году[93].
- Южный федеральный округ. Планировался межрегиональный экспресс маршрут «Ласточки» из Волгограда в Ростов-на-Дону[94]. Рассматривались варианты его движения через станции Котельниково, Сальск, Тихорецкая и Батайск, то есть охватывались три субъекта Южного федерального округа (Волгоградская и Ростовская области, а также Краснодарский край).

### Оценки пассажиров
По данным социологического опроса, проведённого ВЦИОМ в 2018 году, подавляющее большинство пассажиров «Ласточки» отмечает повышение комфортности (96 %) и уменьшение времени на дорогу (98 %). Результаты исследования показывают, что в структуре пассажиропотока «Ласточки» большинство принадлежит молодым людям — студентам и работающему населению; с возрастом 18—24 года — 32 % и 25—34 года — 26 %. Работающих пассажиров — 72 % (включая 7 % работающих пенсионеров и 5 % работающих студентов). Доля поездок на ежедневных маршрутах оказалась не так высока, как эпизодических. К примеру, 19 % пассажиров пользуется «Ласточкой» 2—3 раза в месяц, а 57 % и вовсе реже раза в месяц.
Большинство опрошенных надеется на дальнейшее развитие скоростного сообщения в регионах. 74 % пассажиров междугороднего транспорта в регионах без скоростного сообщения считают важным его появление (47 % опрошенных в таких городах предпочли бы поезд повышенной комфортности, который позволяет сэкономить время, несмотря на более высокую стоимость по сравнению с обычными рейсами). Около половины пассажиров «Ласточек» (48 %) считают, что на их направлении недостаточно скоростных поездов.

## Транспортные происшествия

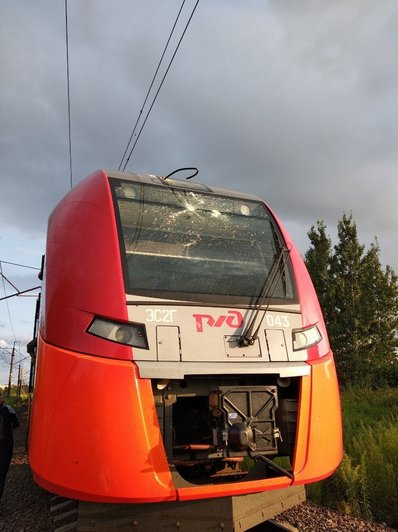
Авария межу станциями Чкаловск и Сельма 16 августа 2018 года

- 18 сентября 2012 года произошла первая серьёзная авария с участием поездов Desiro RUS — поезд ЭС1-002, следовавший с экспериментального кольца ВНИИЖТ в Щербинке для прохождения испытаний на Горьковской железной дороге, на переезде у платформы Карачарово в Москве столкнулся с автомобилем МАЗ (либо КамАЗ)[96][97]. В результате аварии водитель автомобиля получил травмы средней тяжести[97]. У электропоезда была сильно повреждена нижняя часть маски головного вагона, а лобовое стекло покрылось трещинами[96].
- 17 февраля 2018 года на перегоне Зеленогорск — Рощино произошло столкновение электропоезда ЭС2Г-009 с пассажирским автобусом, оказавшимся на внезапно заблокированном железнодорожном переезде. Благодаря оперативно проведённой эвакуации жертв удалось избежать[98][99].
- 16 августа 2018 года между станциями Сельма и Чкаловск произошёл обрыв контактной сети, из-за чего электропоезд ЭС2Г-043 был обесточен, также провод сети разбил лобовое стекло вагона. Никто не пострадал[100][101].
- 17 октября 2018 года (около 07:40) при подъезде к платформе Лужники у электропоезда ЭС2Г-083[102], следовавшего по Малому кольцу МЖД по часовой стрелке, произошёл разрыв беззазорного сцепного устройства между головным моторным и прицепным вагоном с токоприёмником[103]. Электропоезд был аварийно остановлен, и пока его не перевезли с помощью резервного тепловоза на парковые пути, движение поездов на первом пути кольца в течение двух часов заблокировано. При этом перегонка частично осуществлялась и по второму пути, движение на котором также было временно приостановлено. Состав в месте разрыва был расцеплен, однако окончательно неясно, на каком этапе произошло его полное разделение[103][104]. По официальной информации МЖД, несмотря на повреждение автосцепки саморасцепа во время следования поезда с пассажирами не произошло, а полное разделение состава с отсоединением межвагонной гармошки и проводов произвели уже без пассажиров в процессе буксировки вагонов[105][106].
- 3 мая 2019 года в 09:38 на перегоне Элисенваара — Яккима Октябрьской железной дороги произошло дорожно-транспортное происшествие. Водитель грузового автомобиля «Урал» выехал на железнодорожный переезд без дежурного работника при исправно работающей световой сигнализации перед приближающимся электропоездом № 821 «Ласточка». Машинист применил экстренное торможение, но расстояние было недостаточным, и столкновения избежать не удалось. В результате ДТП пострадали водитель и два пассажира автомобиля. Схода подвижного состава не произошло[107].
- 13 октября 2020 на перегоне Горы — Мга Октябрьской железной дороги поезд «Ласточка» № 7402 сообщением Санкт-Петербург — Волховстрой совершил наезд на посторонний предмет на рельсах (настил переезда), вследствие чего было повреждено подвагонное оборудование поезда.[108]
- 17 июля 2024 около 14:40 при подъезде к платформе «Дивенская» перегона Строганово — Мшинская Октябрьской железной дороги произошла авария с участием электропоезда № 811 сообщением Санкт-Петербург — Псков (ЭС1П-011) и автомобиля Renault Carlos, в результате которой погибла вся семья: 51-летний мужчина, его жена и двое несовершеннолетних детей, — находившаяся в автомобиле, а также был повреждён бампер поезда[109].

### Комментарии
1. ↑  Буква «Г» в данном случае означает «городской», а также служит для отличия поезда «Ласточка» от вышеупомянутой машины серии ЭС2
2. ↑  Высокая платформа — платформа, высота которой над уровнем головки рельса (УГР) составляет 1100 мм. Средняя платформа — платформа, высота которой над УГР составляет 550 мм. Низкая платформа — платформа, высота которой над УГР не более 200 мм[42].
3. ↑  При скорости 10 км/ч
4. ↑  за исключением поезда № 717 в сторону Минска, и, поезда 722 — в сторону Москвы
5. ↑  кроме поезда 805 (в сторону Новороссийска).
6. ↑  кроме поезда 840 (в сторону Таганрога).
7. ↑  кроме поезда 827 (в сторону Анапы).
8. 1 2 3  В одном направлении — при следовании в Имеретинский Курорт.
9. 1 2  В одном направлении — при следовании в Краснодар.
10. ↑  только № 7071
11. ↑  конечная для № 7154
12. ↑  конечная для № 7155
13. 1 2 3  остановка для № 7154
14. ↑  расстояние для № 7154
15. ↑  расстояние для № 7155
16. ↑  время в пути для № 7154
17. ↑  время в пути для № 7155
18. ↑  конечная для № 7153
19. ↑  конечная для № 7156
20. ↑  остановка для № 7153
21. ↑  расстояние для № 7153
22. ↑  расстояние для № 7156
23. ↑  время в пути для № 7153
24. ↑  время в пути для № 7156